# Biserica de lemn din Săliștea

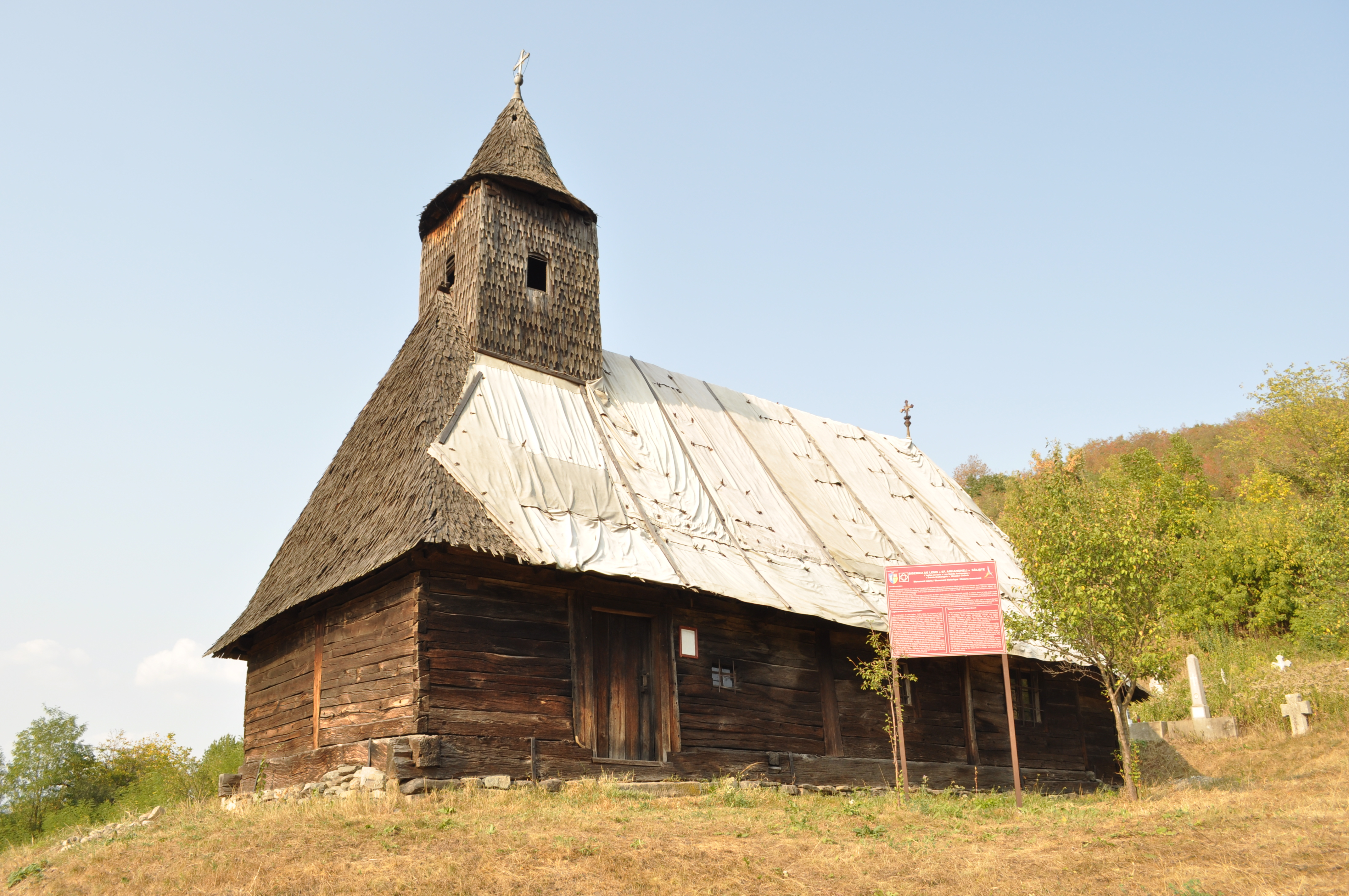
Biserica de lemn „Sfinții Arhangheli Mihail și Gavriil” din Săliștea, foto: septembrie 2011.

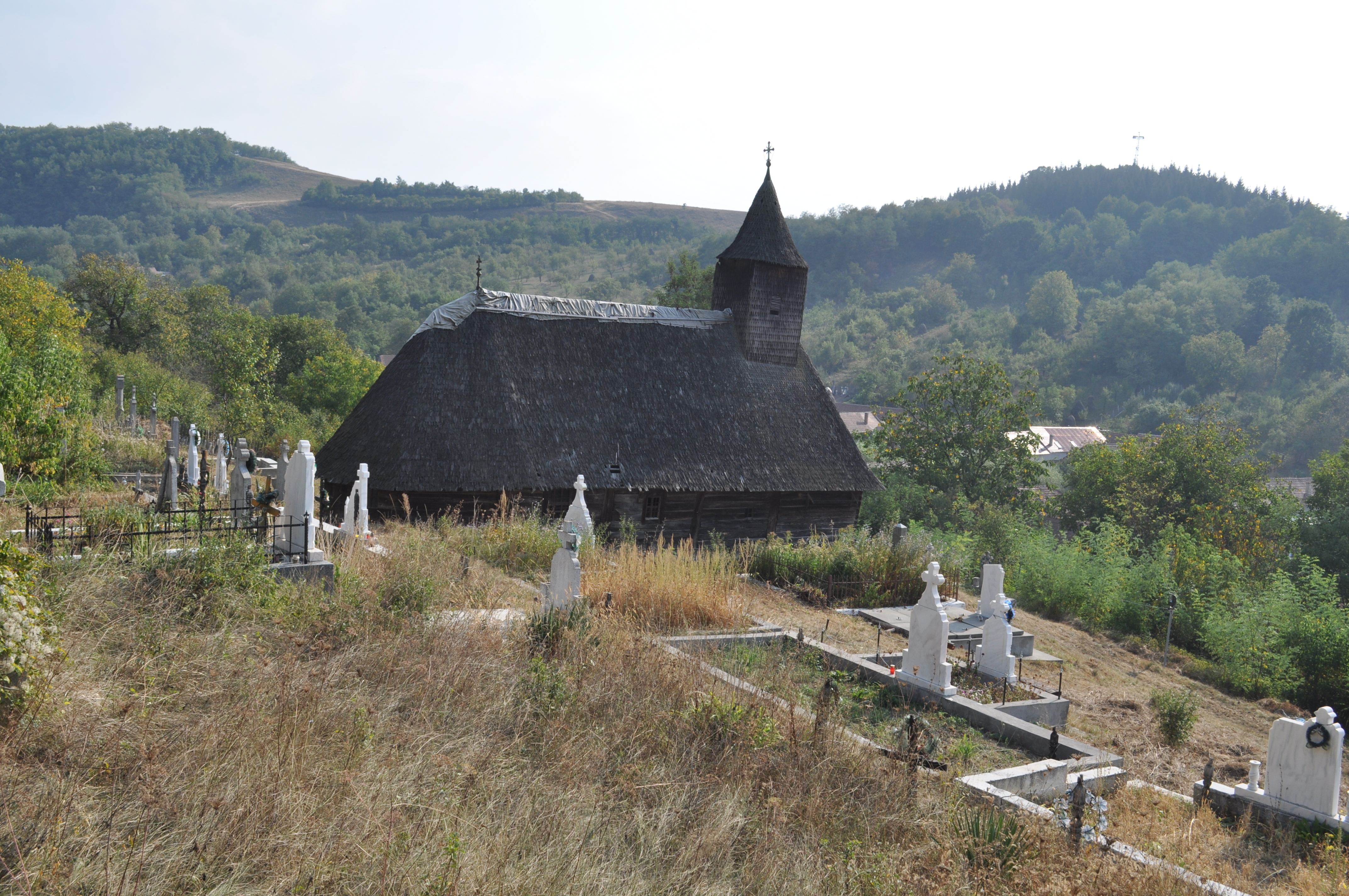
Biserica (nord)

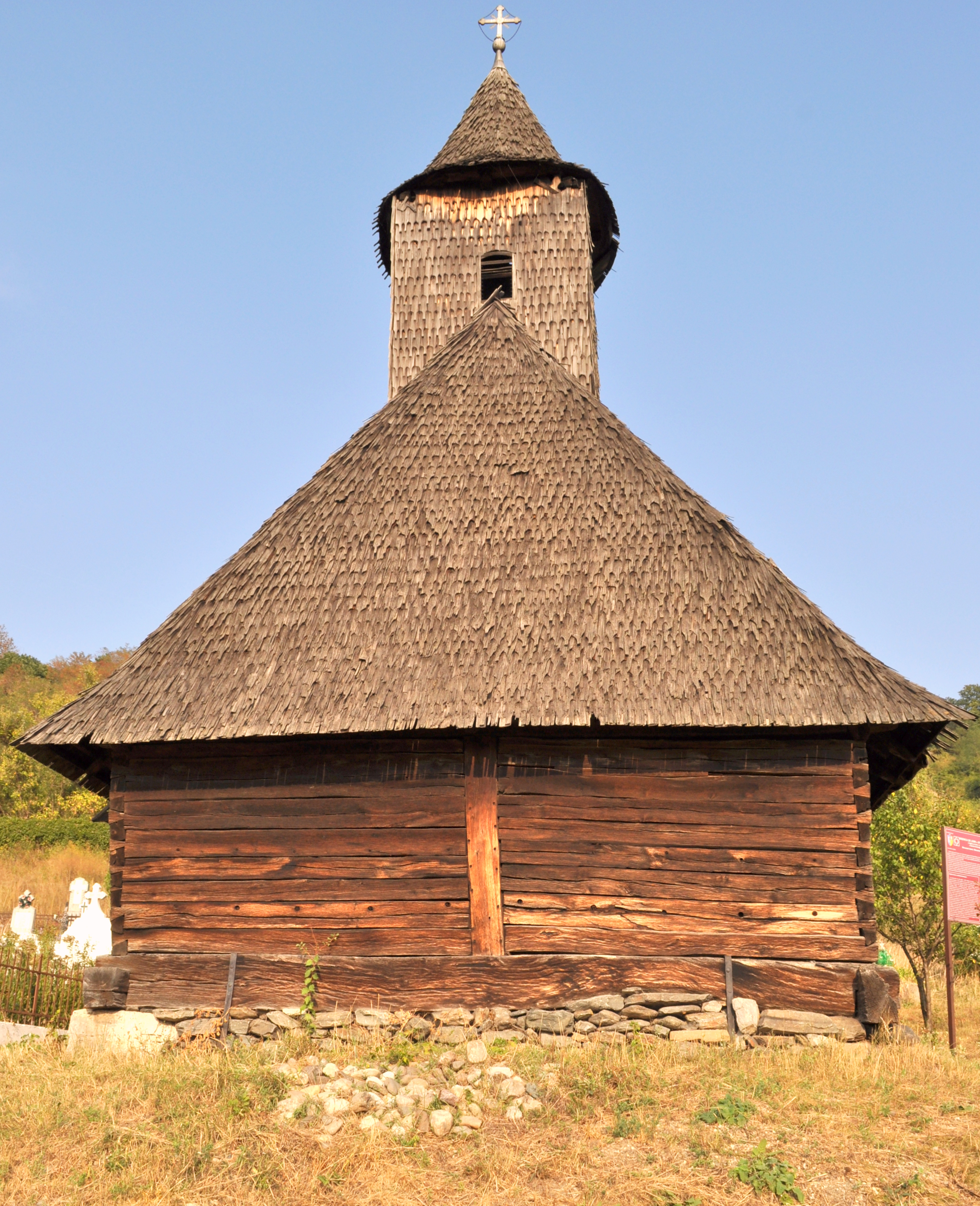
Biserica (vest)

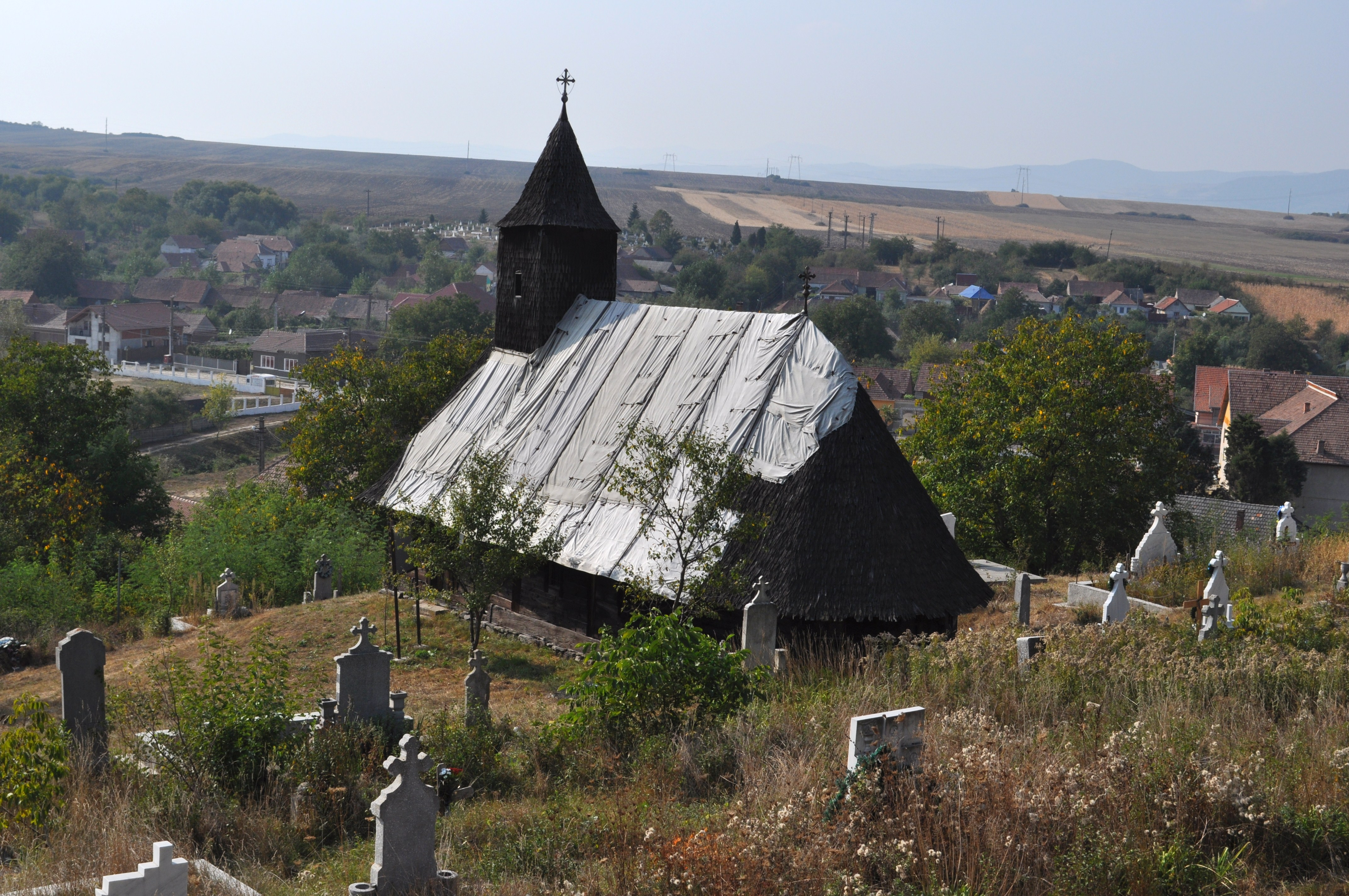
Biserica (sud-est)

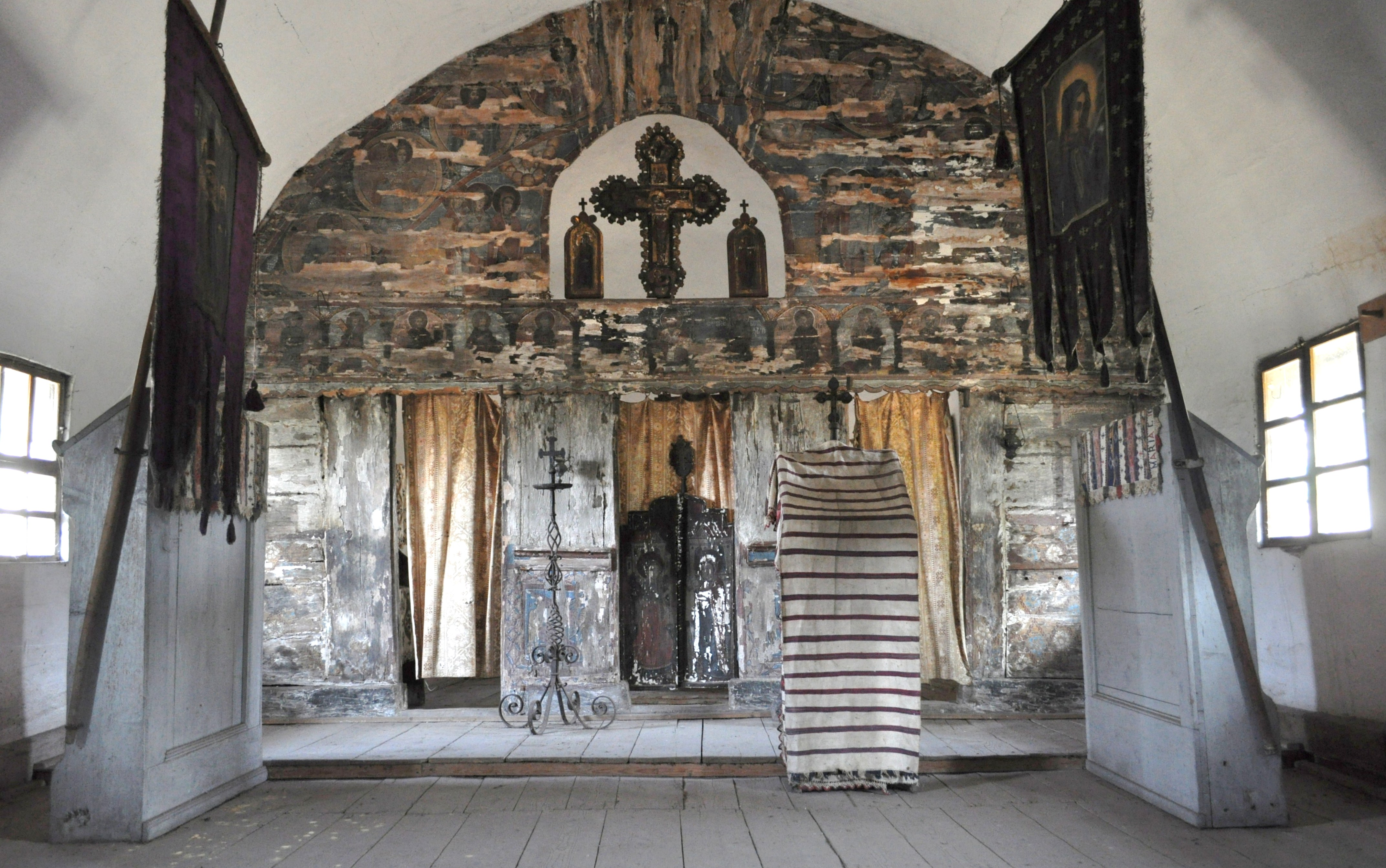
Interiorul navei

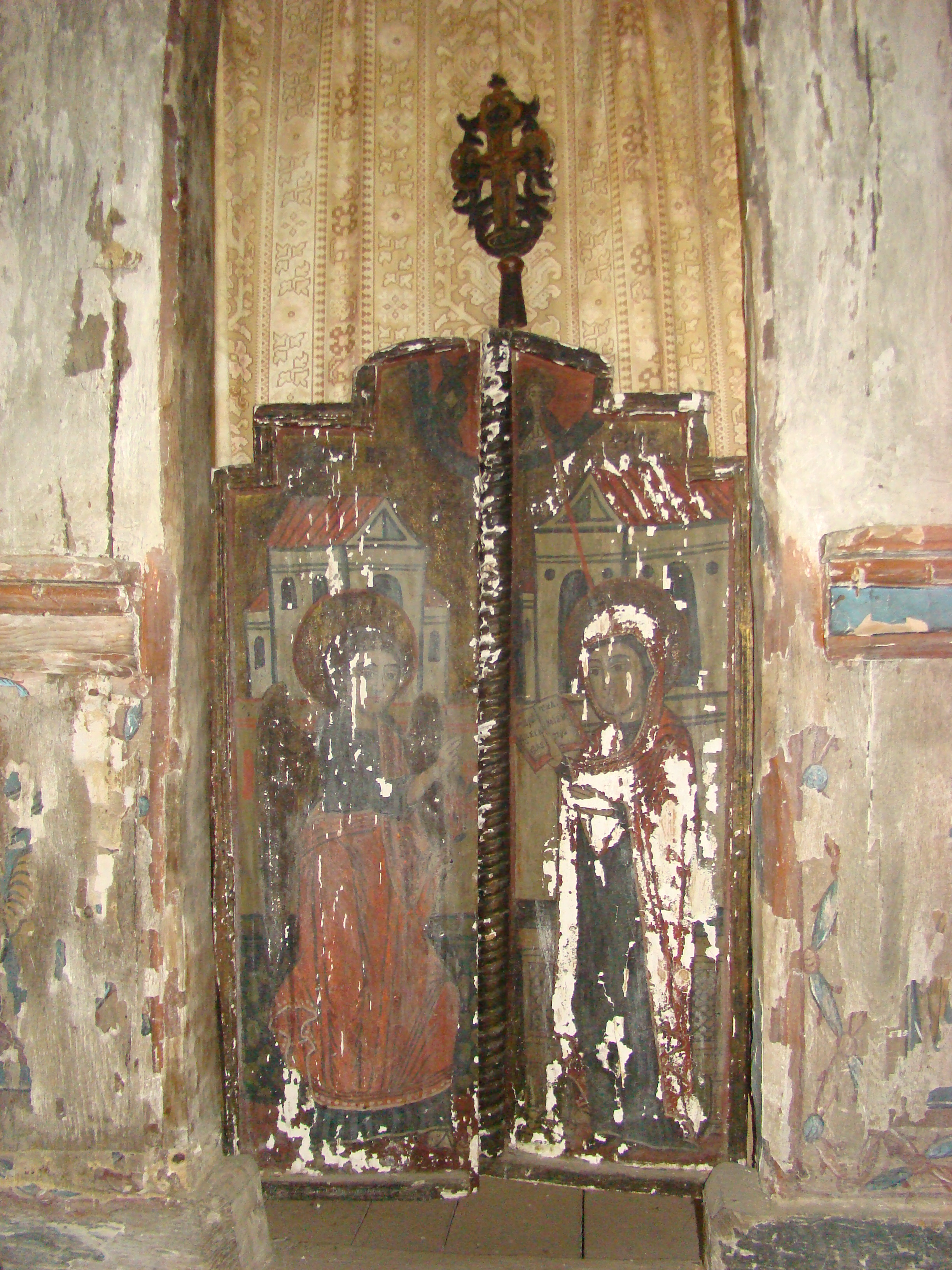
Ușile împărătești

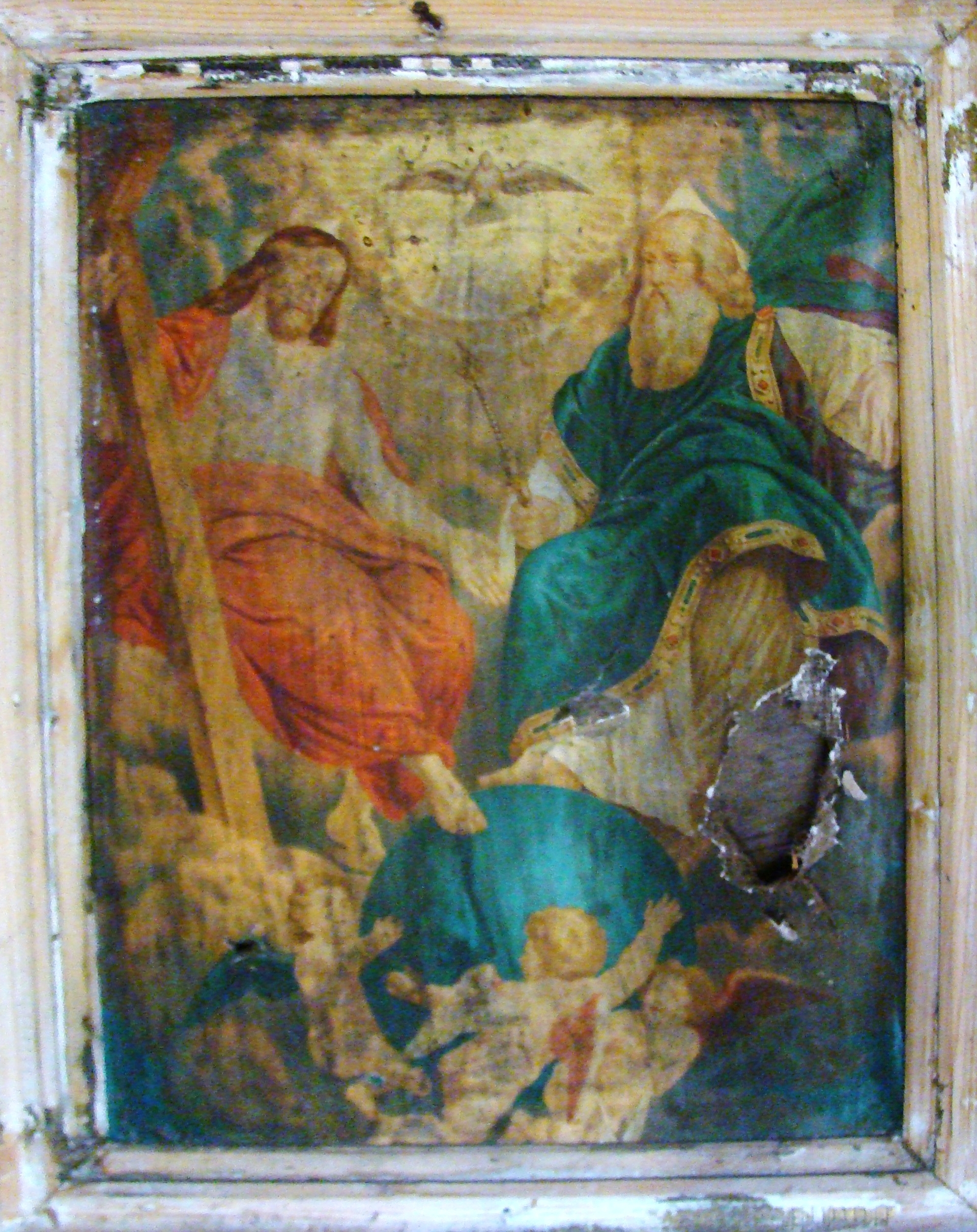
Sfânta Treime

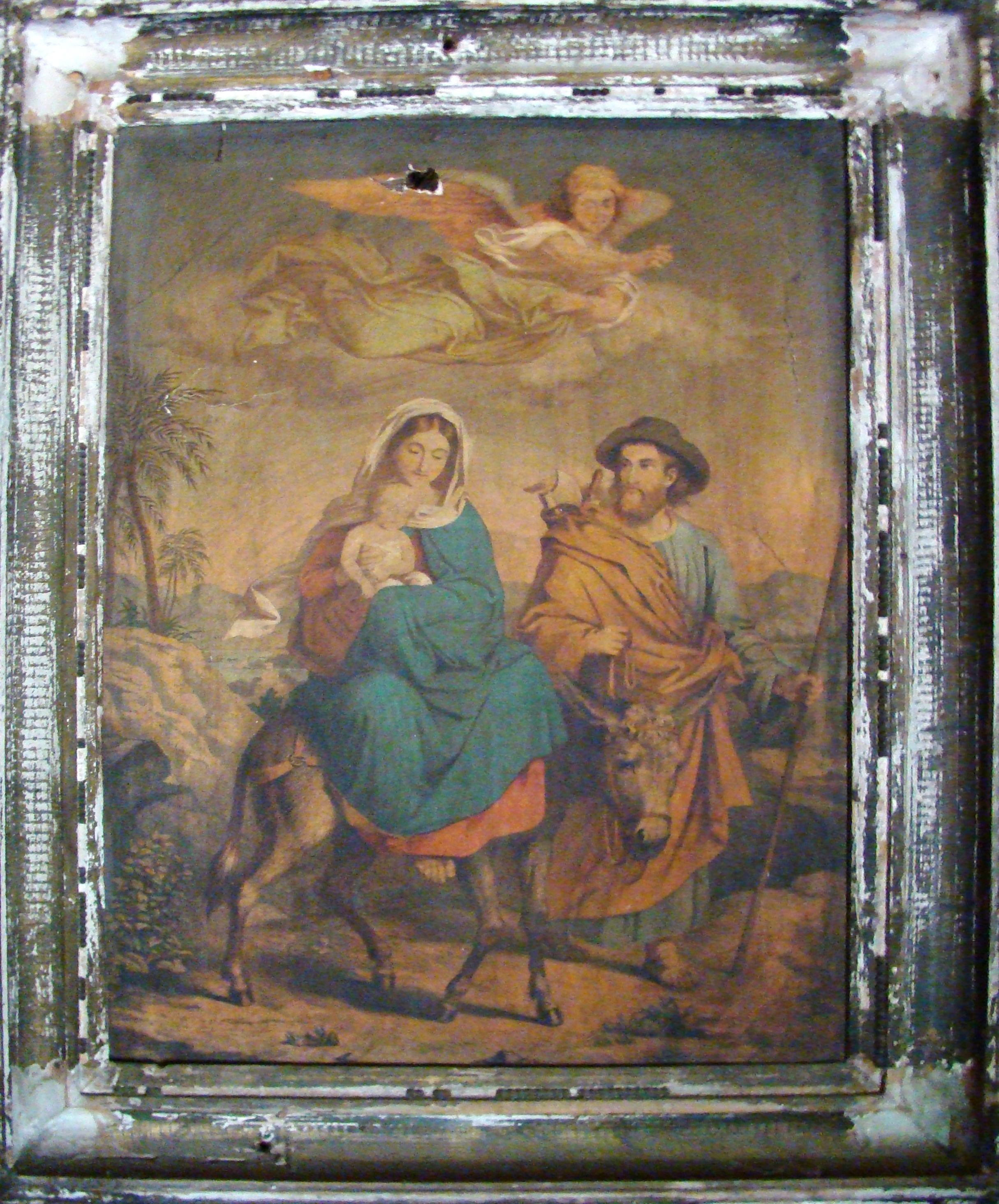
Fuga în Egipt

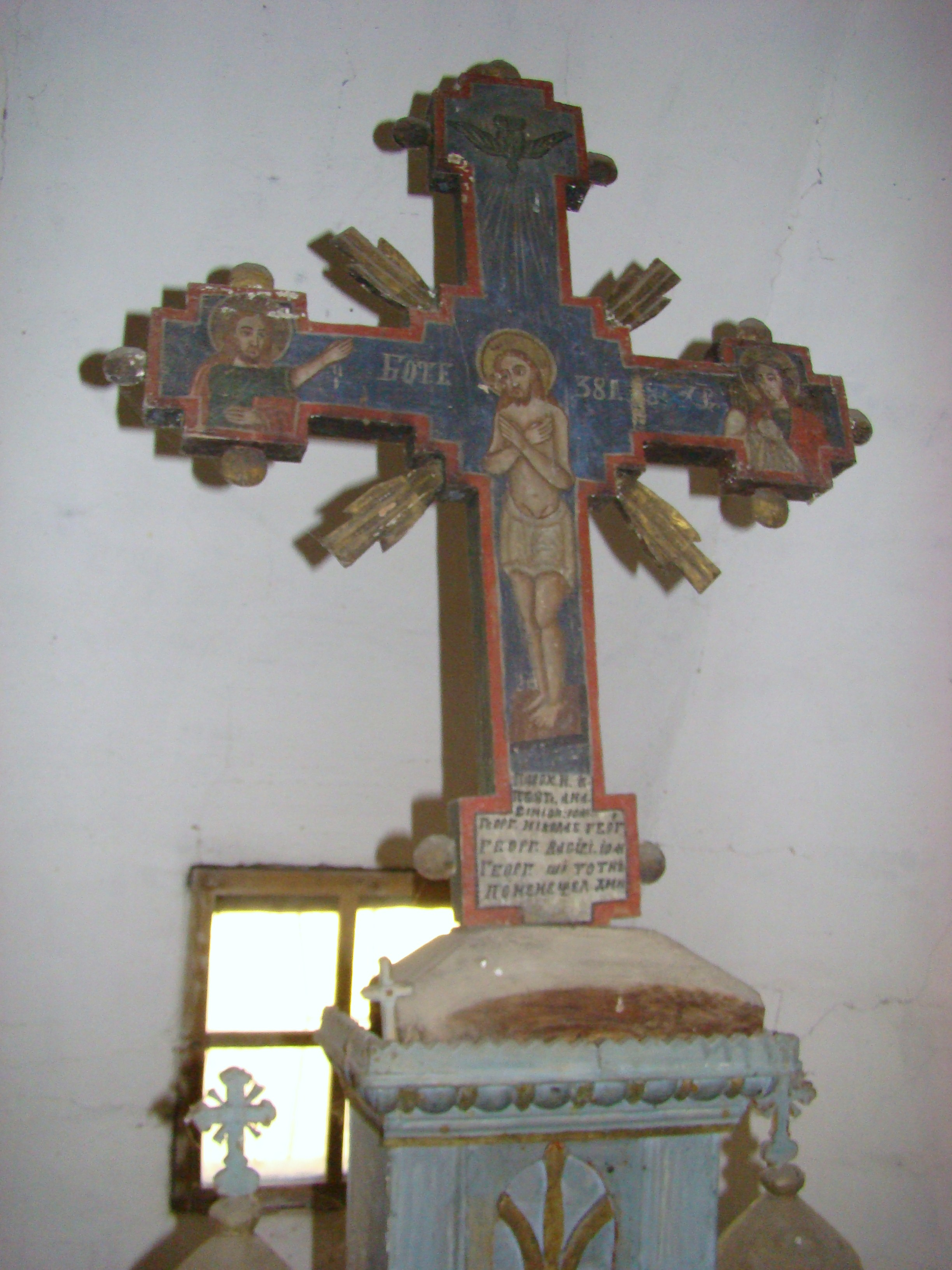
Crucea pictată de pe Sfânta Masă

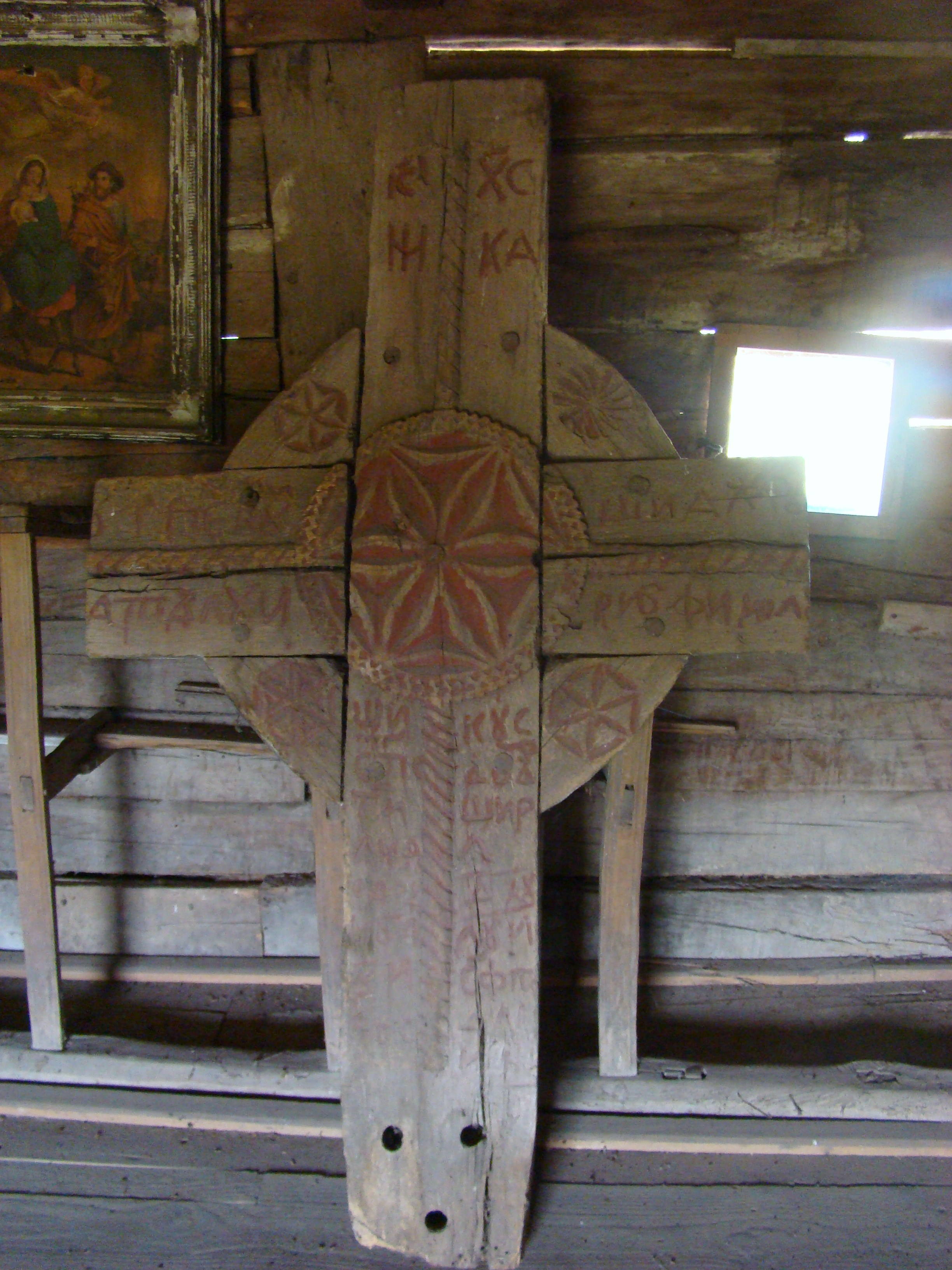
Troița din pronaos

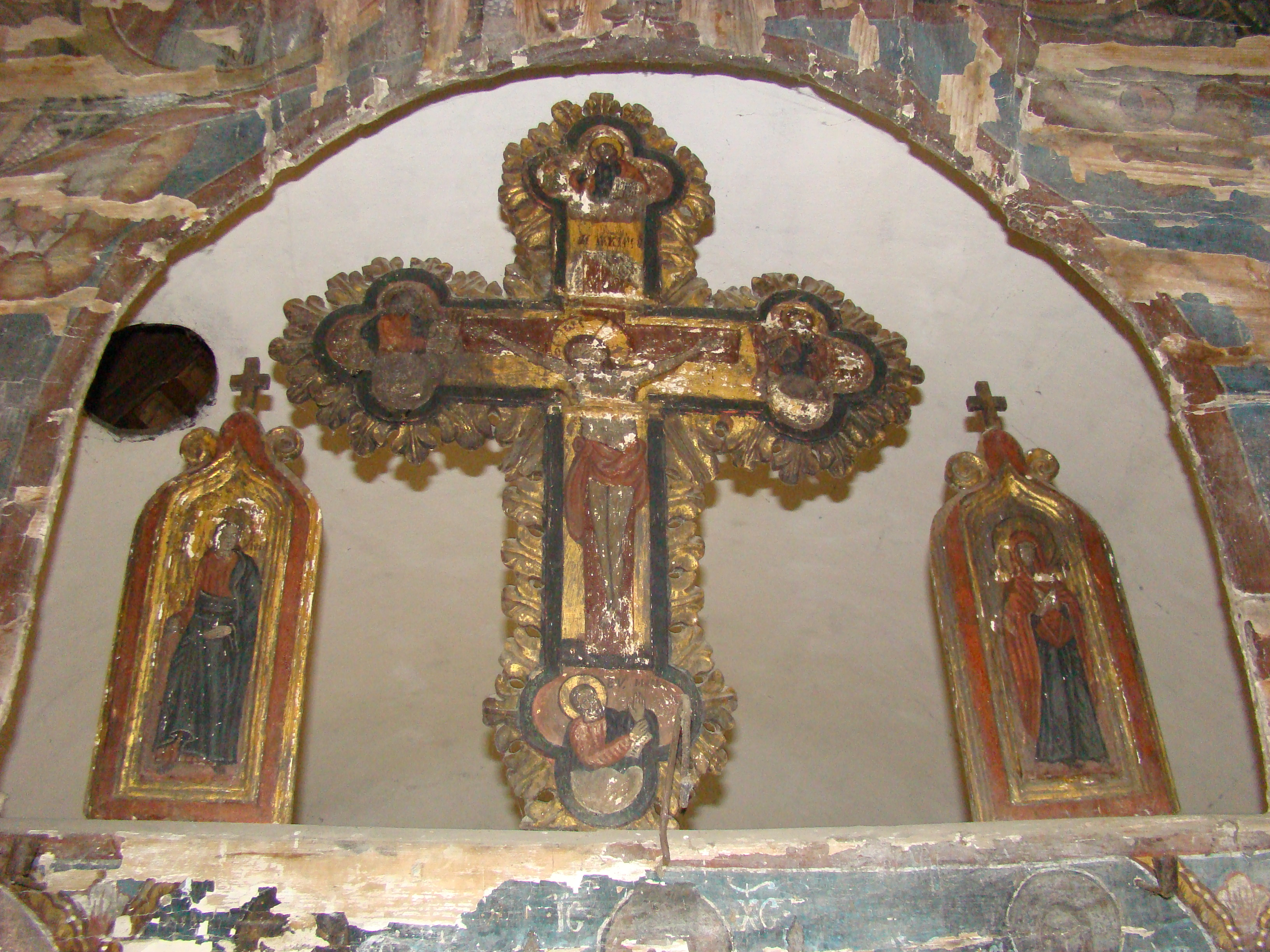
Crucea cu moleniile

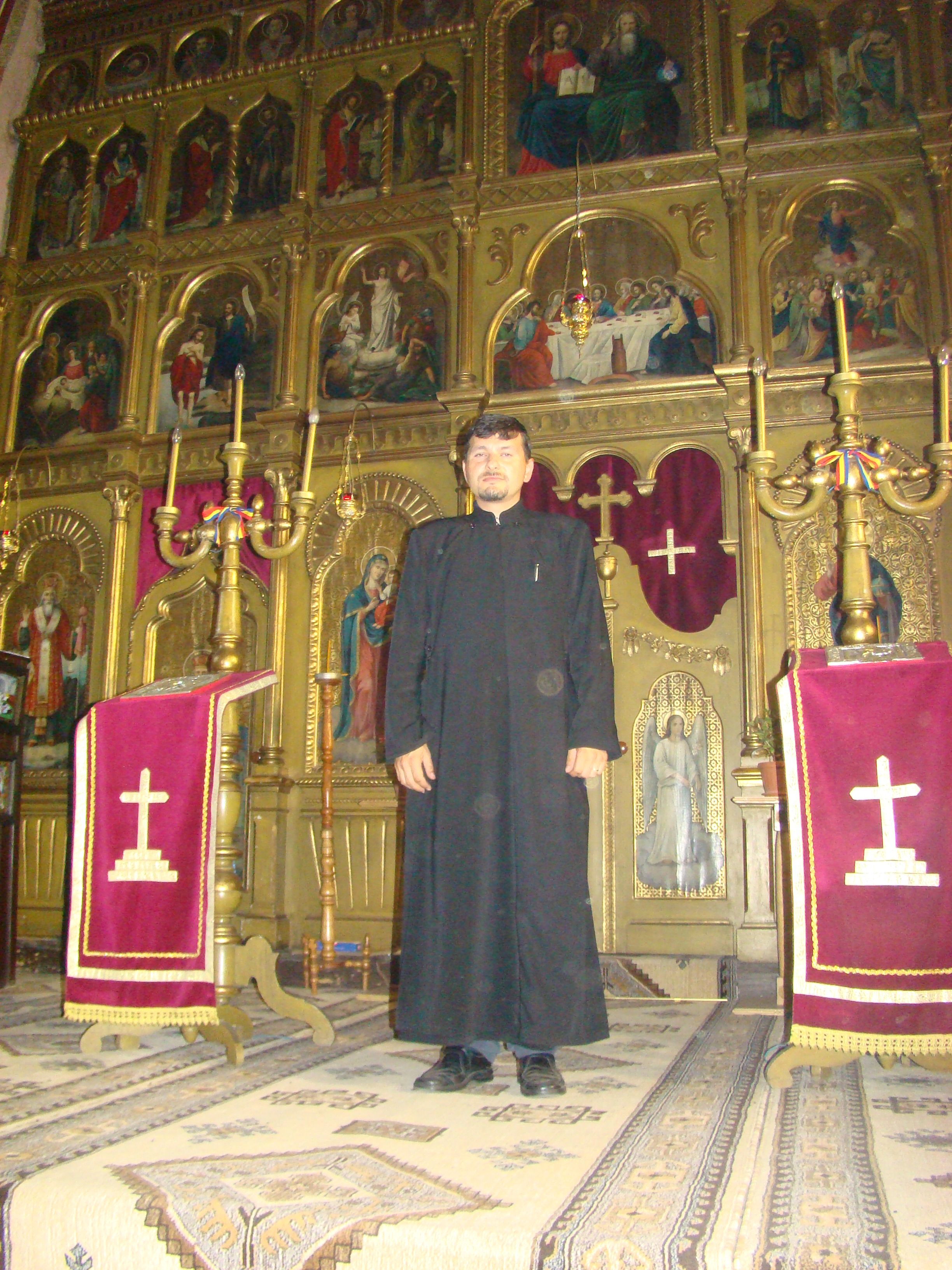
Preotul paroh Liviu Ilie

Biserica de lemn din Săliștea, aflată în localitatea cu același nume din județul Alba, a fost realizată la sfârșitul secolului al XVIII-lea, anul însemnat pe grinda susținătoare a tavanului cafasului fiind 1798. Biserica poartă hramul „Sfinții Arhangheli Mihail și Gavriil”. Biserica este înscrisă pe noua listă a monumentelor istorice sub codul AB-II-m-A-00314 .

## Istoric și trăsături
Are 14,50 m lungime și 5,40 m lățime și prezintă stilul simplu hunedorean al bisericilor de lemn: navă, pronaos cu o clopotniță scundă, în interior altarul are o boltă semicilindrică, iar pronaosul plafon drept. Materialul de construcție a fost reprezentat de „dulapii” de stejar de 10 cm, cu încheietură în „coada rândunicii”, așezați pe tălpi de stejar de 40x20 cm, deasupra unei fundații de piatră uscată. Bolta altarului și naosului este fixată pe arce de lemn ce susțin scândurile de brad. Tavanul pronaosului este realizat din scândură de brad susținută de grinzi de stejar. Învelitorea acoperișului este din șiță de brad, fixată pe șipci de brad, susținute de căpriori din stejar și brad. Șarpanta se încheie cu o dantelărie („ciocârlani”). Lăcașul de cult cuprinde elemente ale altor două biserici, cea a schitului „Afteia” din Plăișorul Cioarei, distrusă în 1757, reclădită și distrusă din nou în 1788, dar și din biserica satului Archișul Românesc, azi dispărut, atestat în 1462. 
Focar de rezistență românească, așezământul monastic din Plăisorul Cioarei, își atrage ura stăpânirii politice, fiind repetat distrus. Avariat, în jurul anului 1757, prejudiciindu-se și învățătura copiilor de la școala de aici, este în grabă refăcut, dovadă fiind clopotul dăruit mănăstirii în 1763.
În pofida evenimentelor au rămas numeroase mărturii care atestă relațiile schitului cu sudul munților. Unele dintre acestea le constituie cărțile provenite de aici : Pravila lui Matei Basarab; Penticostar, Râmnic, 1743; Mărgăritare, București, 1746; Octoih, București, 1746; Octoih Râmnic, 1750; Antologhion, Râmnic, 1752; Evanghelie, București, 1760. Filele unui Molitvelnic de Târgoviște, 1713 (aflat in Biblioteca Arhiepiscopiei  Sibiului), păstrează, prin zapisul cumpărării sale, din 1750, de către viitorul conducător al răscoalei, de la popa Constantin de la Târgoviste, dovada prezenței acestuia în orașul de pe Ialomita, sudul muntilor rămânând, după confruntarea forțelor, loc de adăpost și nădejde. În acest sens este edificatoare o scrisoare, din 7 februarie 1769, a lui Sofronie către Dumitrache Pană la Sibiu, prin care-i propunea o întâlnire la mănăstirea Berislăvești (Vâlcea).
În 1770, școala de la mănăstire era in funcție căci, pentru ea se afla aici „Ioan Ciul dascăl ot Bălgrad neunit”. Construcția ansamblului nu se afla în stare bună căci, din 1771 decembrie 6, datează o carte (ex libror) la mîna monahului Samuiel, prin care i se îngăduia să umble, prin satele și orașele dimprejur, să strângă ajutoare benevole pentru necesitatea săracei mănăstiri din satul Cioara, numită Plăișor.
La sfârșitul secolului al XVIII-lea , fiind nevoie să se înlocuiască, în satul Cioara, biserica veche, atestată de conscripția lui Bucow, cu 138 familii ortodoxe, se construiește, în cimitirul vechi, monumentul de astăzi, recuperându-se materialul lăcașului mănăstiresc, din nou stricat în 1788. Monumentul este astfel consemnat în pisanie : „Cu ajutorul lui Dumnezeu s-au făcut această sfântă biserică la anul 1798, fiind îndemnători Andrei Șuvaina, Gheorghe Socaciu, Teodor Șuvaina dascăl al sfintei biserici” (scrisă pe o grindă a pronaosului); „popa Gheorghie” , (săpat pe o altă grindă); „Ioan Suci 1801” (pe ancadramentul dintre naos și pronaos). Subliniem că Gheorghe Socaciu si dascălul Teodor Șuvaina își au numele înscrise în documentele privind mișcarea prilejuită de conscripția militară, ce a grăbit răscoala de la 1784.
De la Plăisor, odată cu cărțile, au fost coborâte în vale și piese pictate, ca friza apostolilor (3,10 m / 0.50 m), cu Deisis, pictură pe pînză aplicată pe lemn, de o valoare artistică excepțională, ca și icoanele împărătești, din 1770 (Isus Hristos, Maria cu pruncul), datorate osârdiei monahului Chiril de la Plăișor. 
Pereții lăcașului, de plan deptunghiular, cu absida, decroșată, poligonală cu cinci laturi, au fost tencuiți la interior și nu știm în ce măsură ei păstrează decor pictat, realizat după reconstruirea acesteia. Dintr-o pisanie, aflată sub icoana de hram, s-a mai putut culege știrea că fruntariul a fost zugrăvit, în vremea împăratului Franciscus, cu cheltuiala lui Suci si Dăian, de Petru Erei.
Benzi roșii și albe, trasate semicircular, delimitează friza medalioanelor cu prooroci, decorate pe motivul viței de vie cu struguri, de aceia, rămasă fragmentar (prin tăierea deschiderii semicirculare) a Răstignirii (mironosițele, Sf. Ioan, sutașul). Deasupra intrărilor, friza apostolilor, în arcade polilobe, cu reprezentarea Deisis, redă pe Ioan și Maria în întregime, după modelul frizei provenită de la mănăstire, și care ne evocă realizările lui Pârvu Mutu.
Ușile împărătești (uscior în frînghie), cu reușita reprezentare a Blagoveșteniei, pe fond arhitectonic, a lui Simion zugravul de la Laz, din 1830 iunie zece zile, constituie o ctitorie cu participare largă, bărbati și femei, numele cât și contribuția fiecăruia, fiind astfel notate: „acești oameni au plătit dvera Gheorghe Socaci șapte zloți, Gheorghe Ilie zece zloți, Ion Vinereanu zece zloți, Gheorghe Zinca husoș de argint, Gapie Nicolae 15 crăițari, Tudor Dăian 50 de crăițari, Toader Cămdrea 14 crăițari, Toma Șuivana 14 crăițari, Simion Gheorghe, Petru Ursea, Achim Zaheu” urmând numele a 25 de femei cu obolul fiecăreia la plata dverelor. Din școala de la Laz mai semnează pe icoane de aici, Sima zugrav dar si Toma (1860, 1870).
Adusă, cândva, în pronaosul bisericii, de pe vreun deal, troița de forma obișnuită în Munții Apuseni, este sculptată cu rozete, pe umerași și în centru, și cu nervuri în frînghie pe brațe, ea depunând mărturie pentru arta cioplirii lemnului cu care fusese împodobit și lăcașul din Plăișor.
În preajma monumentului, restaurat ultima dată în 1967, dăinuie stâlpii ciopliți ai Înălțării.

## Imagini din exterior

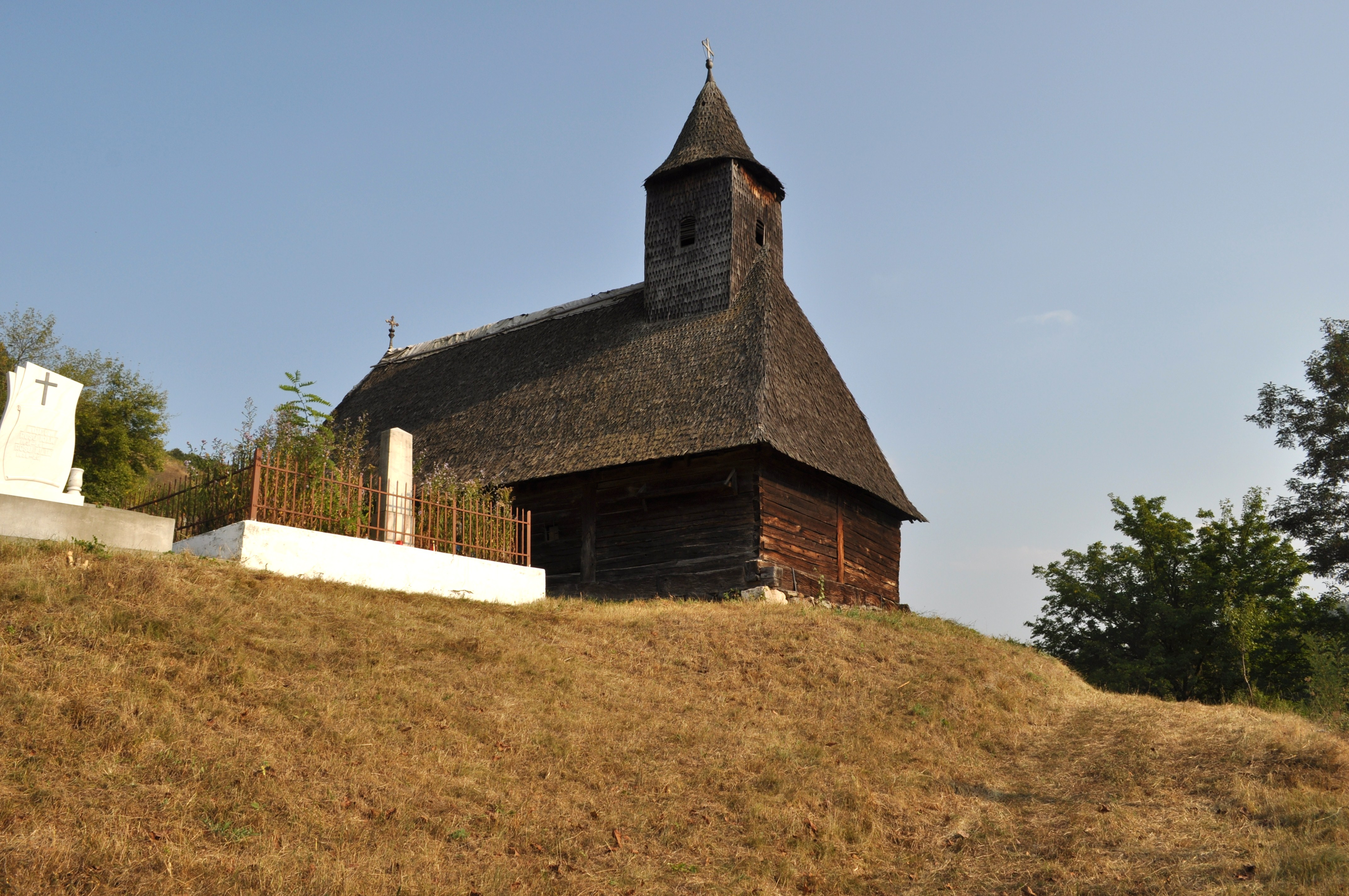
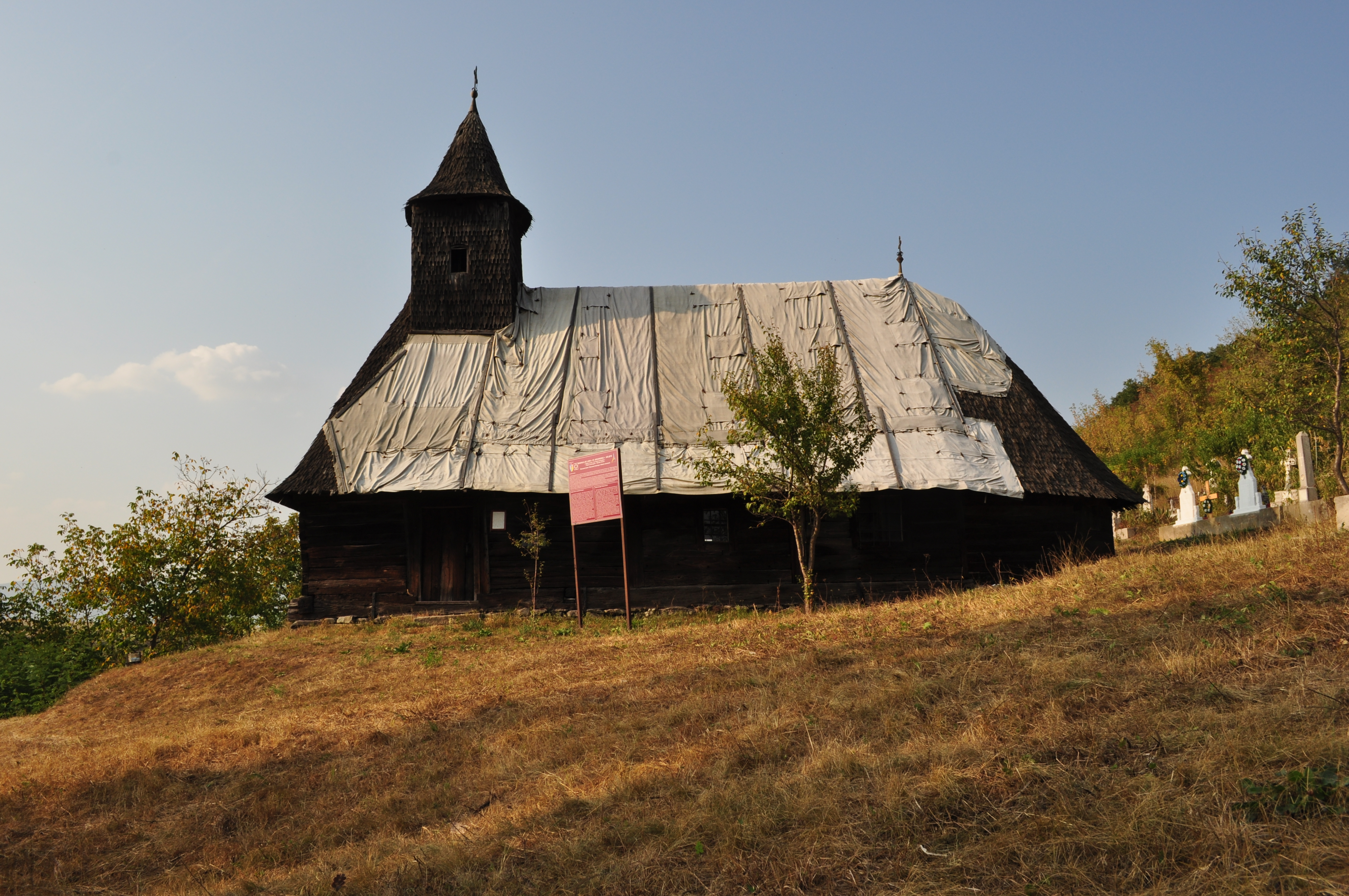
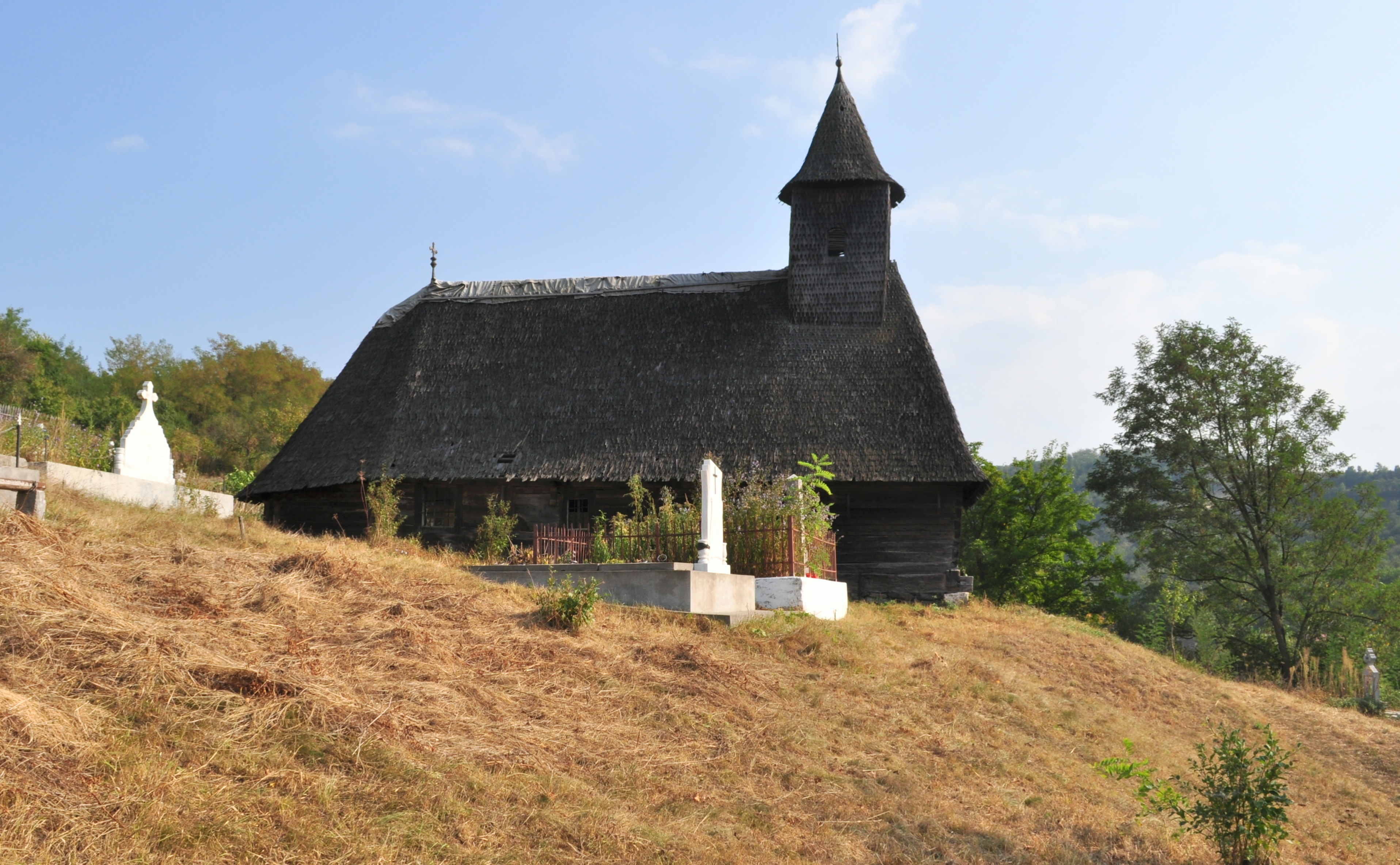
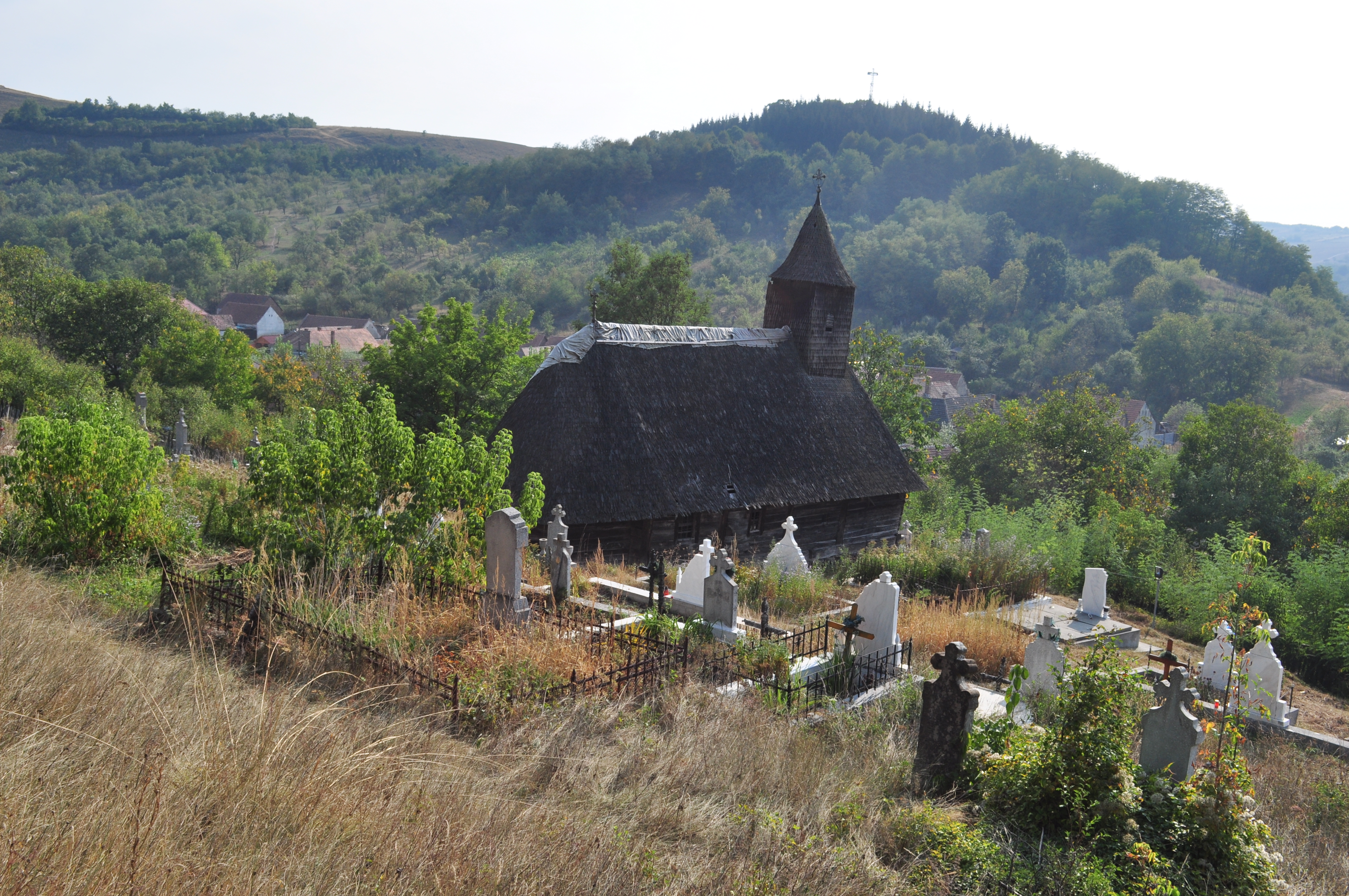
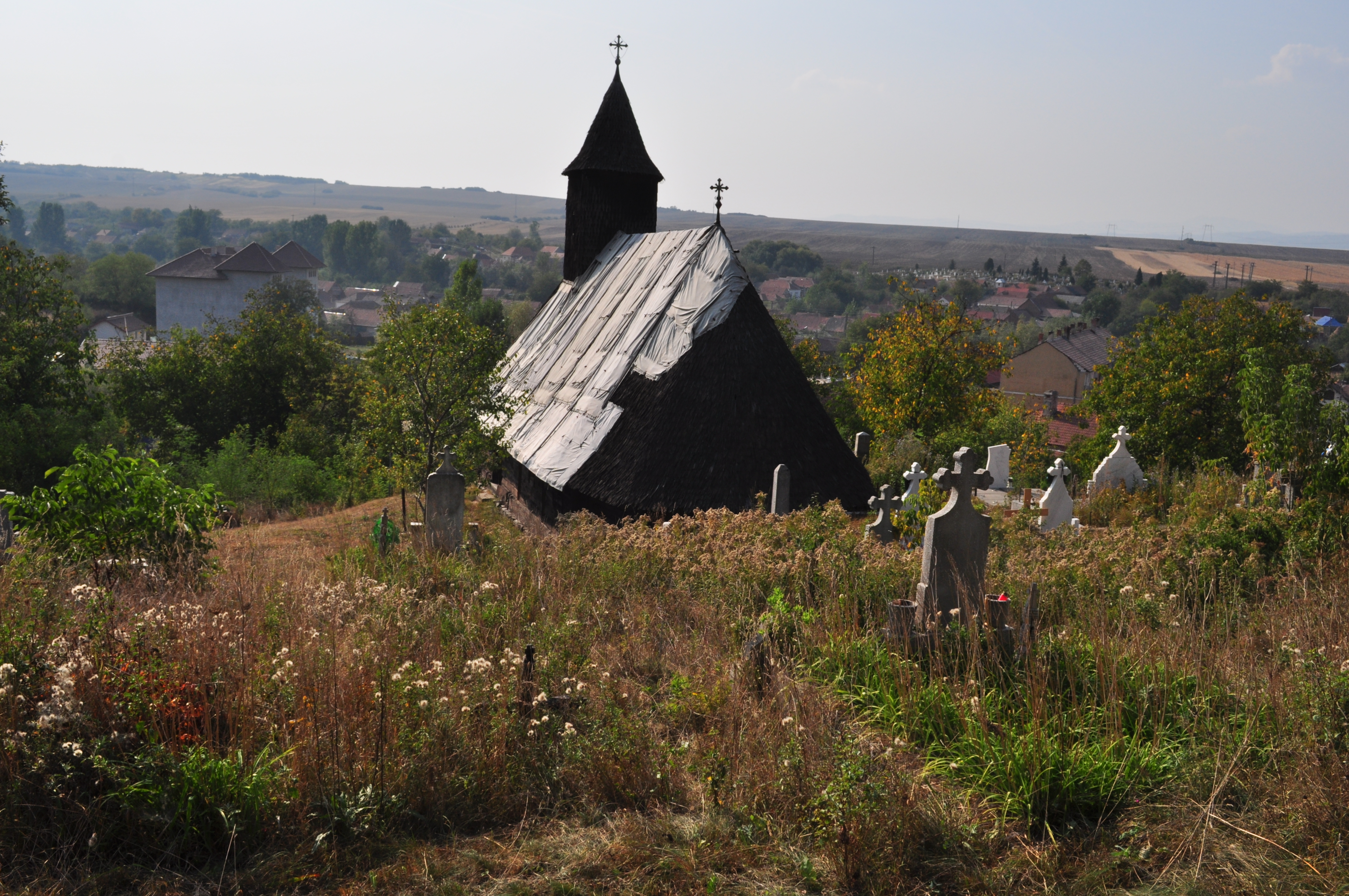
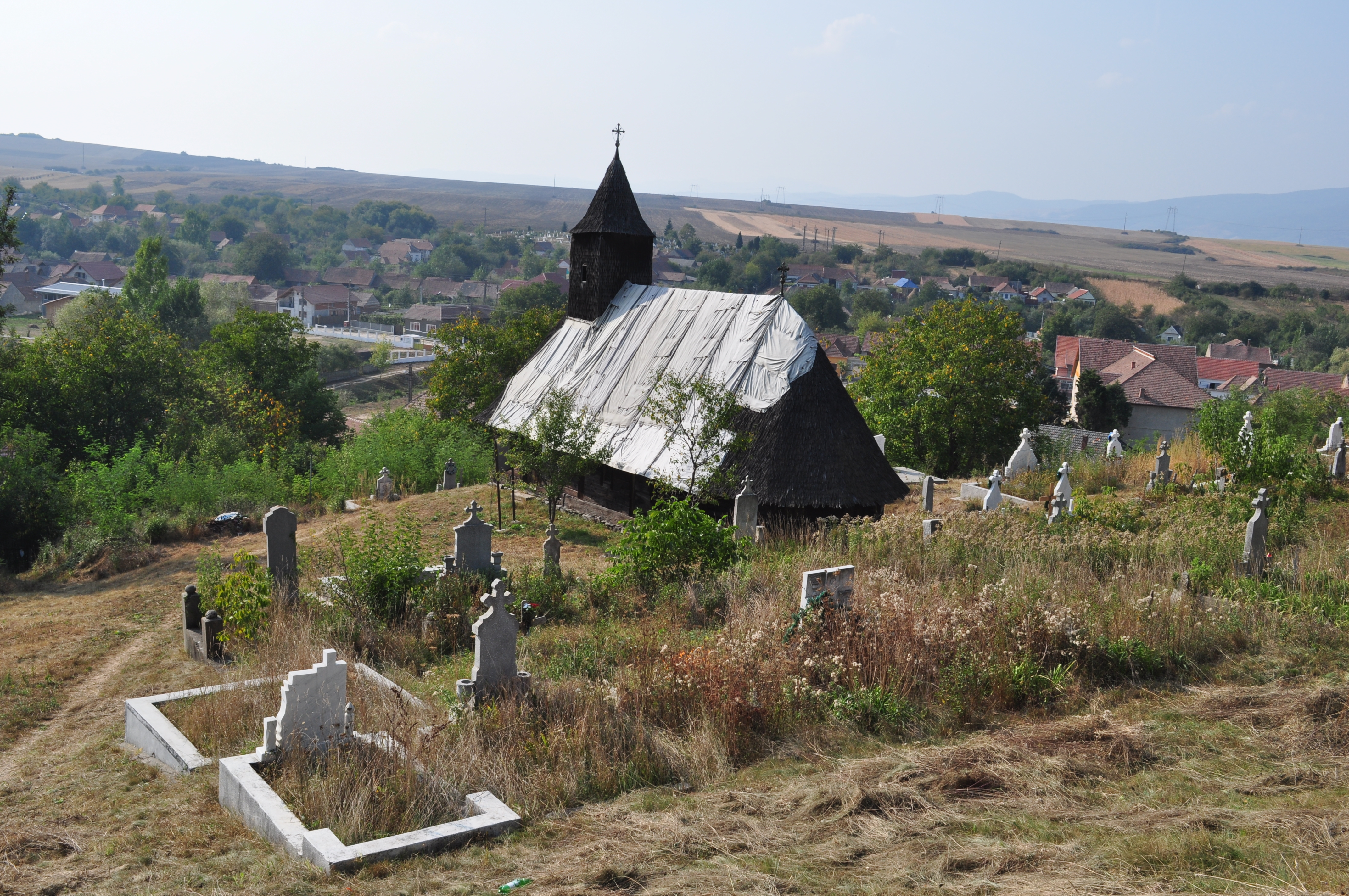
Intrarea bisericii
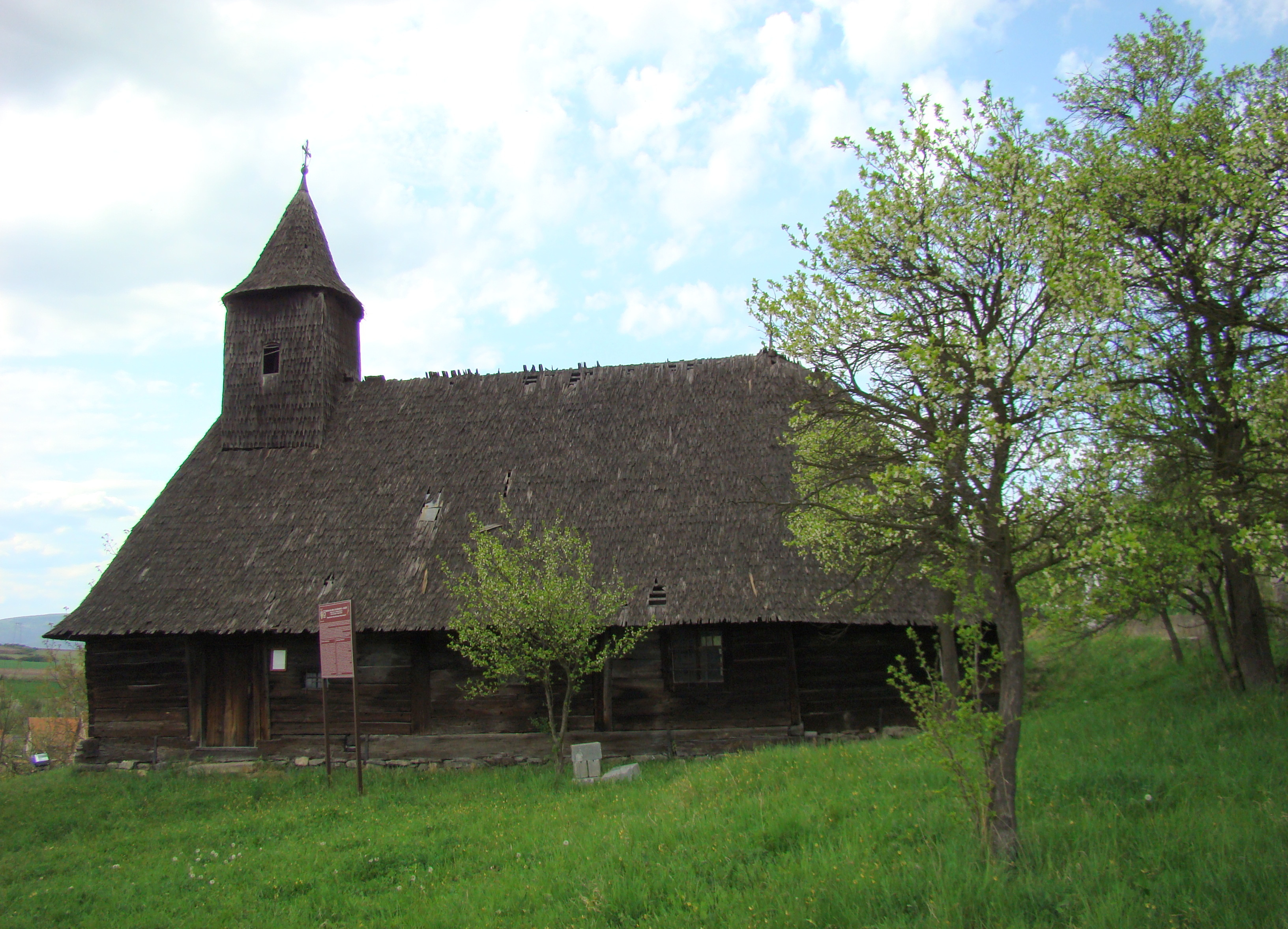
Vedere laterală
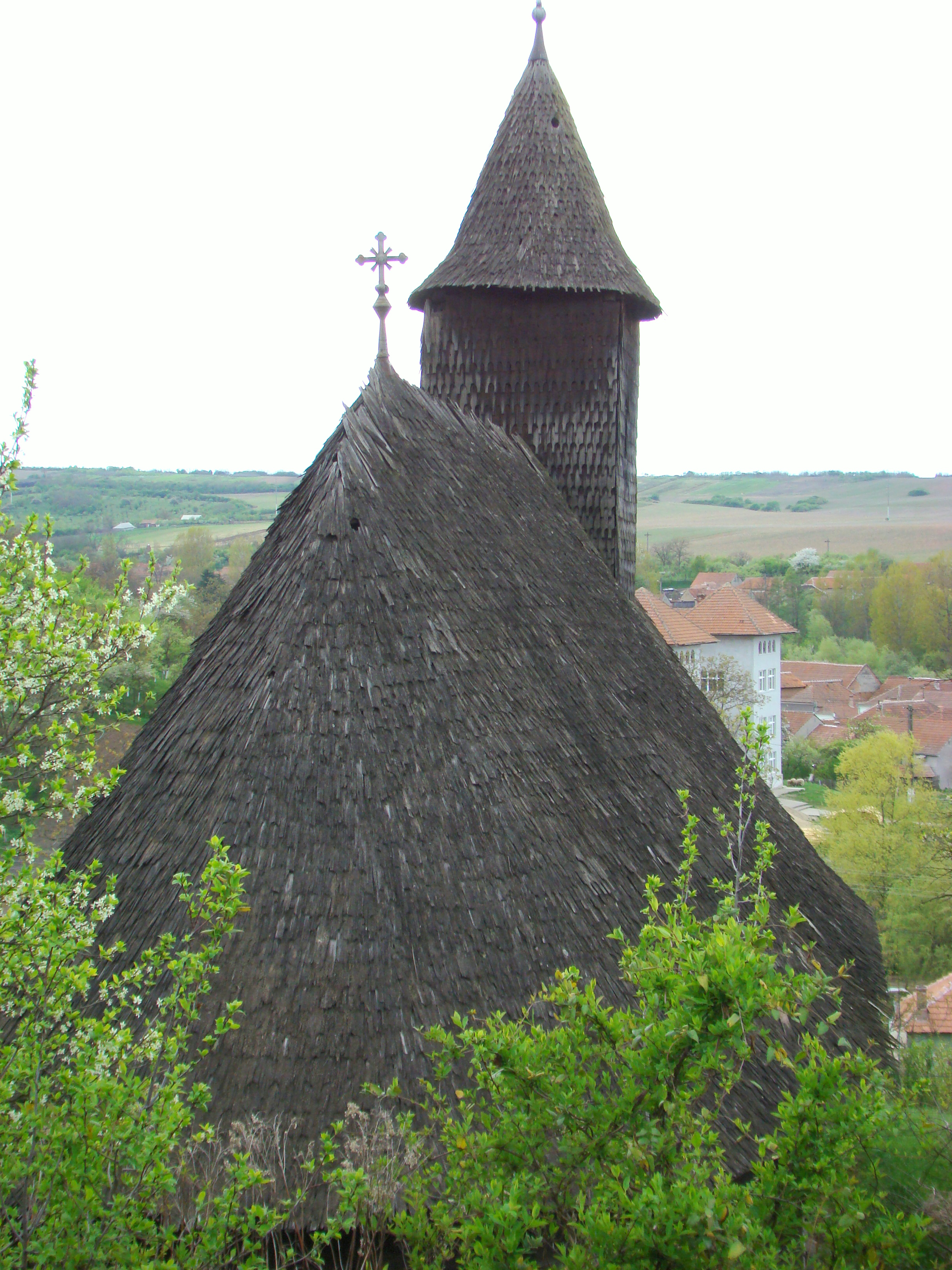
Acoperişul şi turnul bisericii
Vedere de ansamblu din nord
Absida altarului
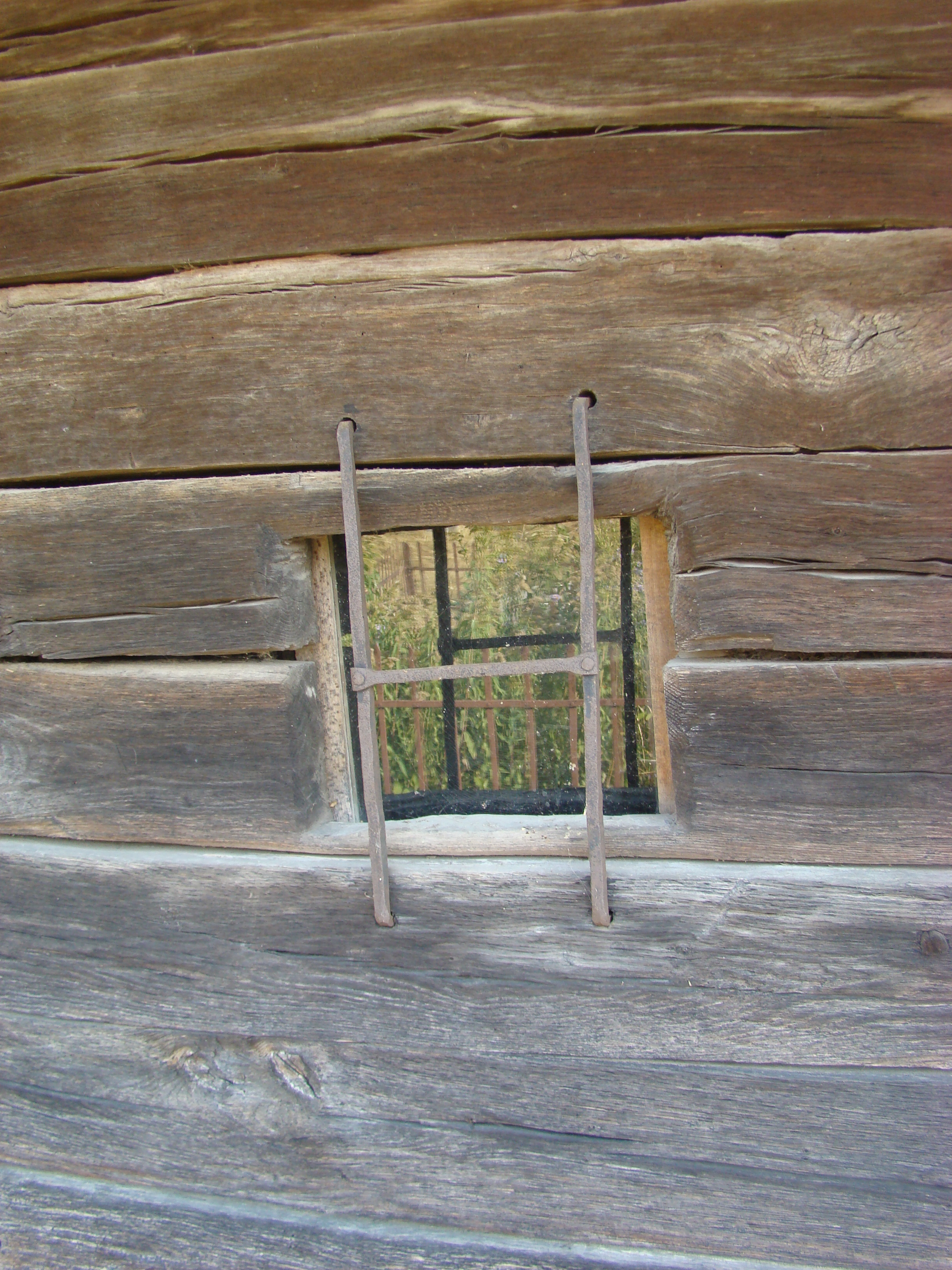
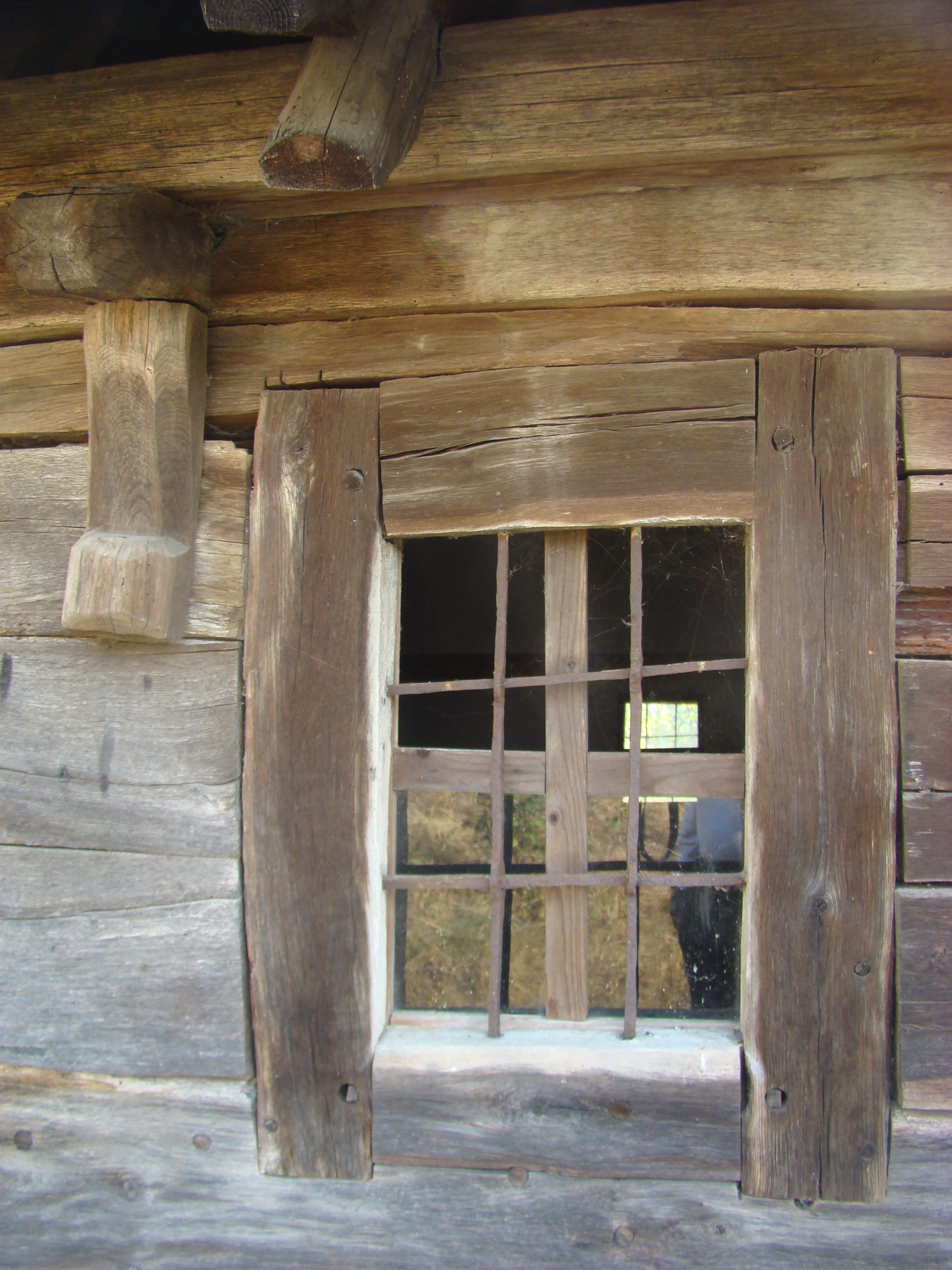
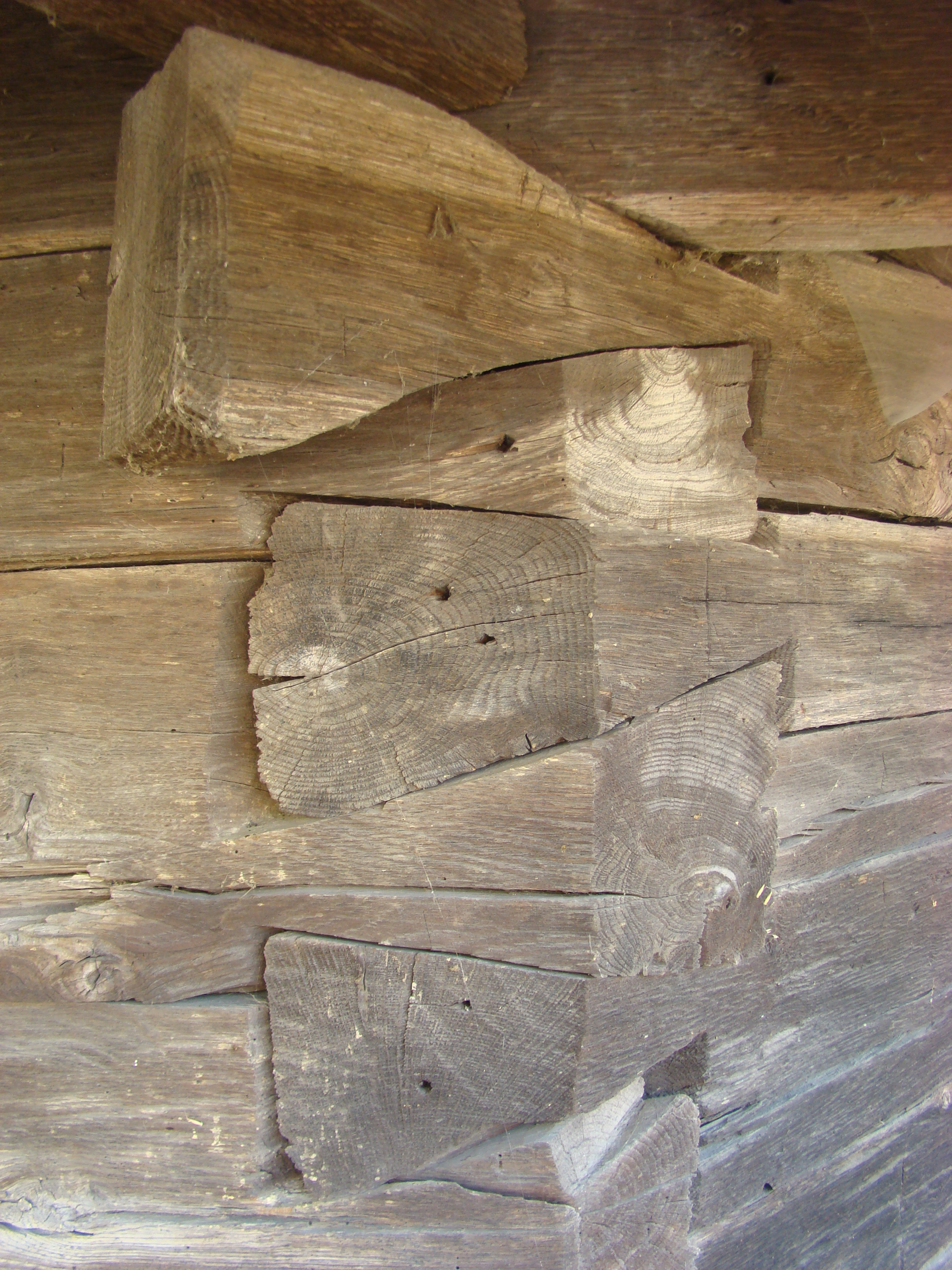
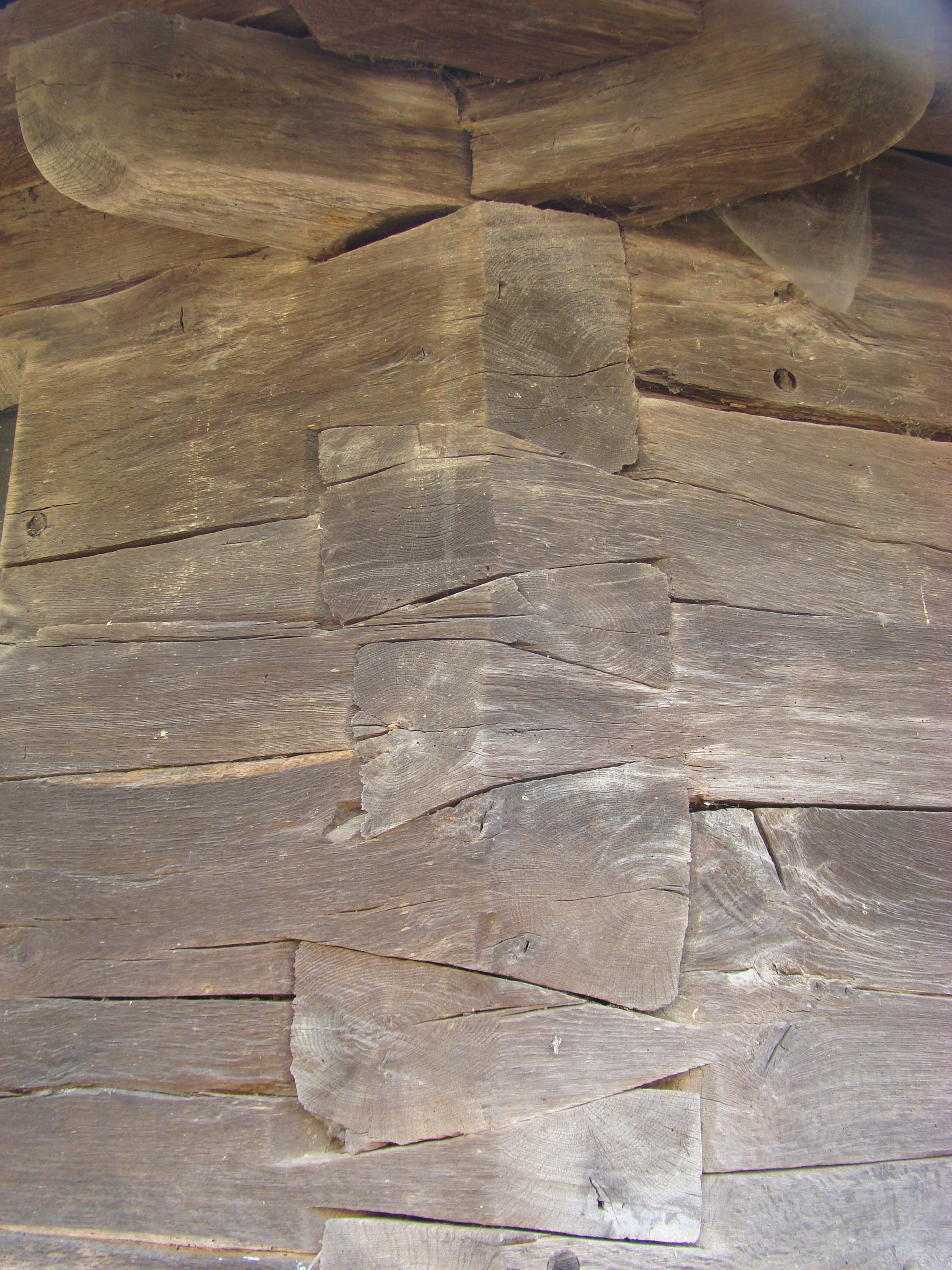
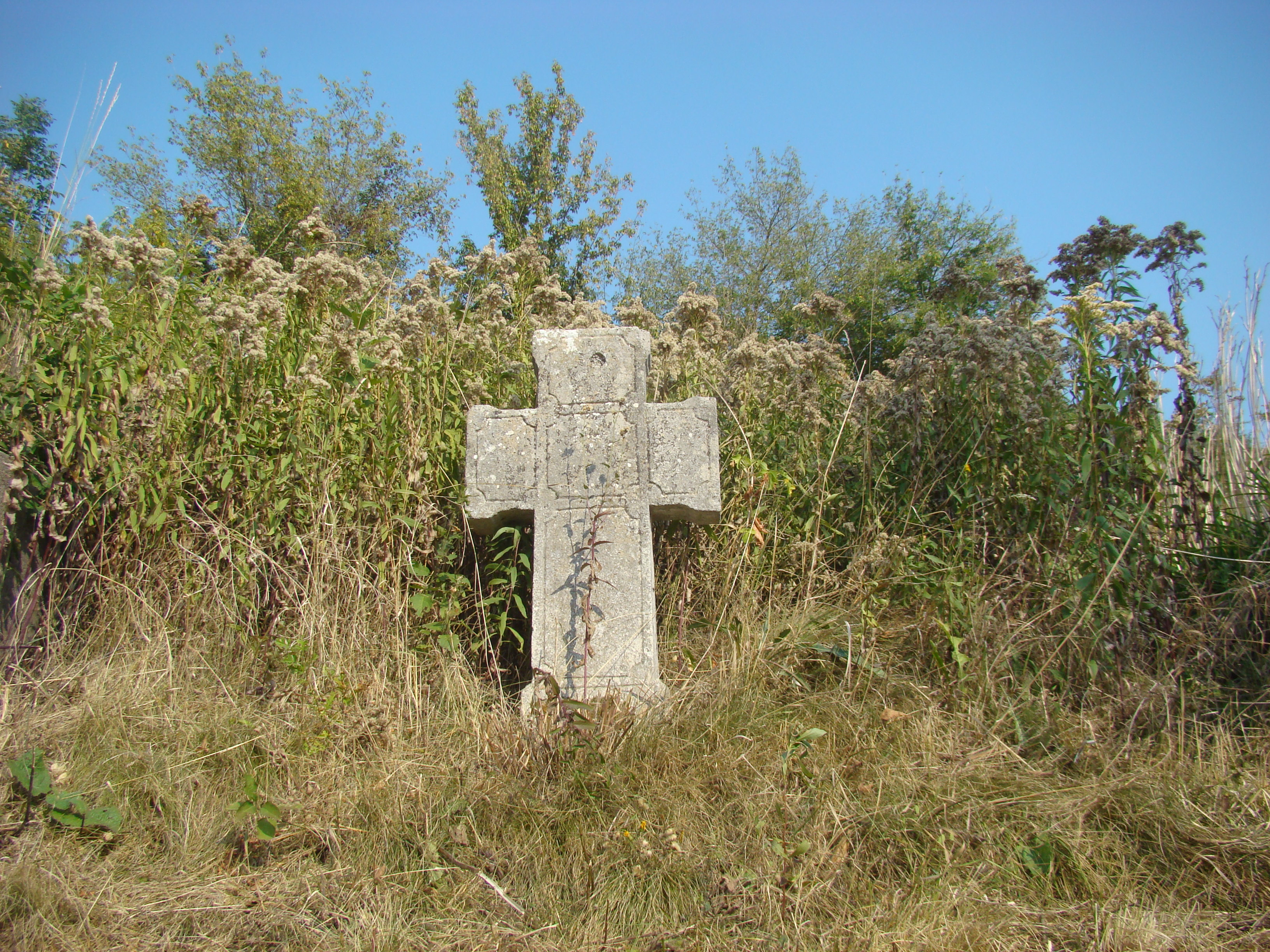
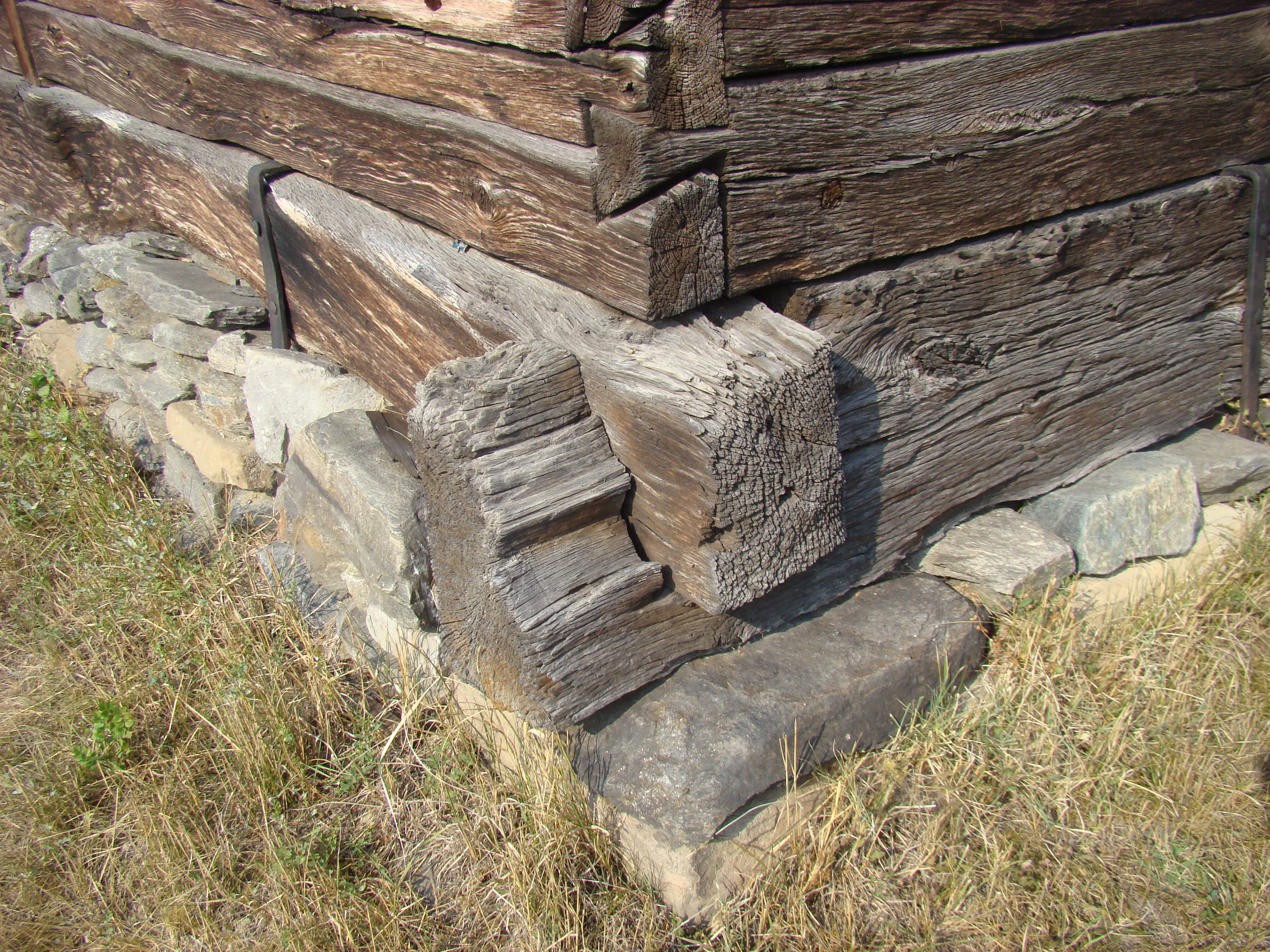
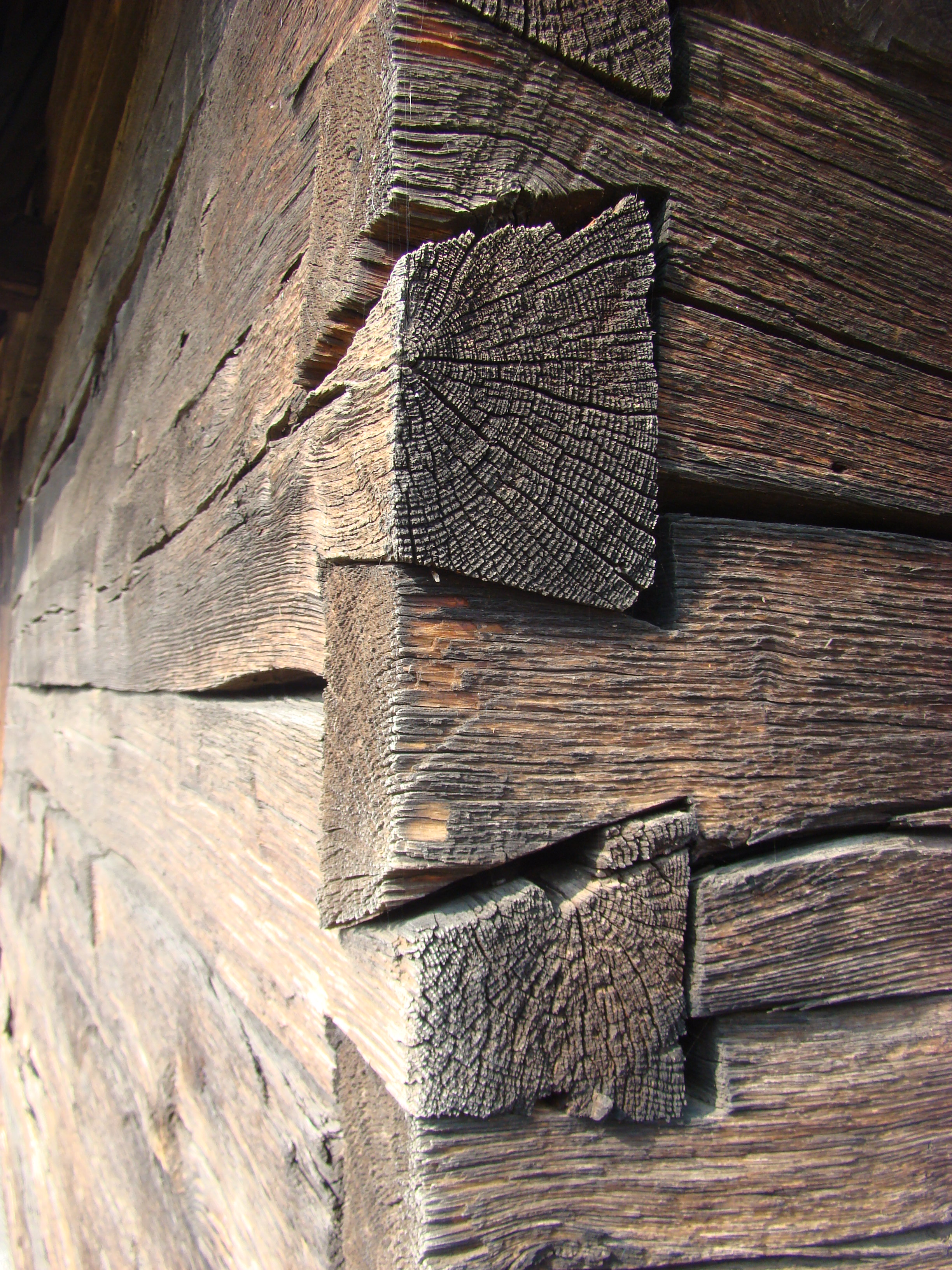
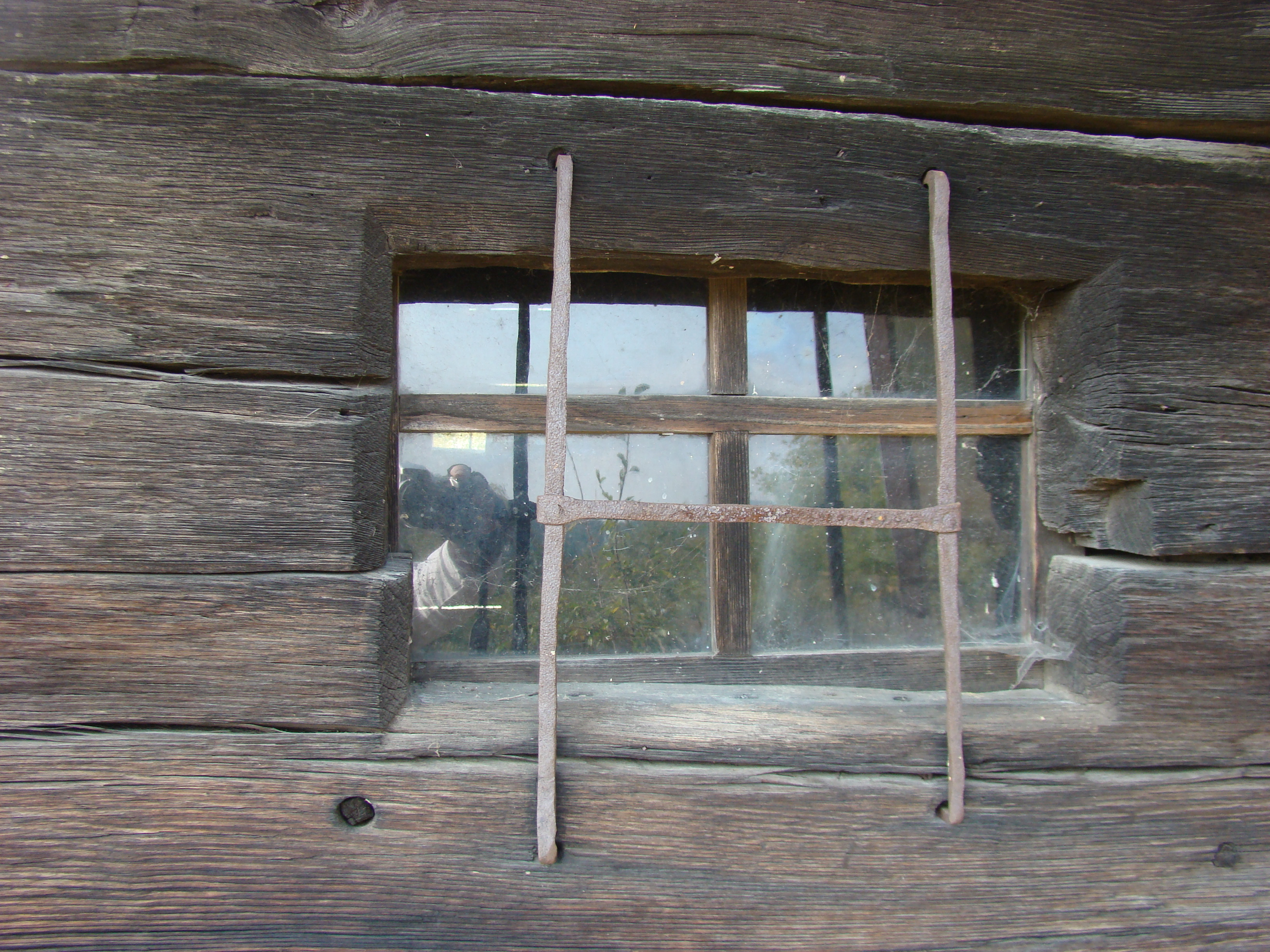
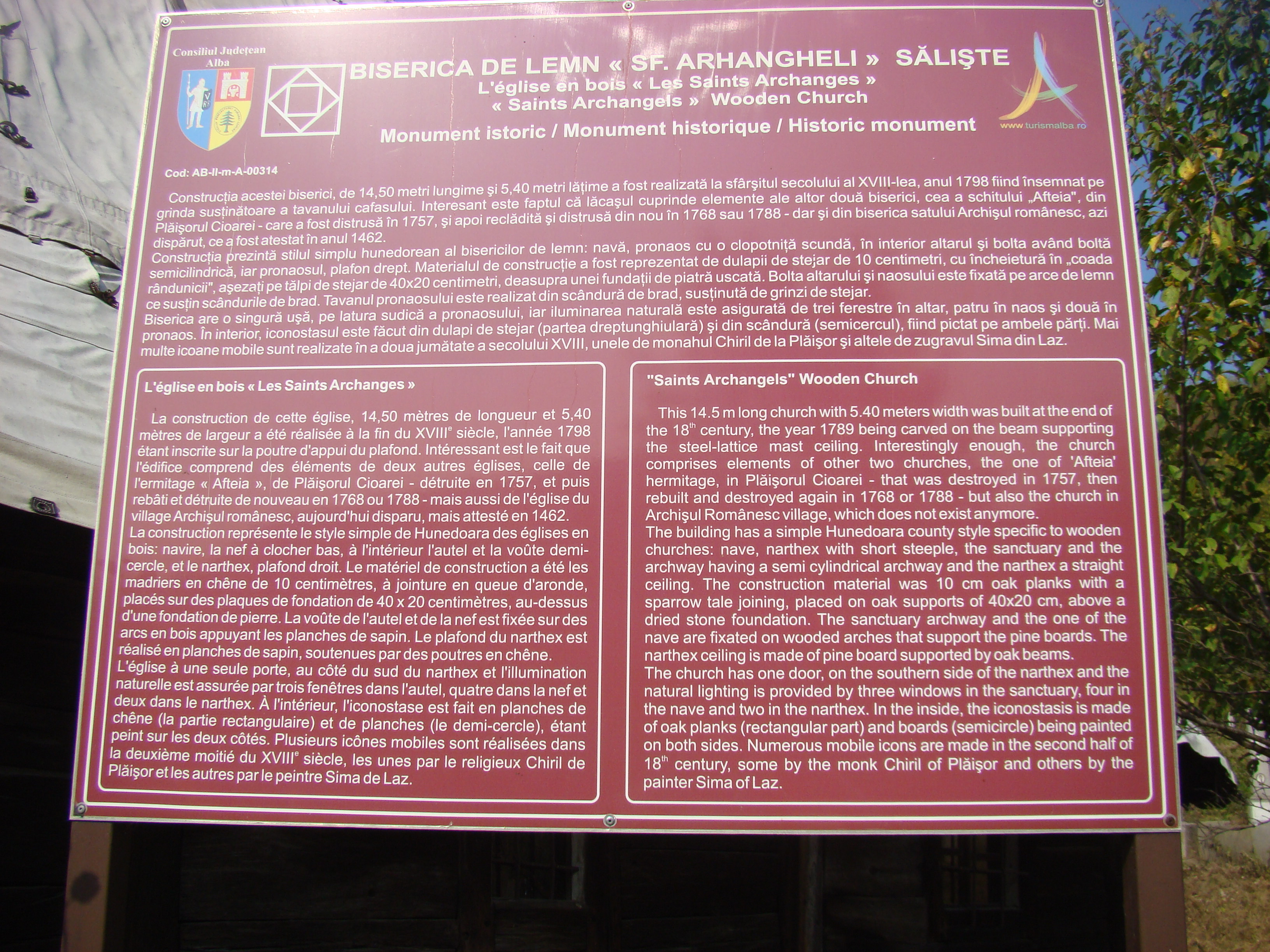

## Imagini din interior

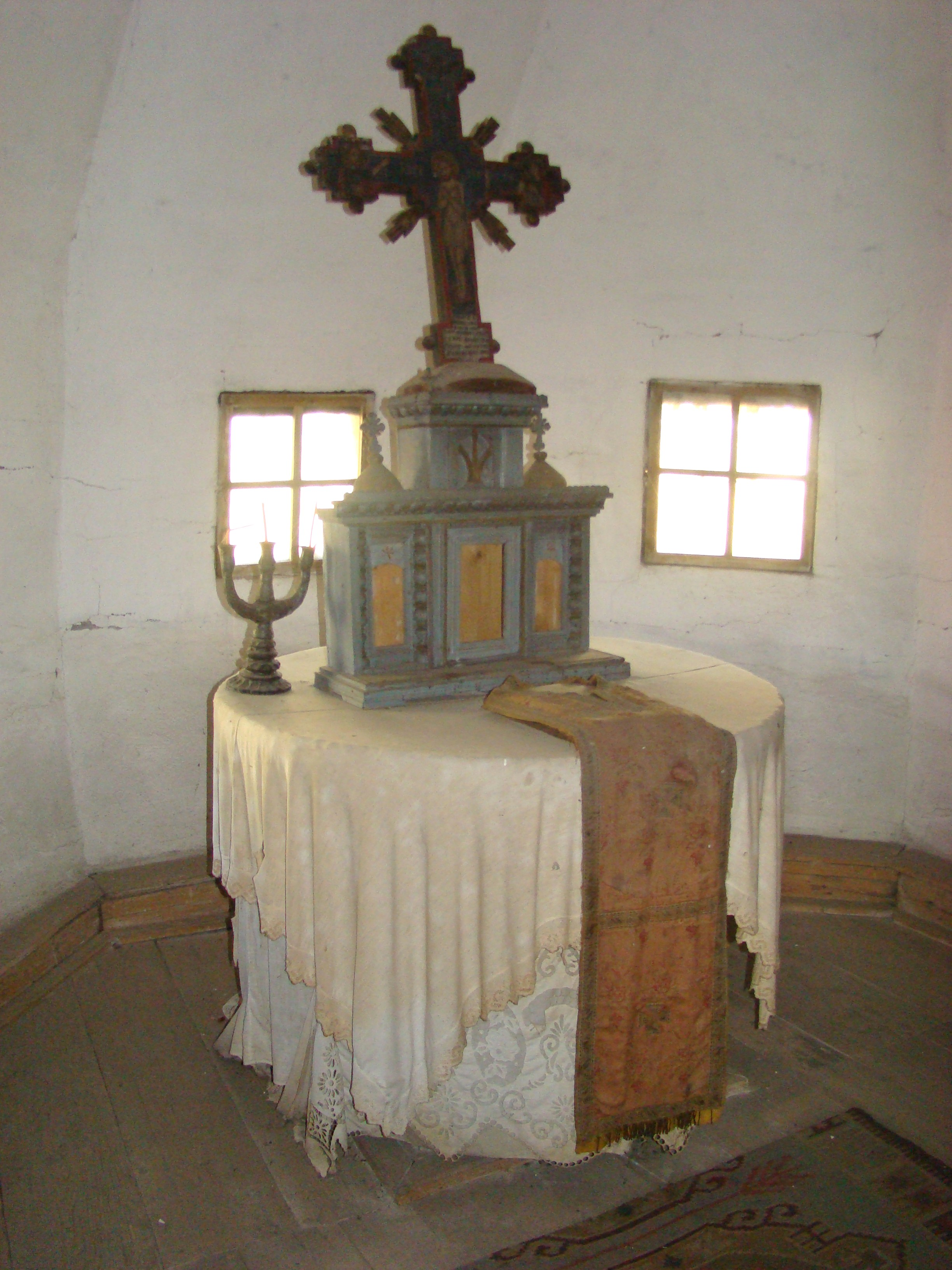
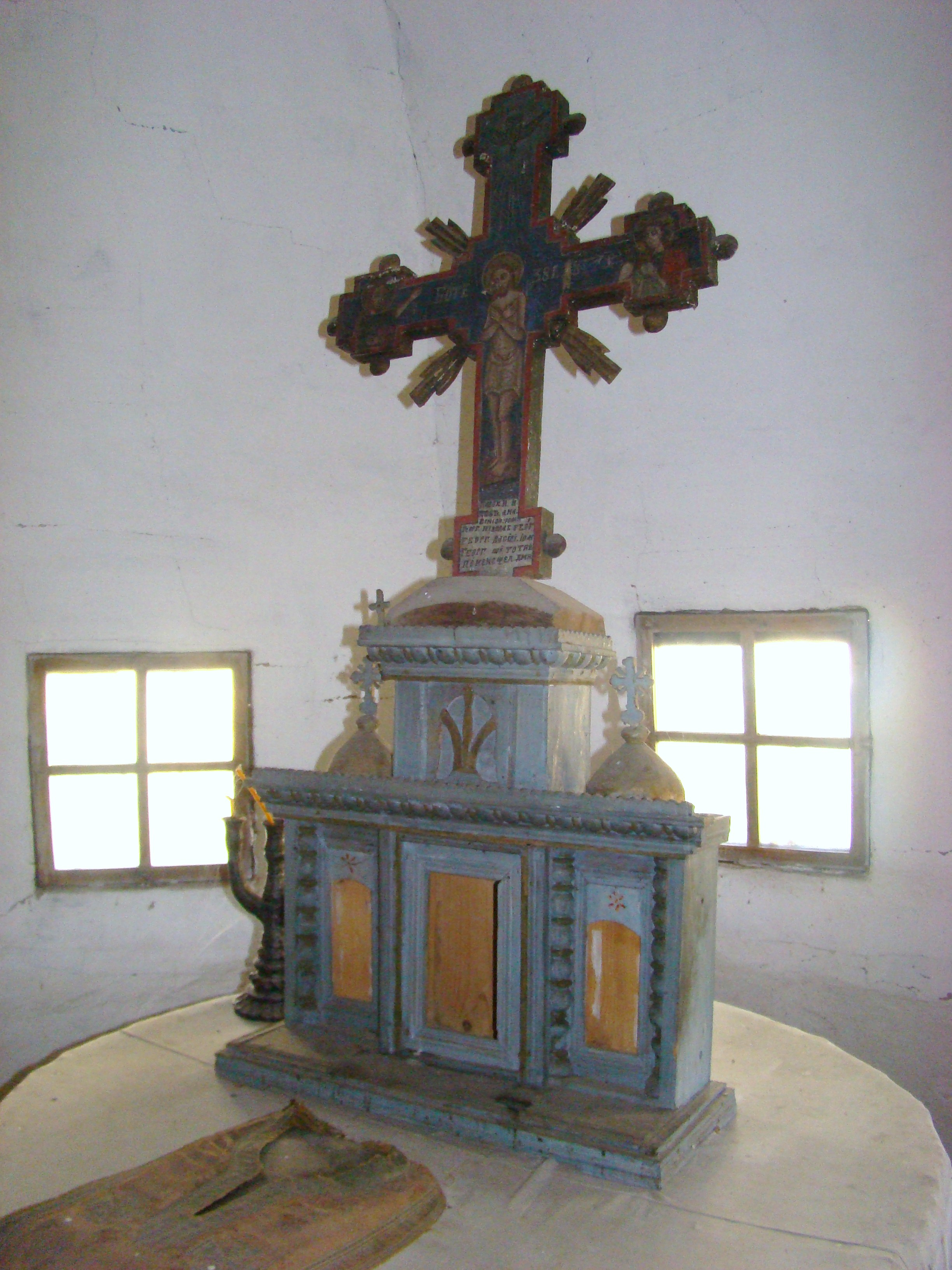
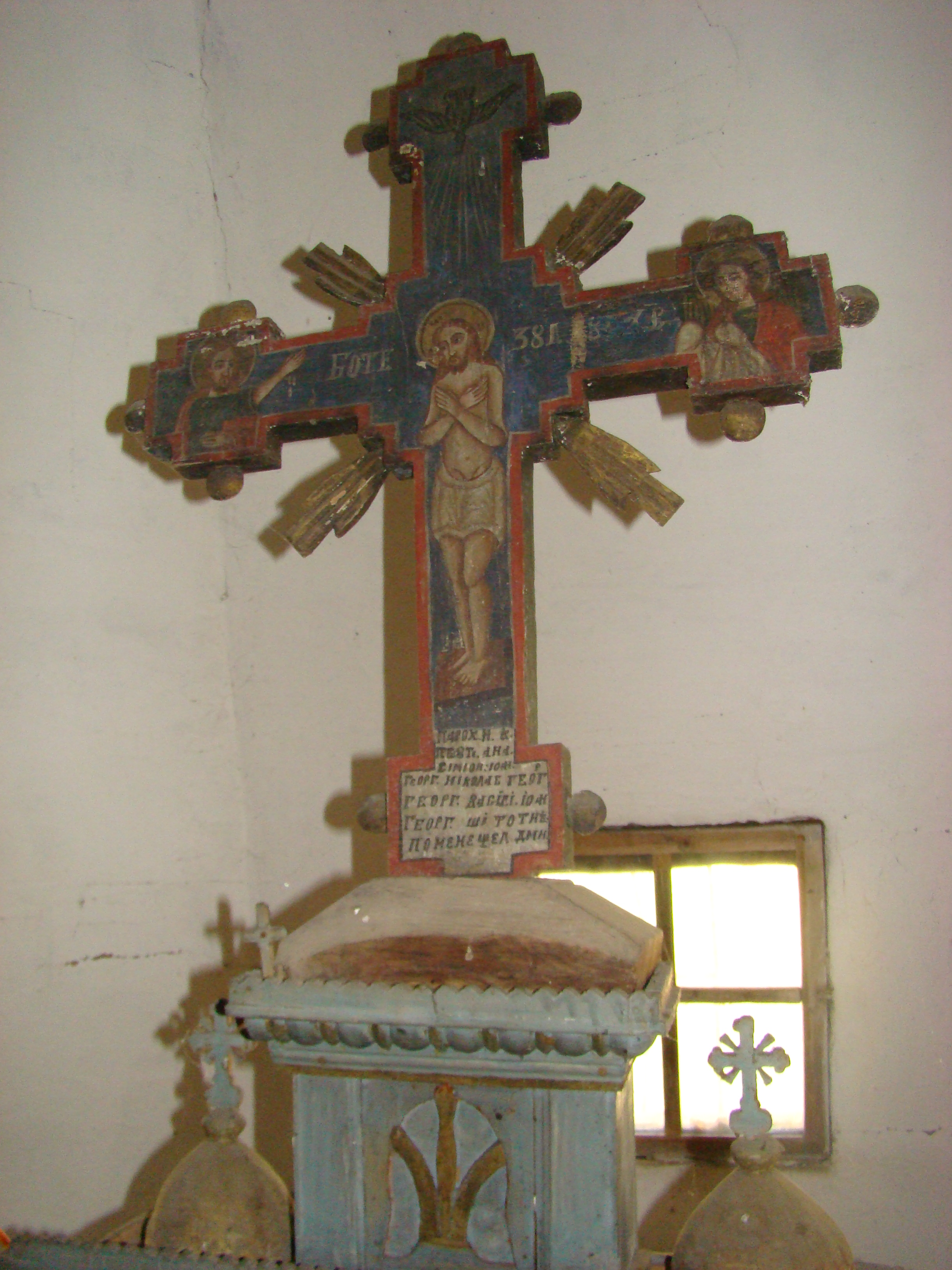
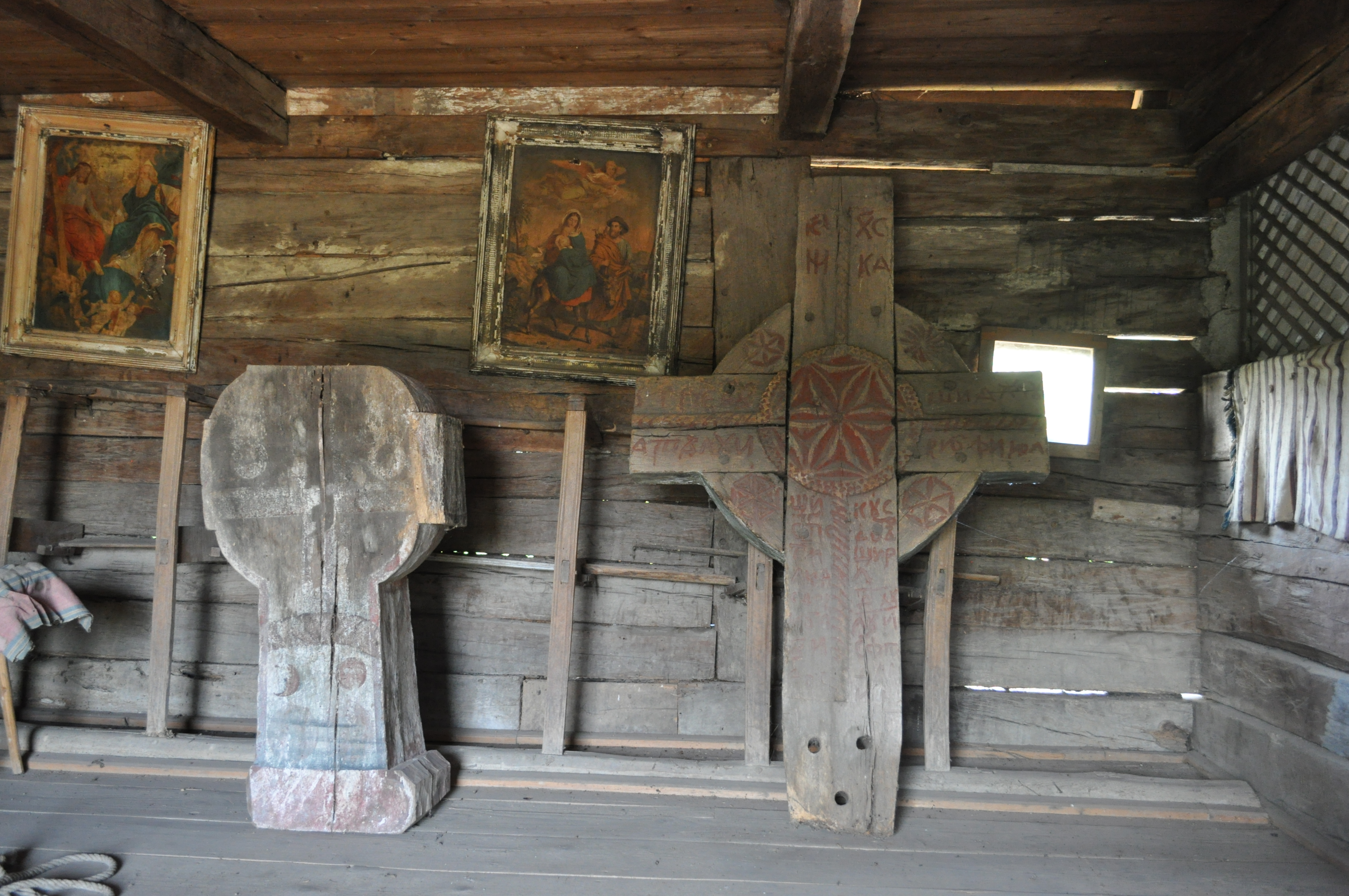
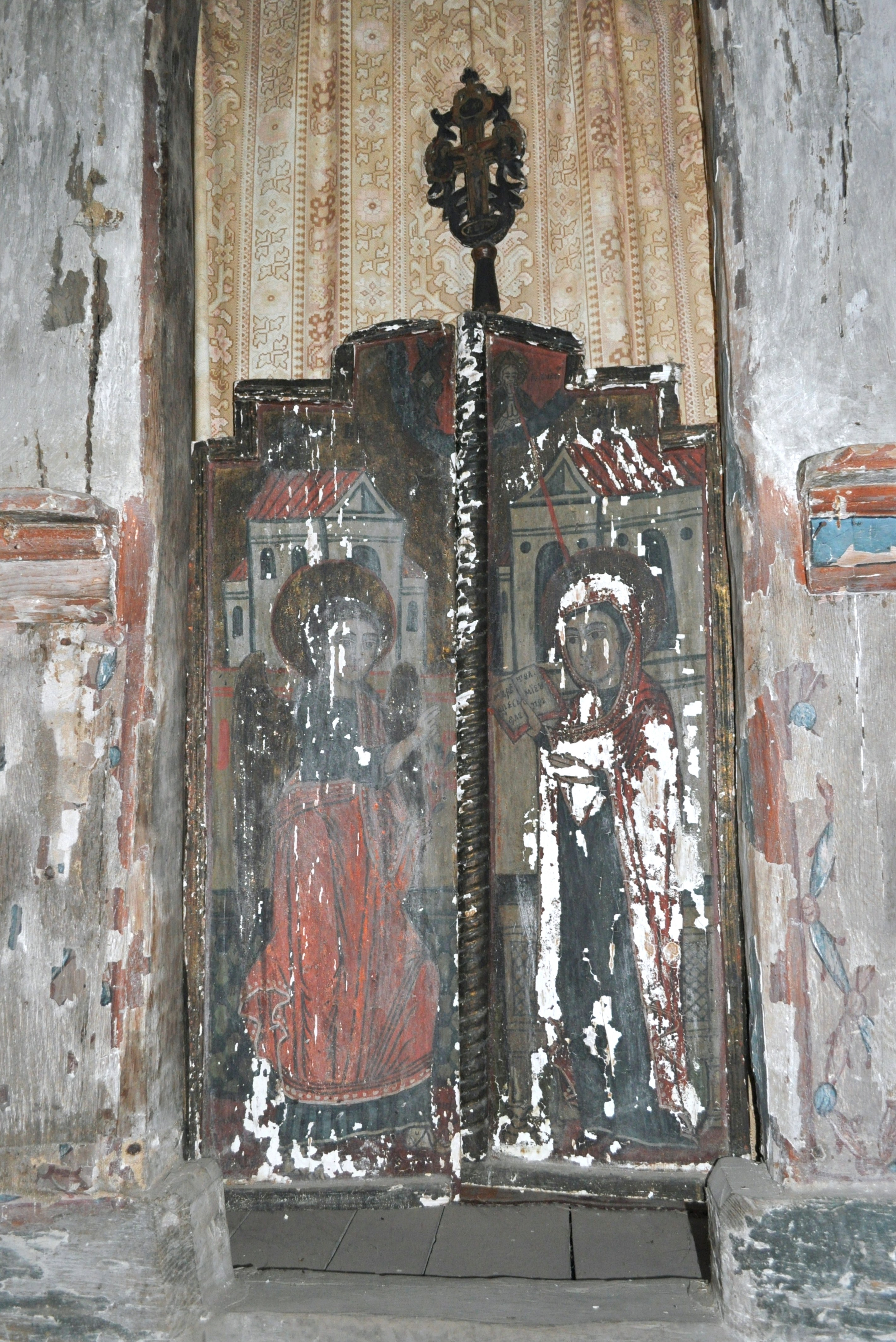
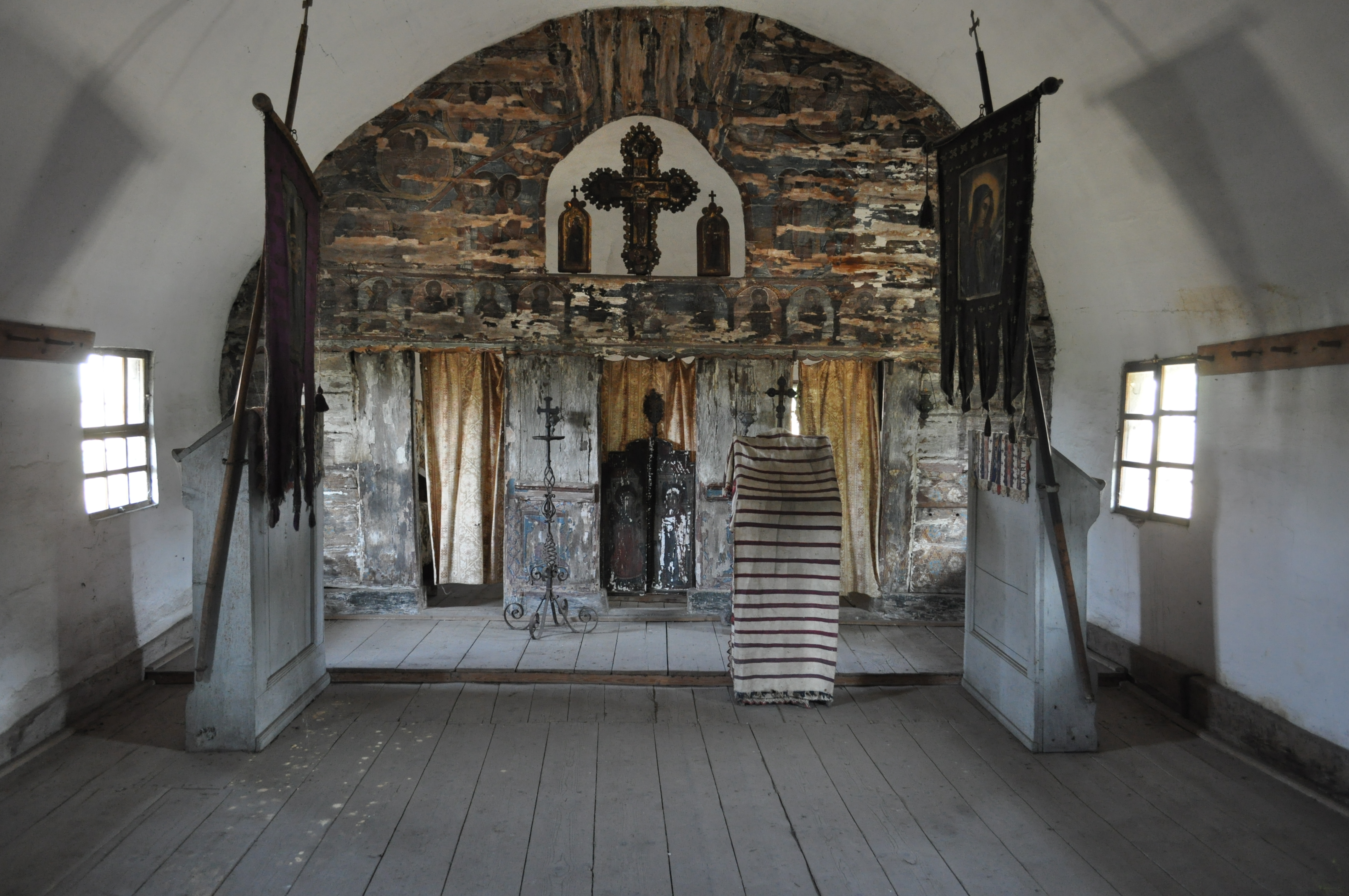
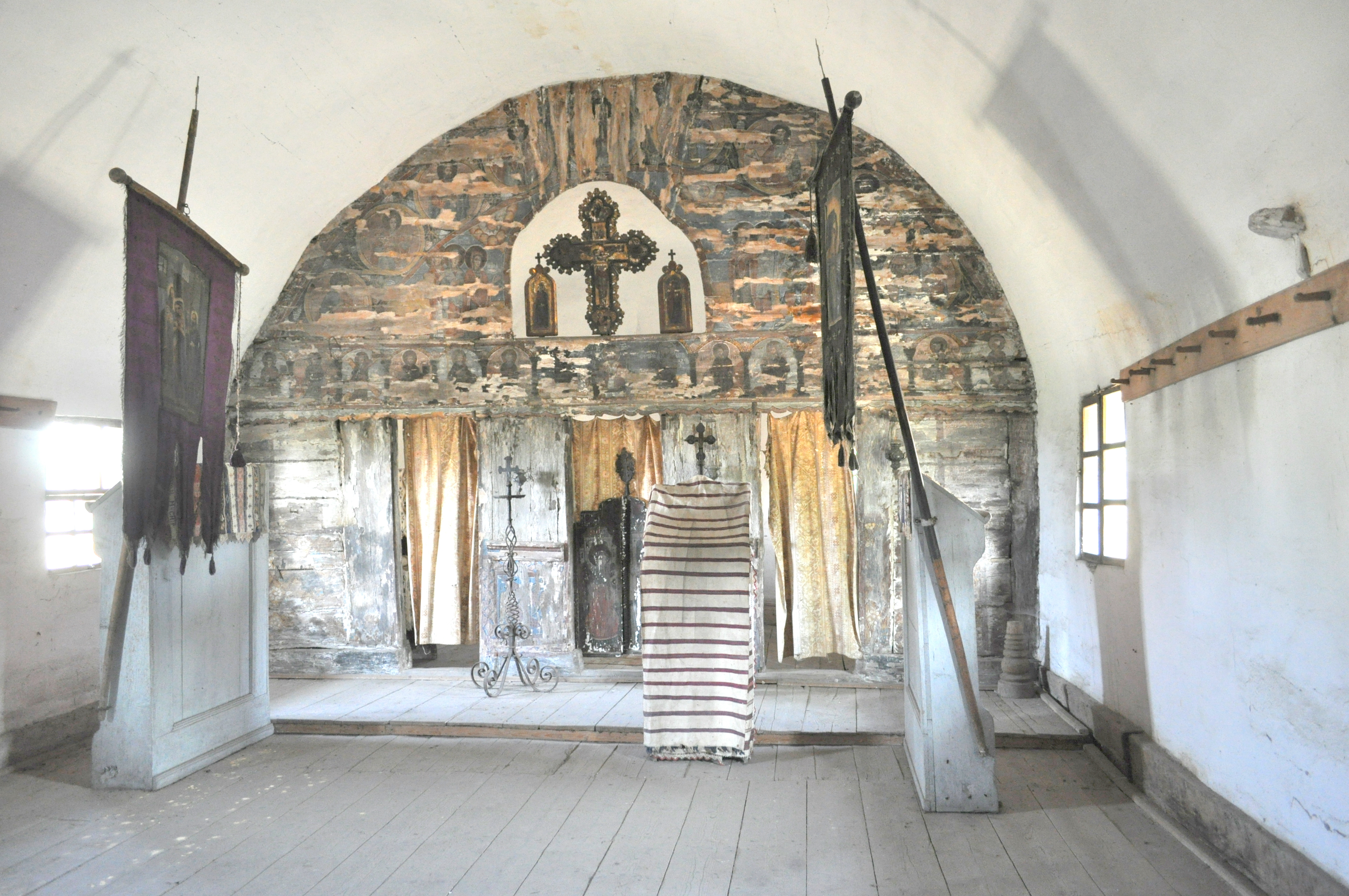
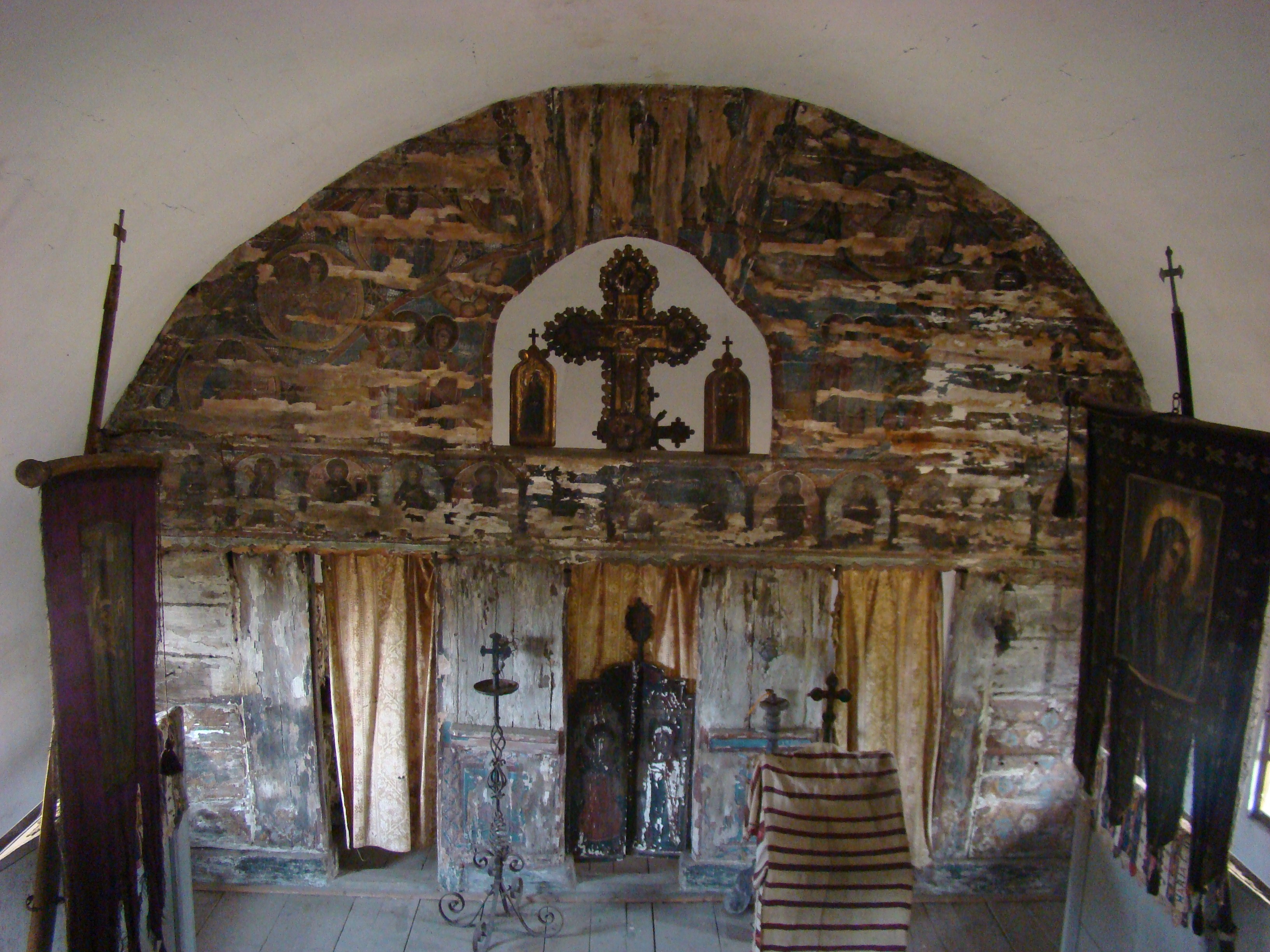
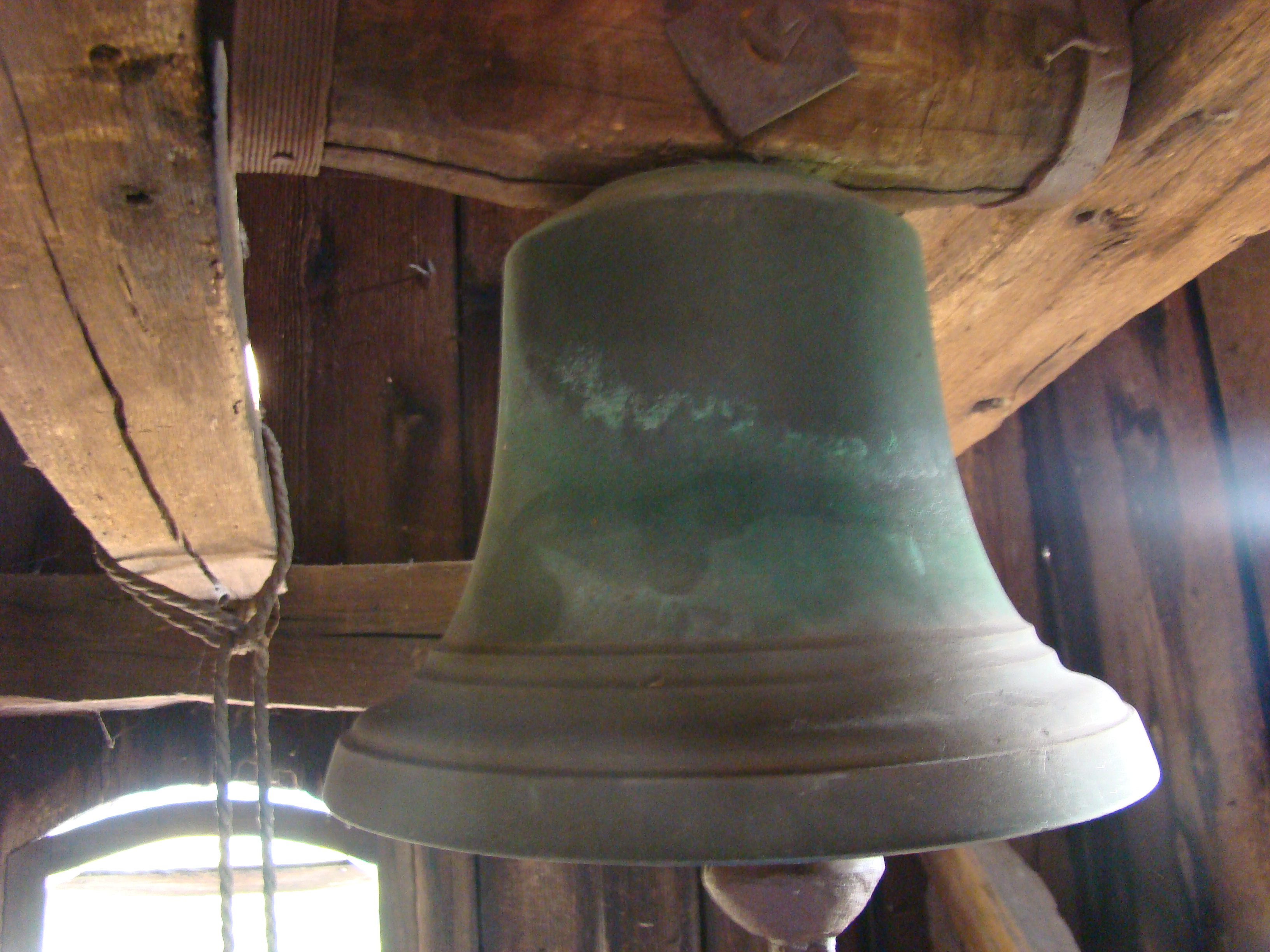
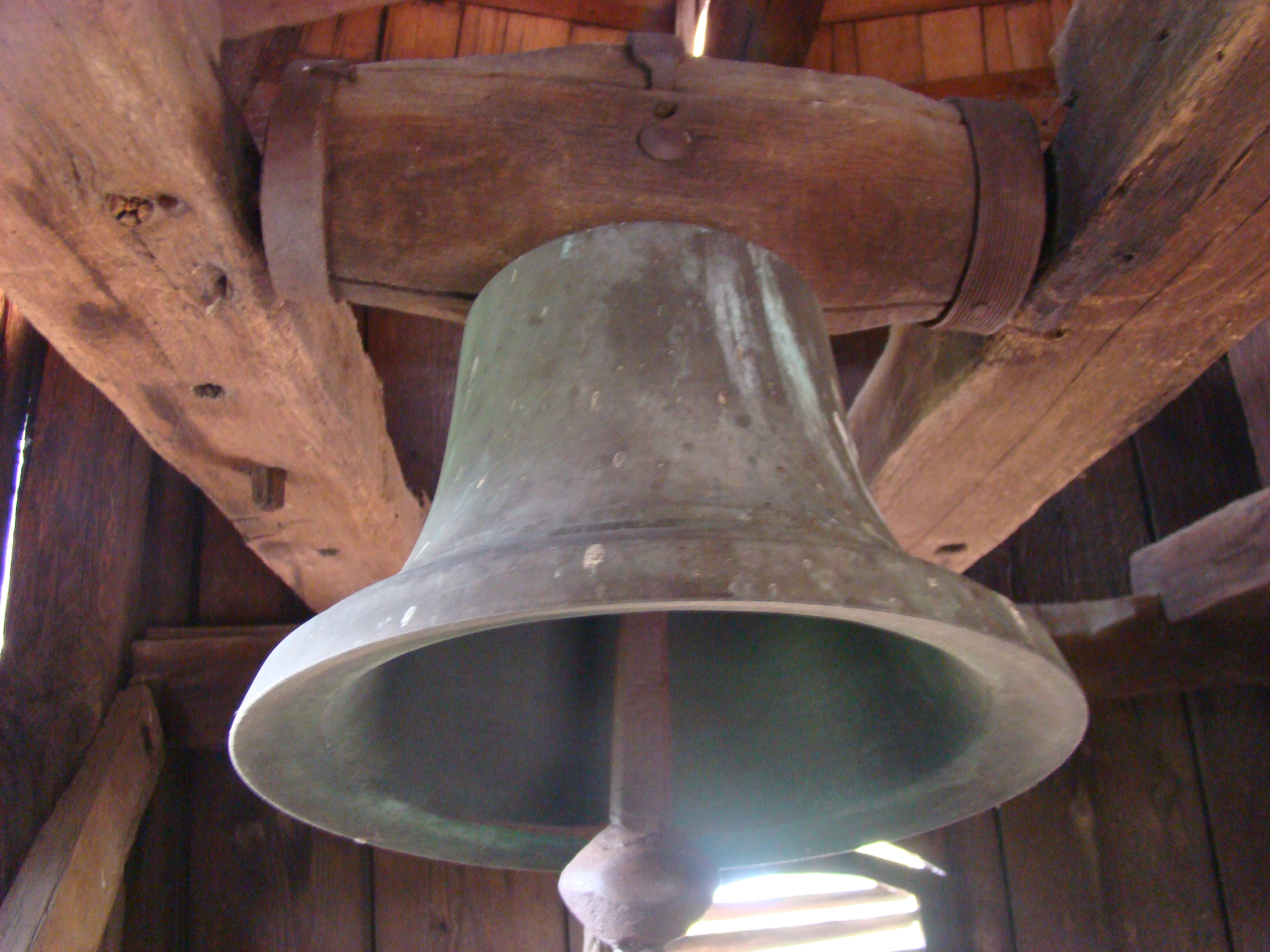
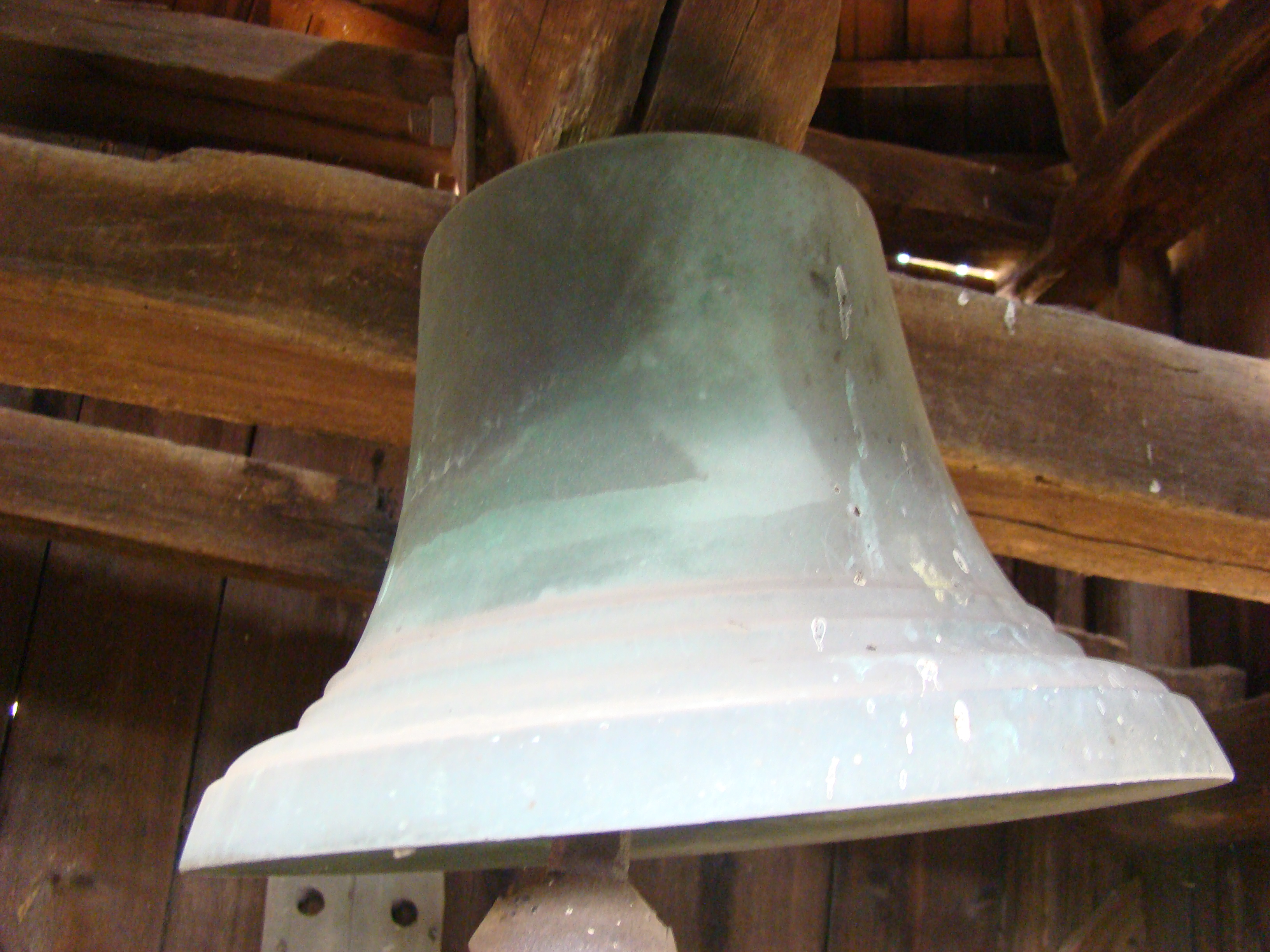
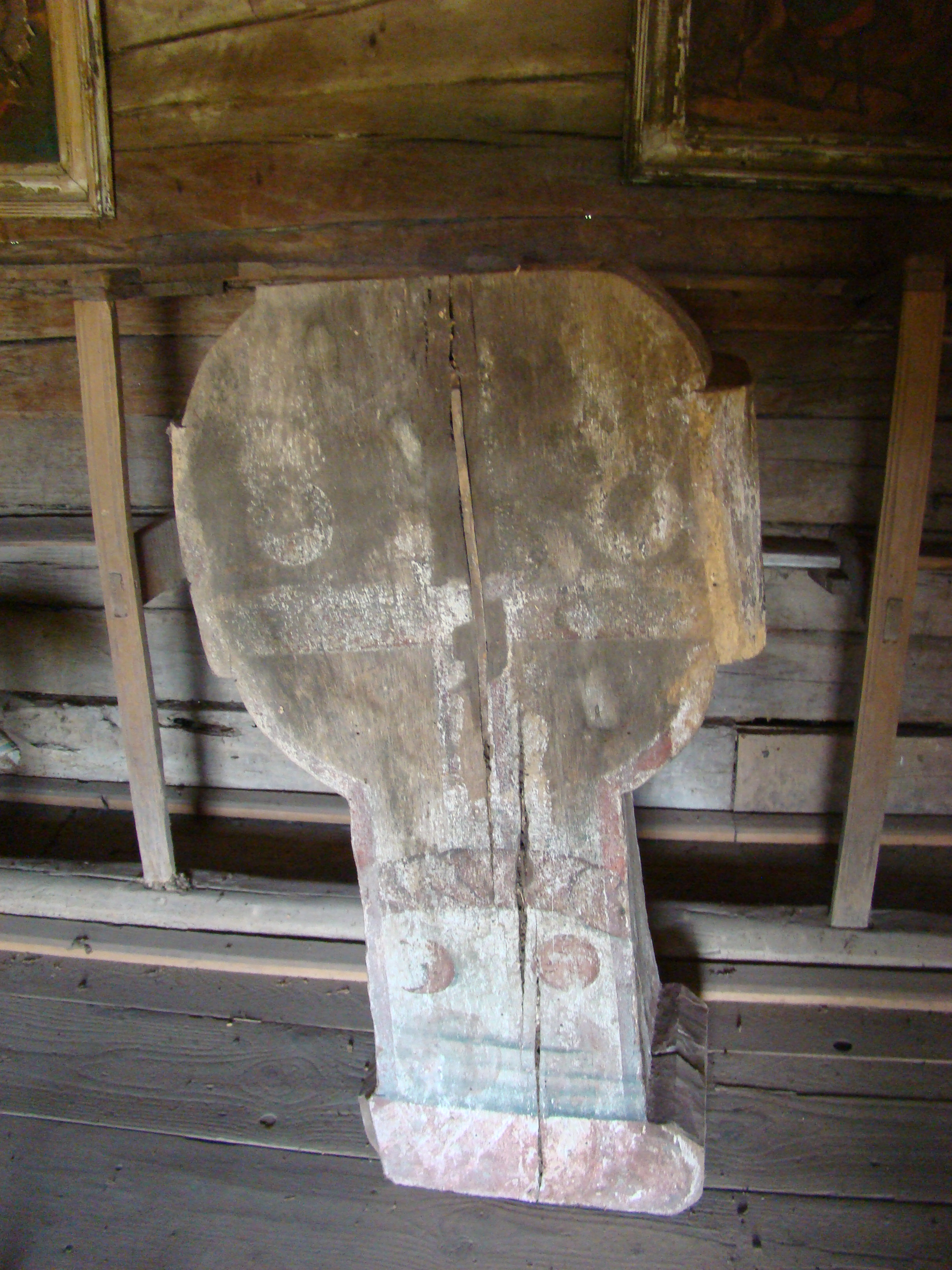
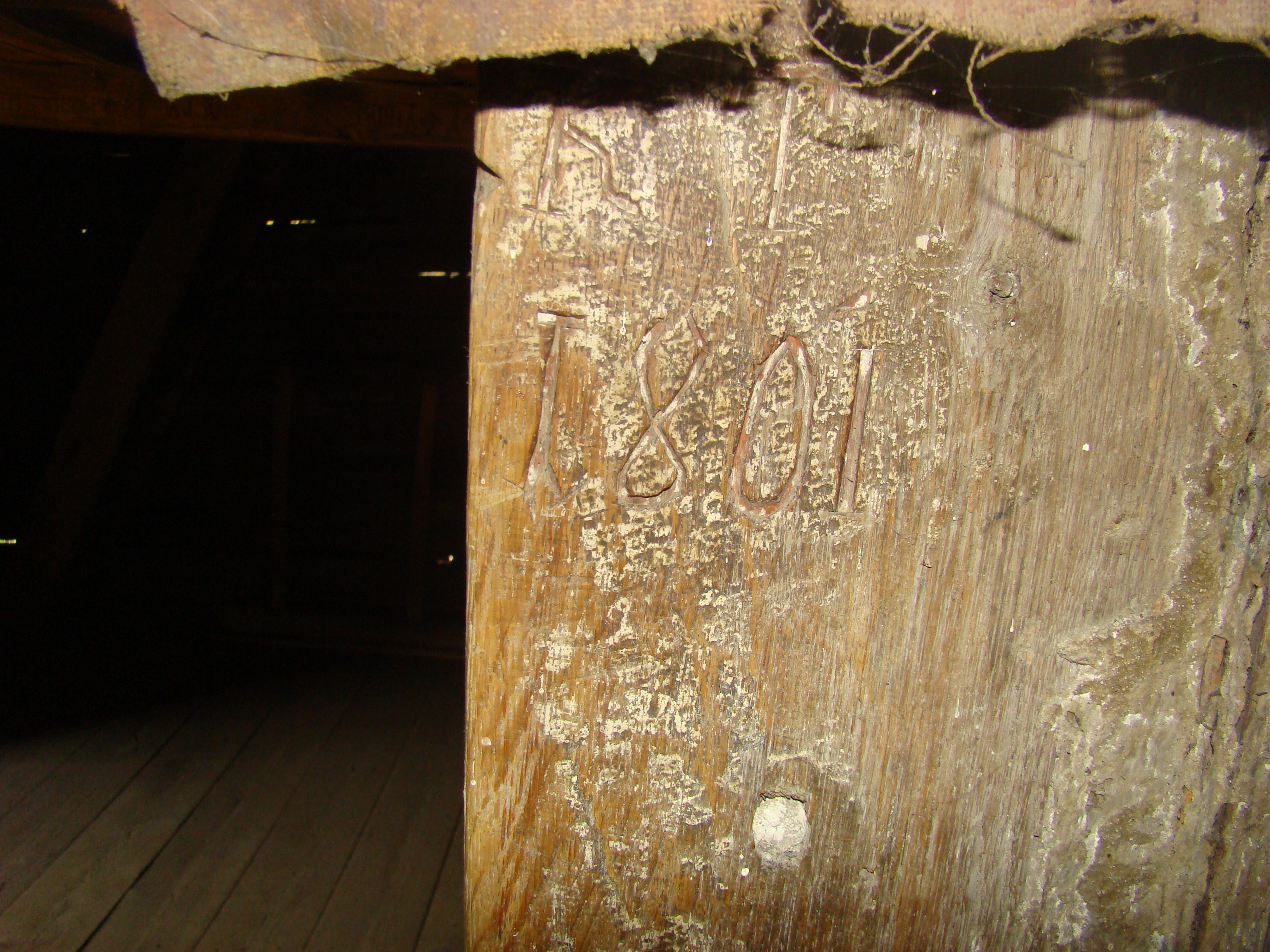
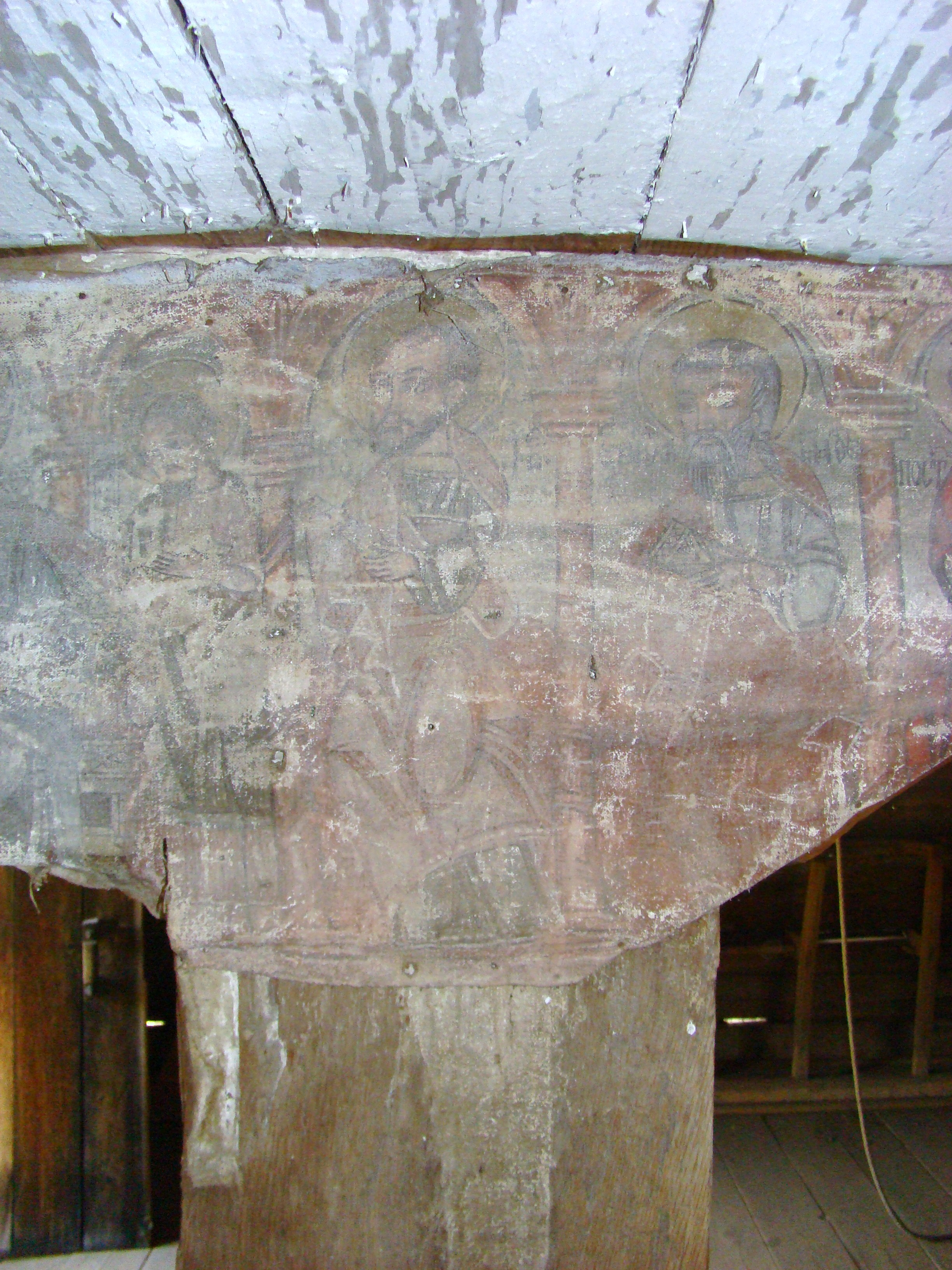
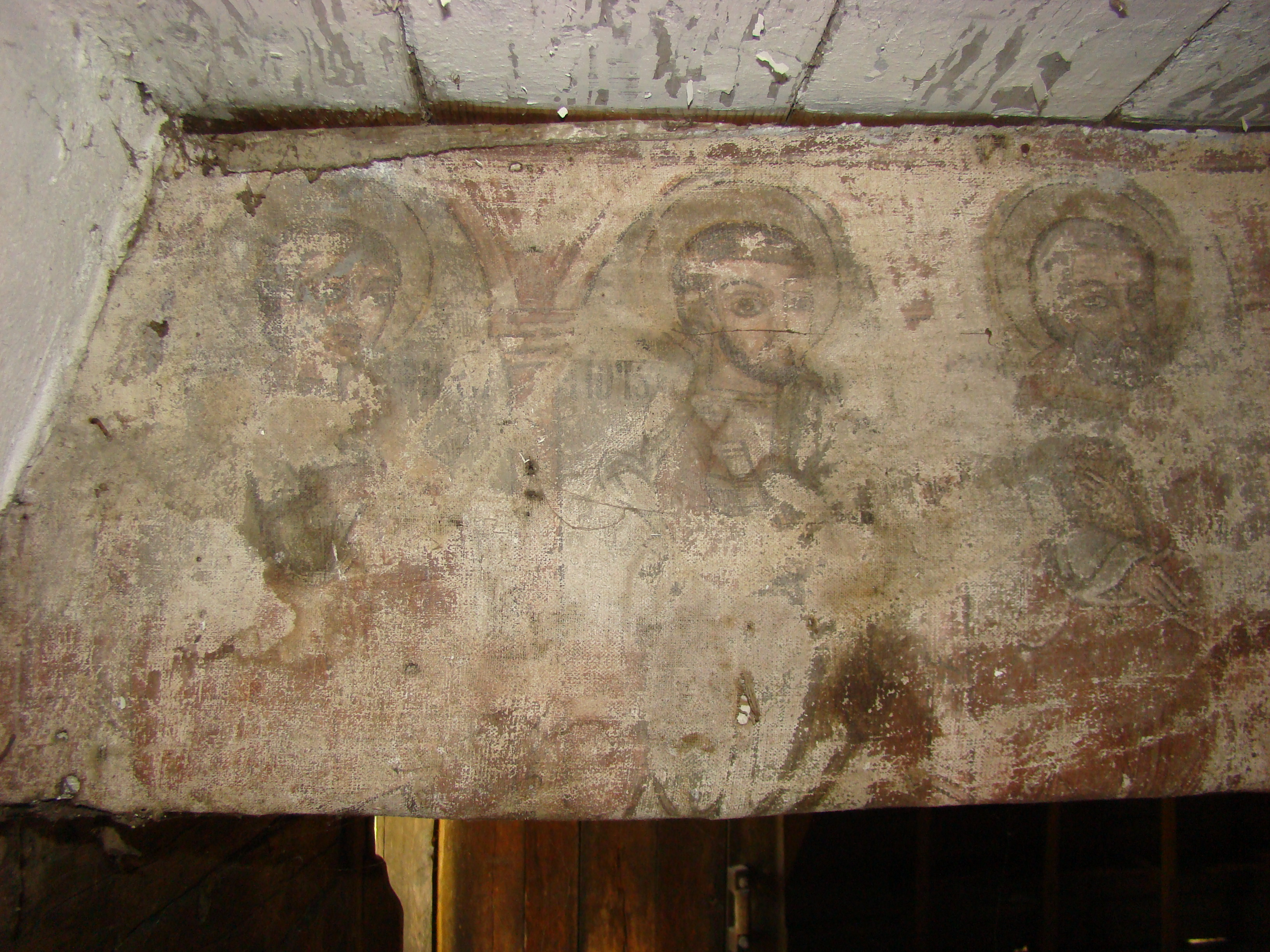
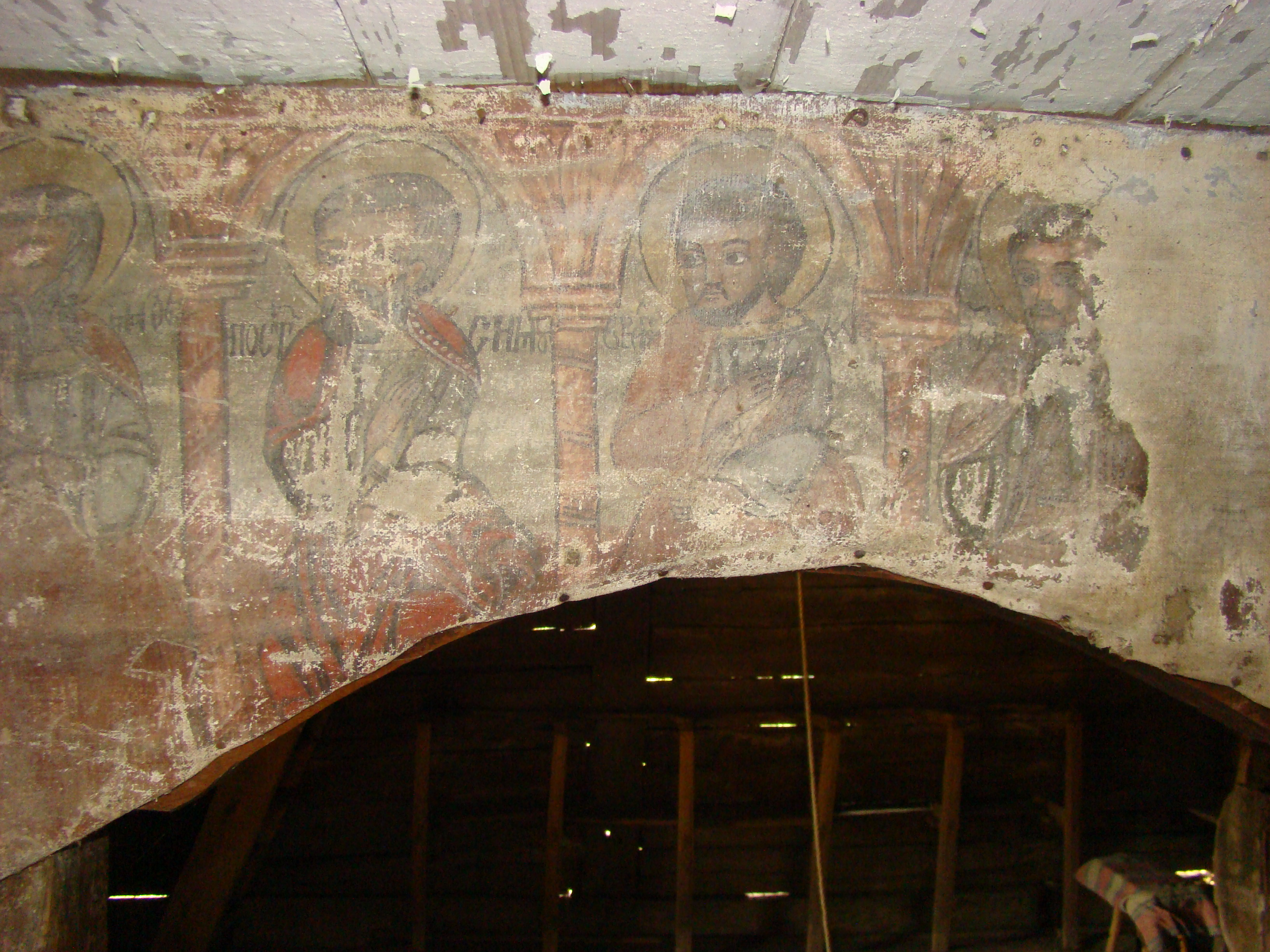
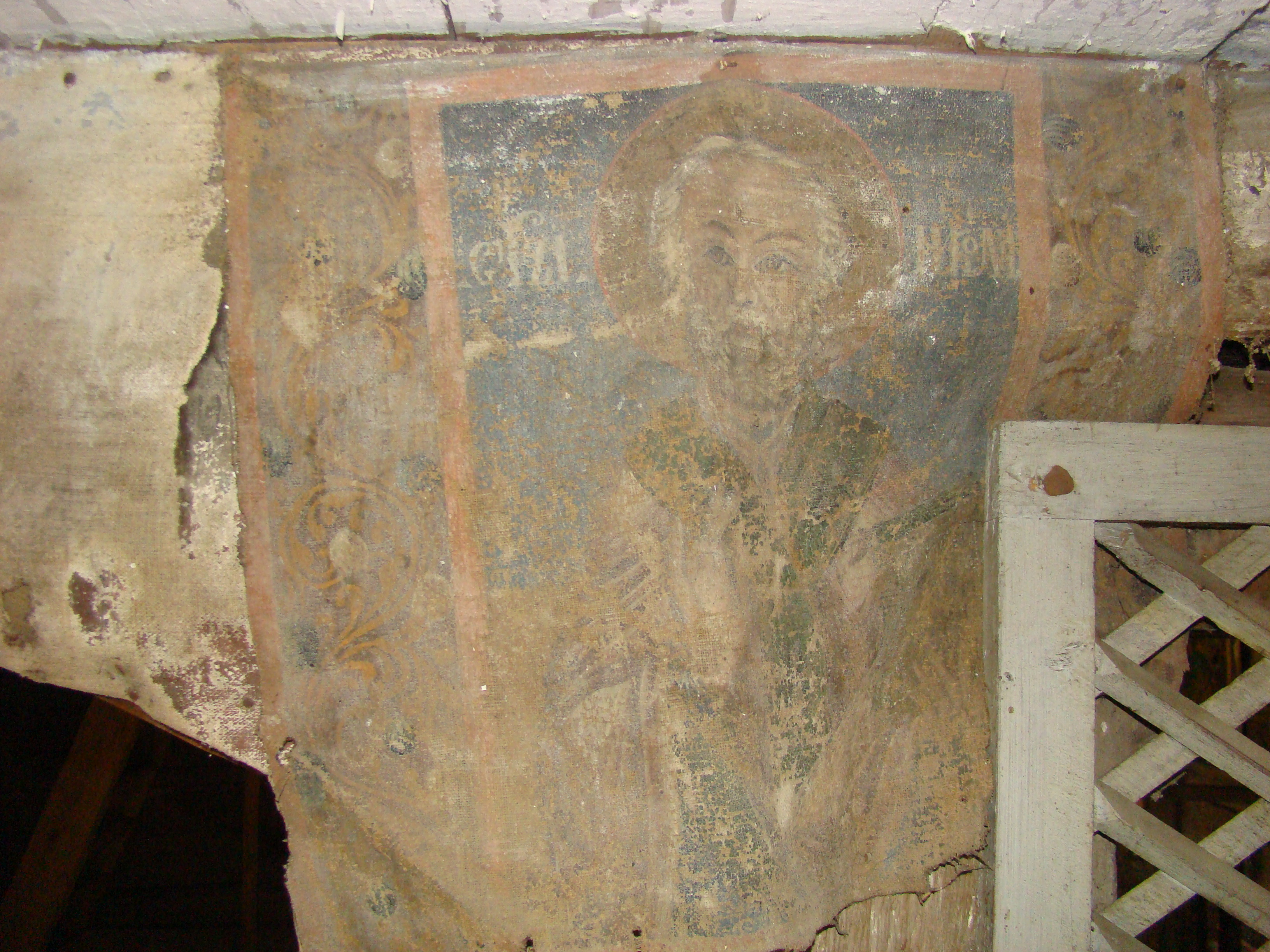
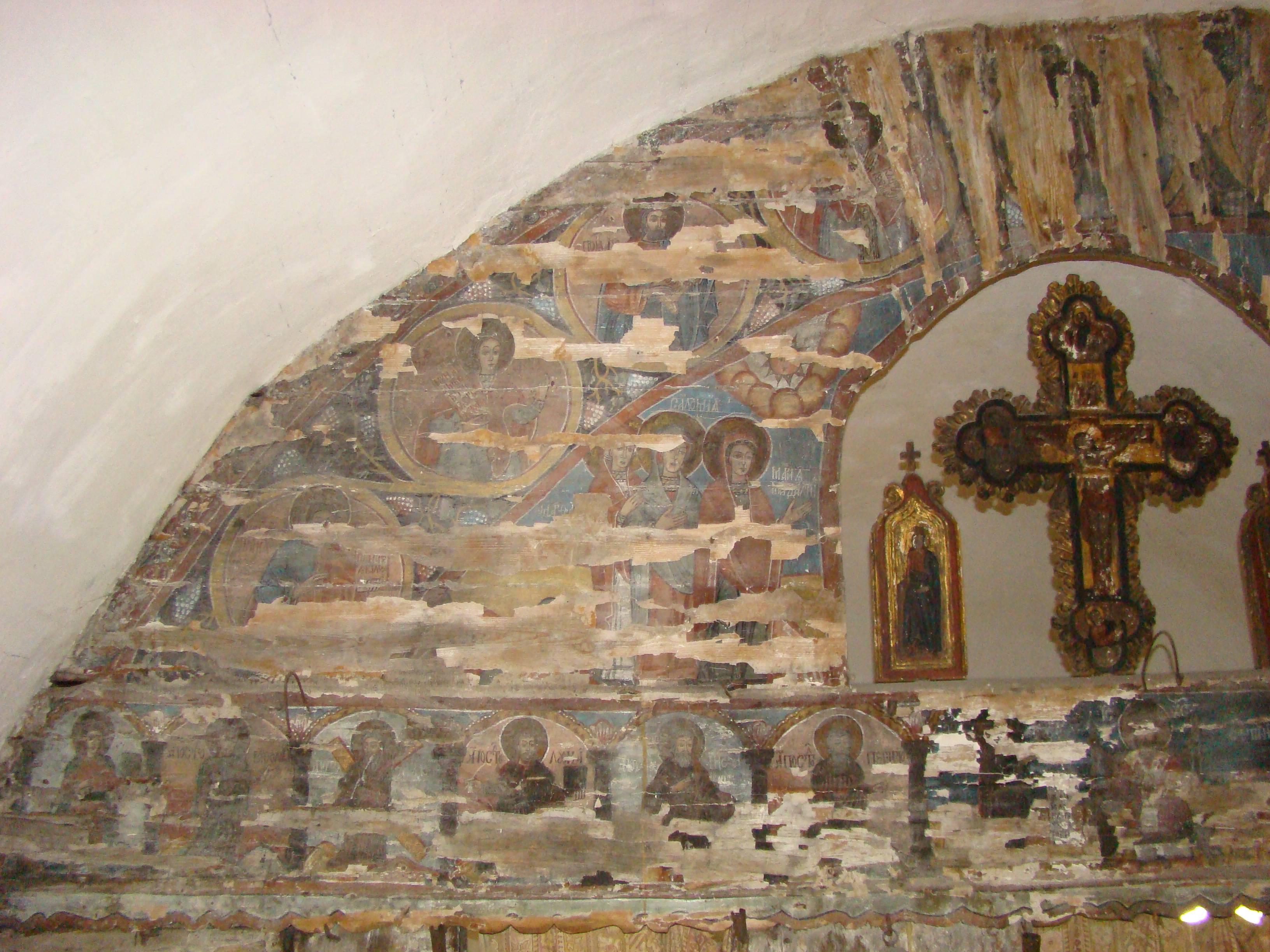
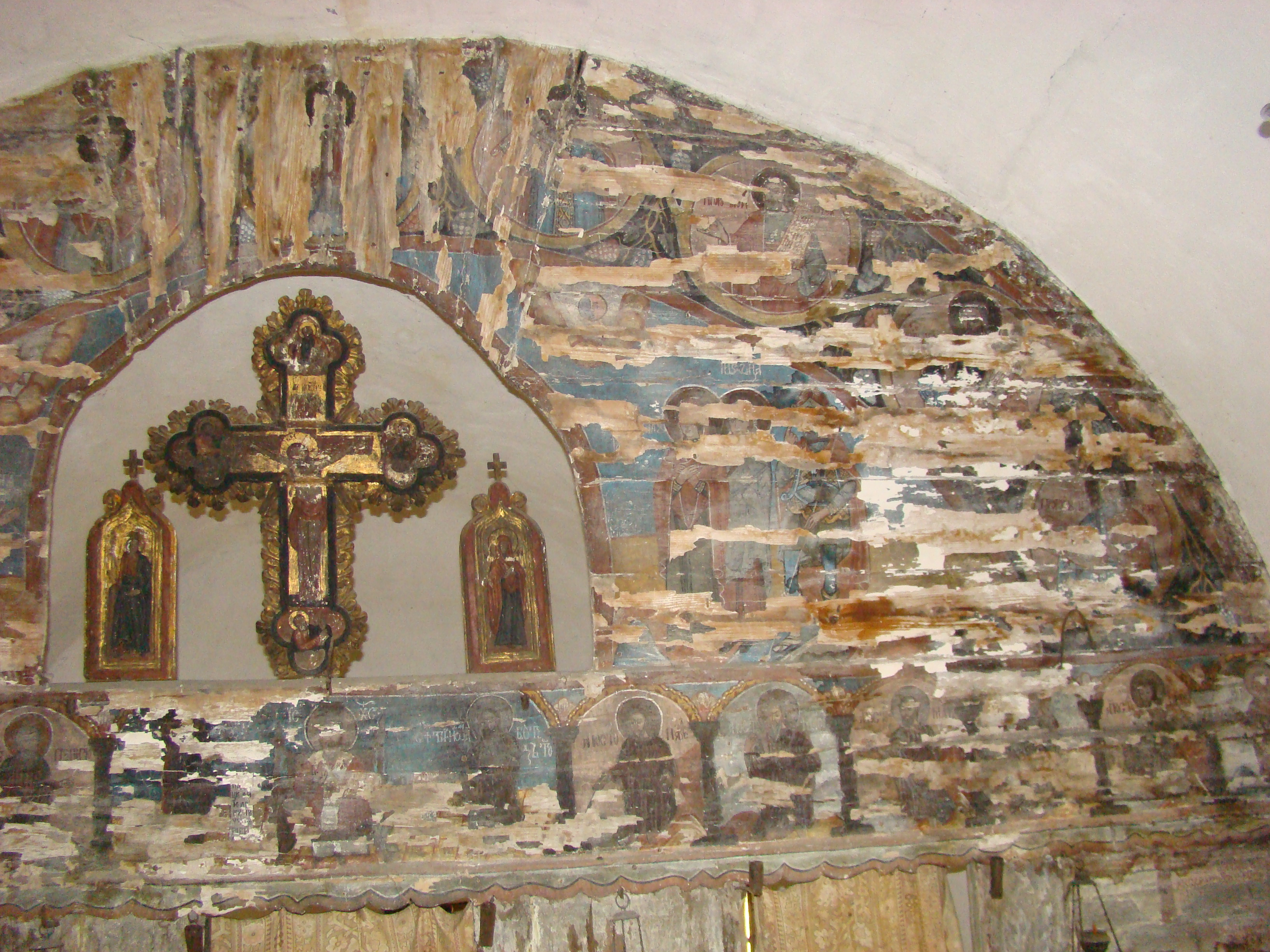
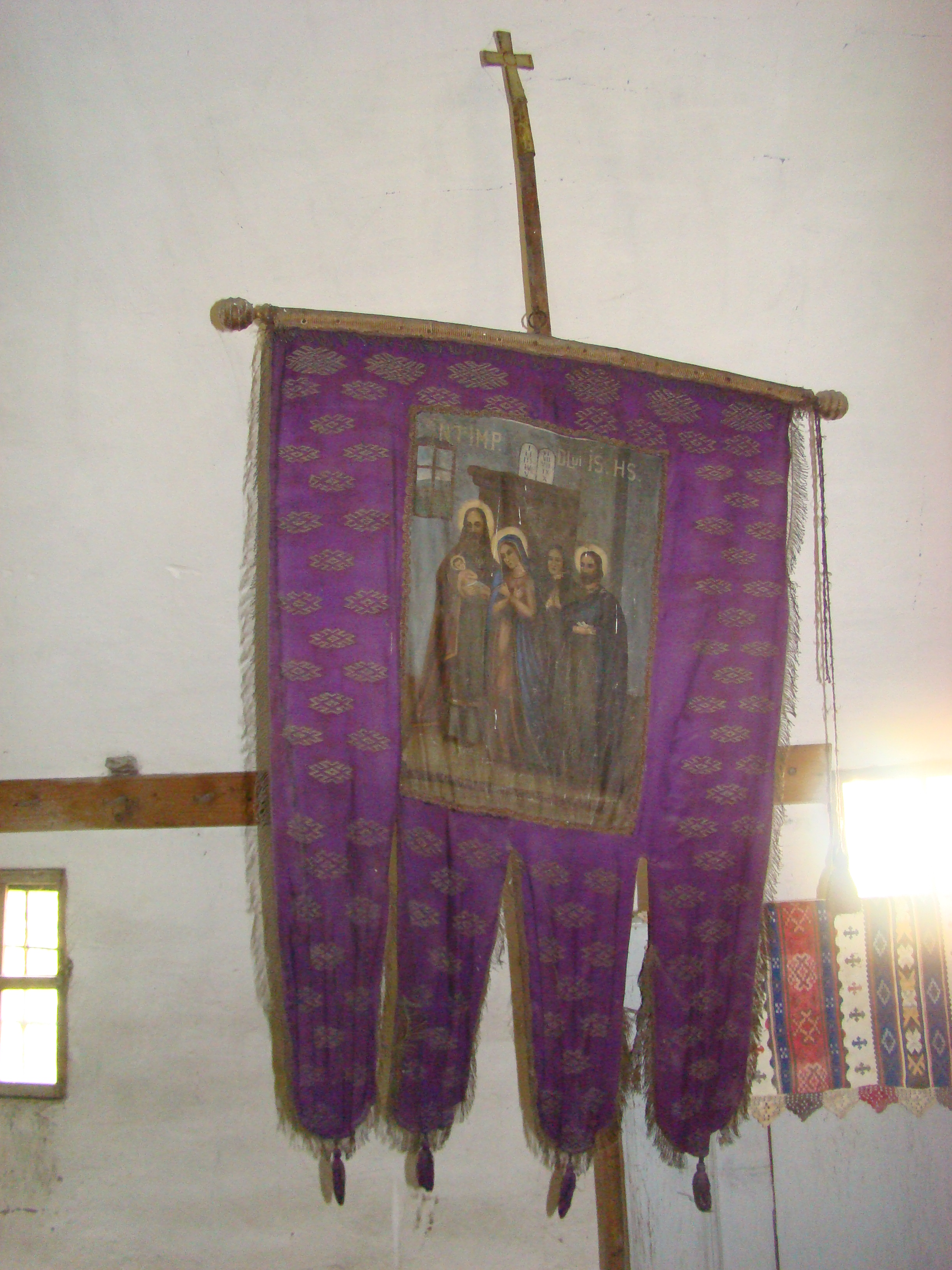
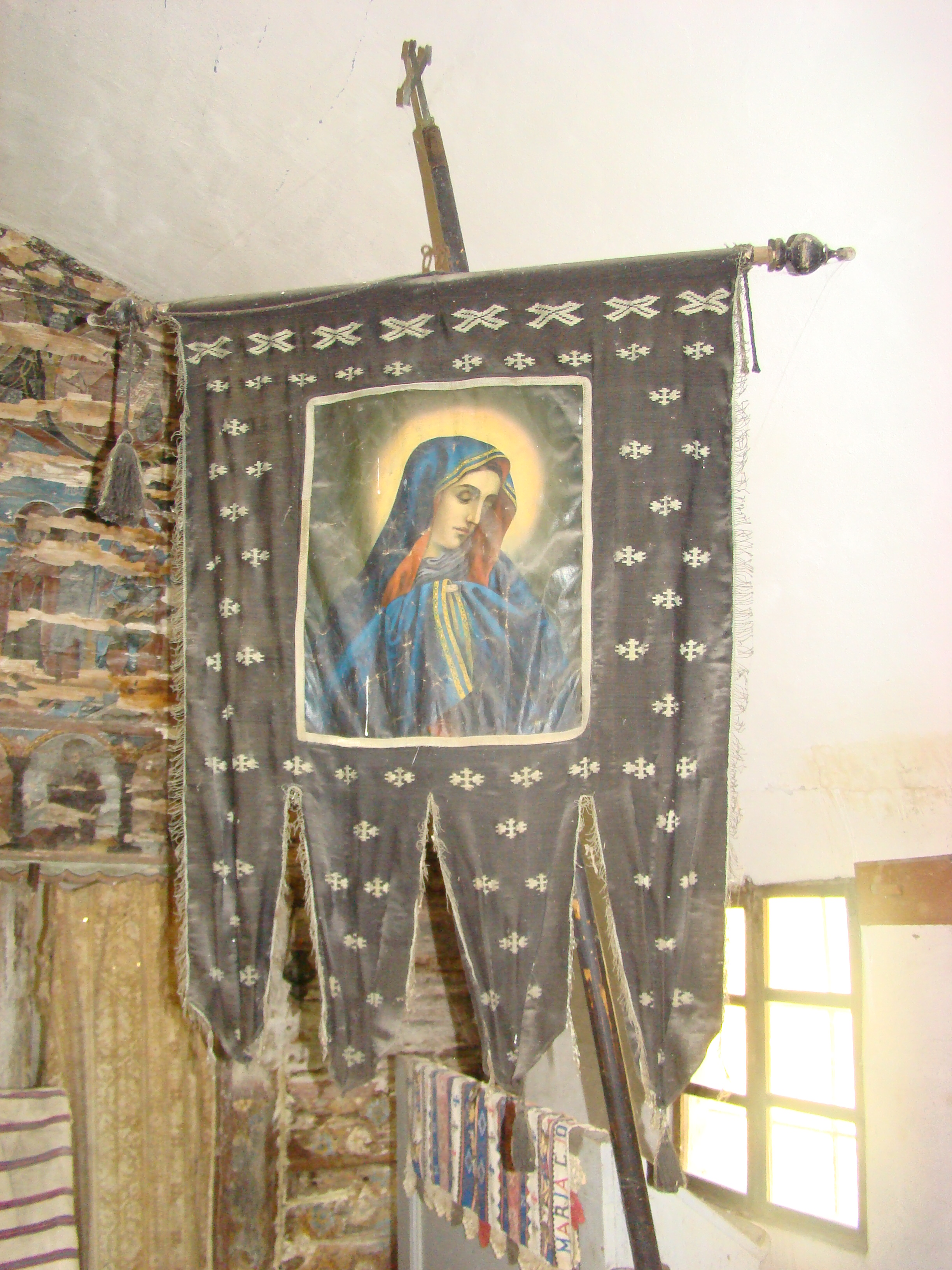
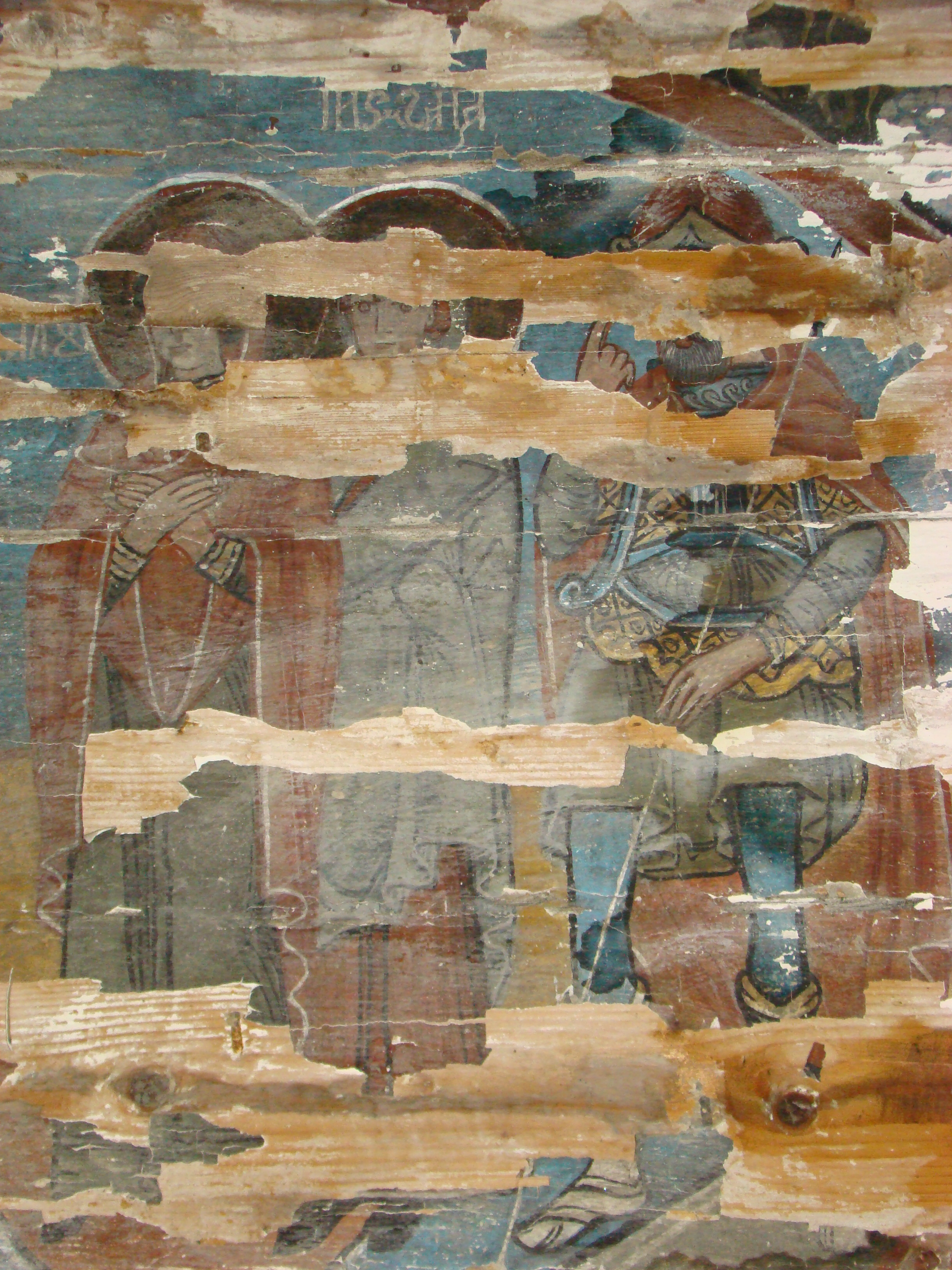
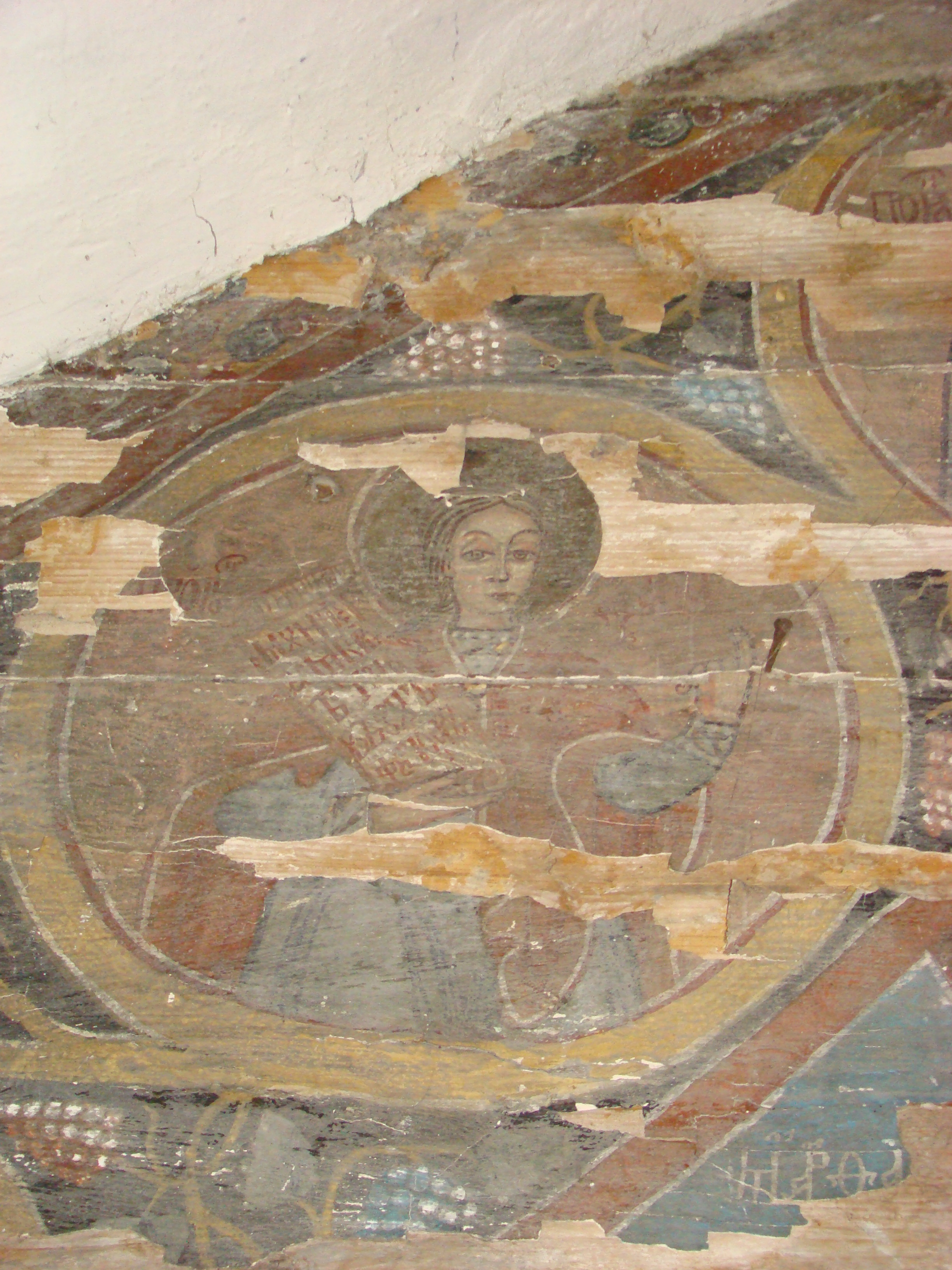
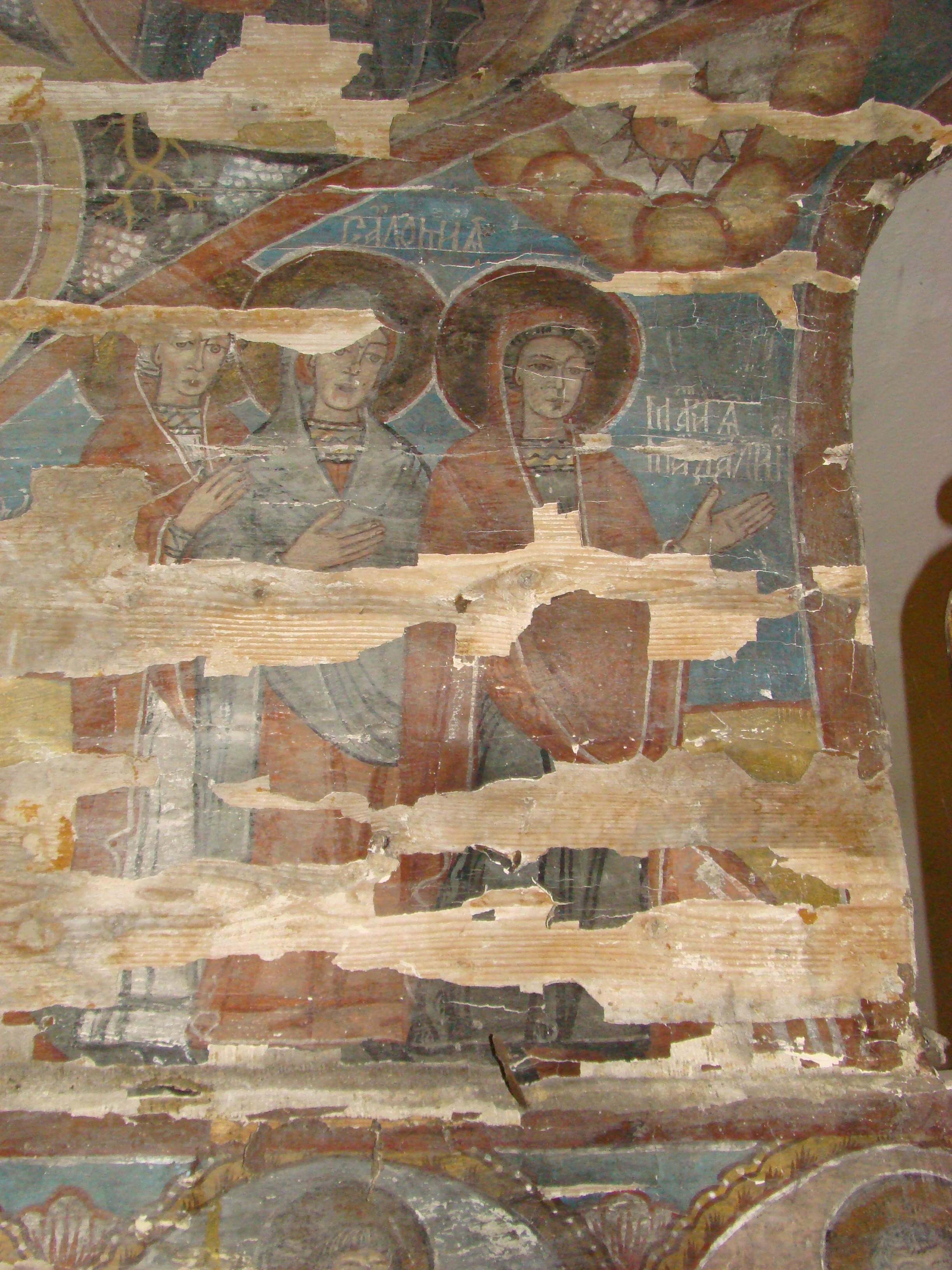
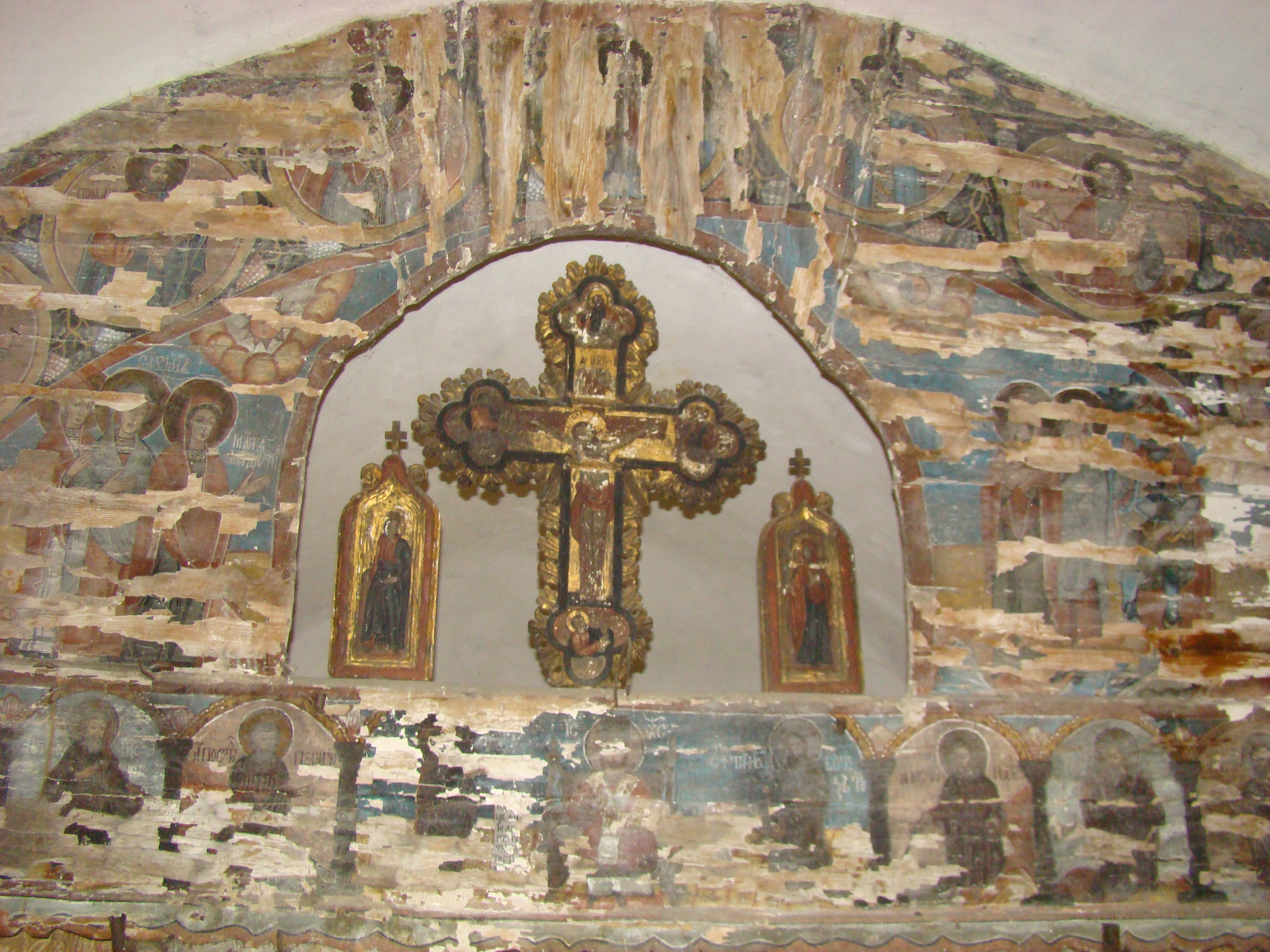
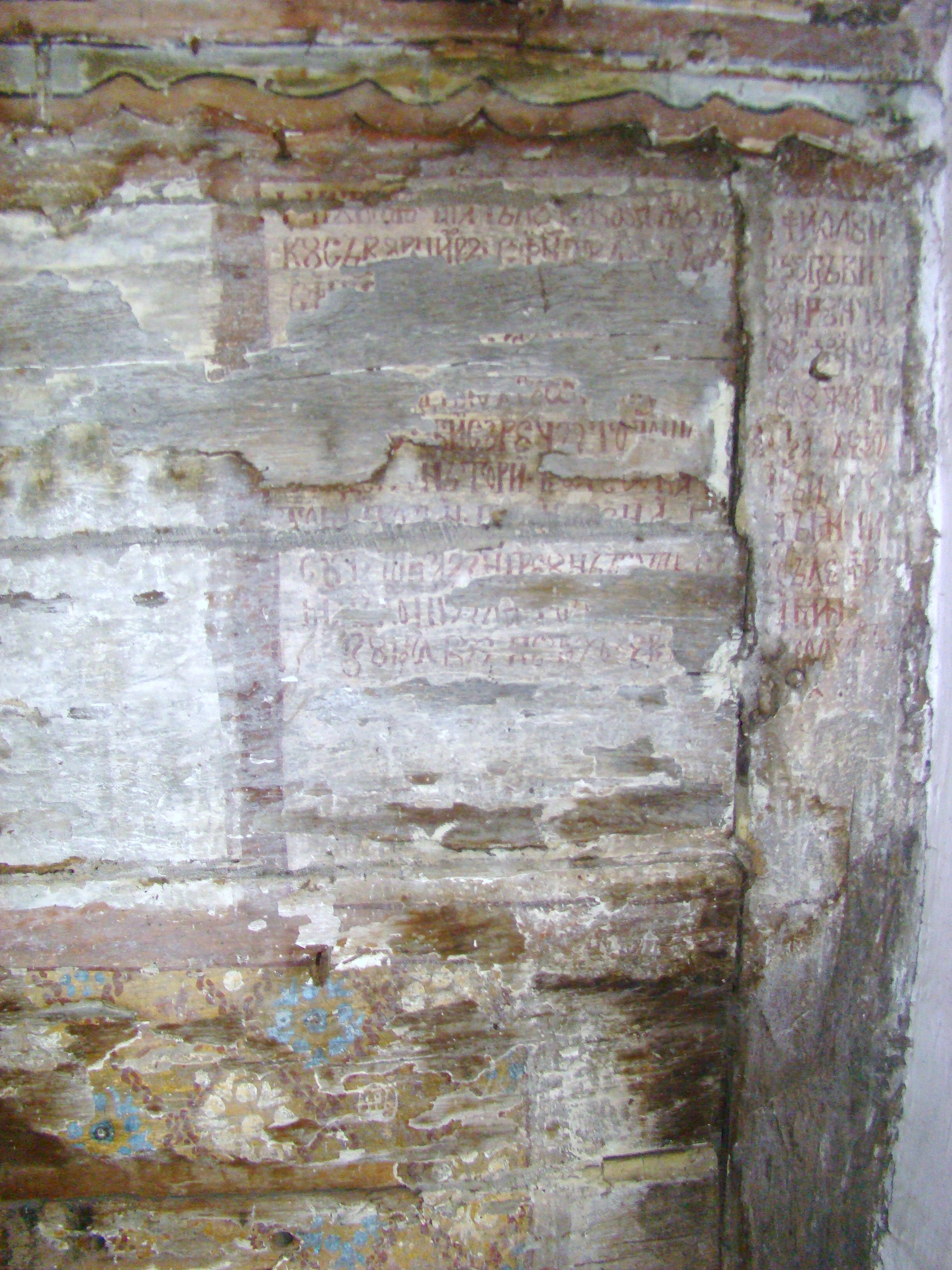
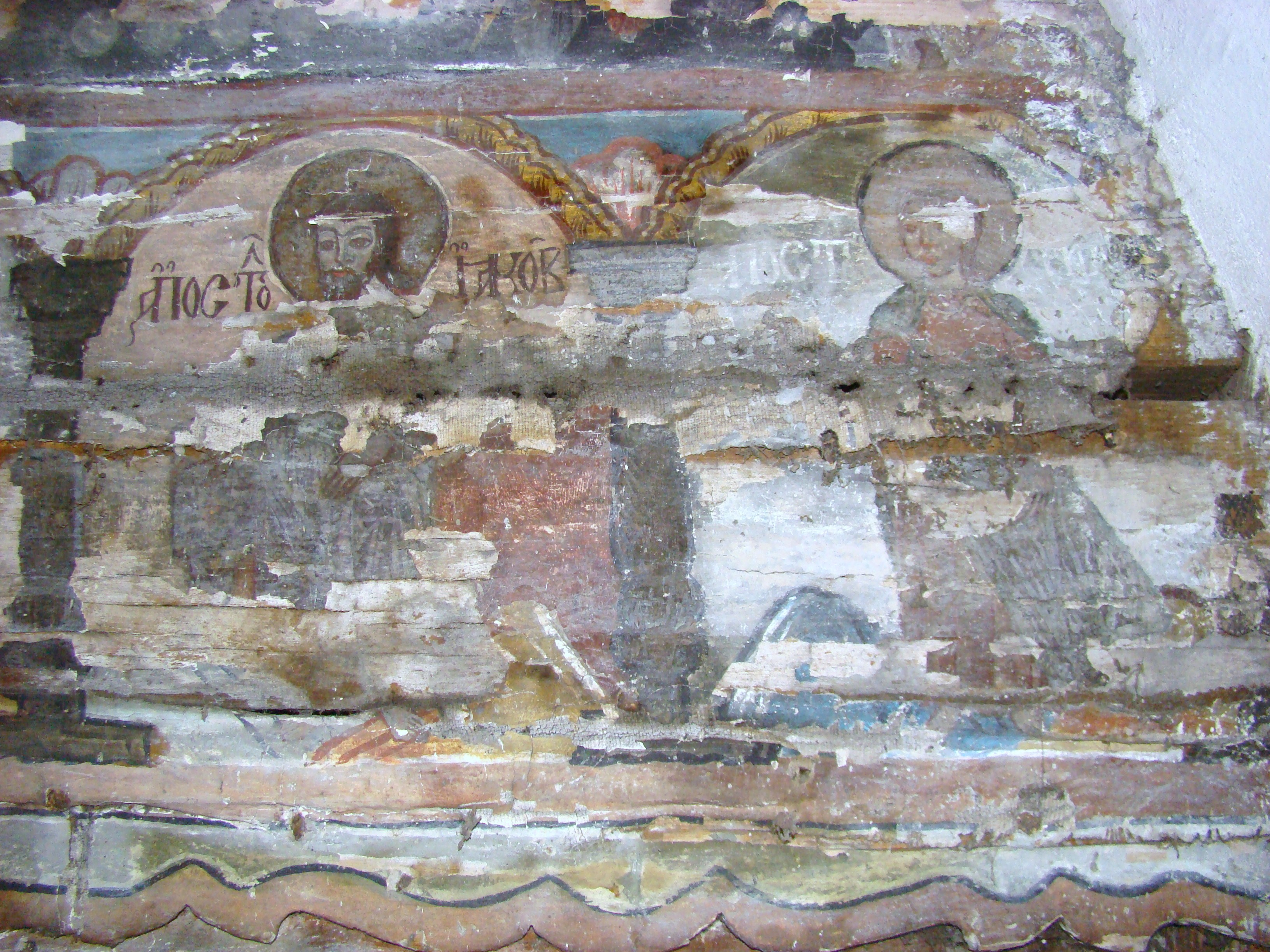
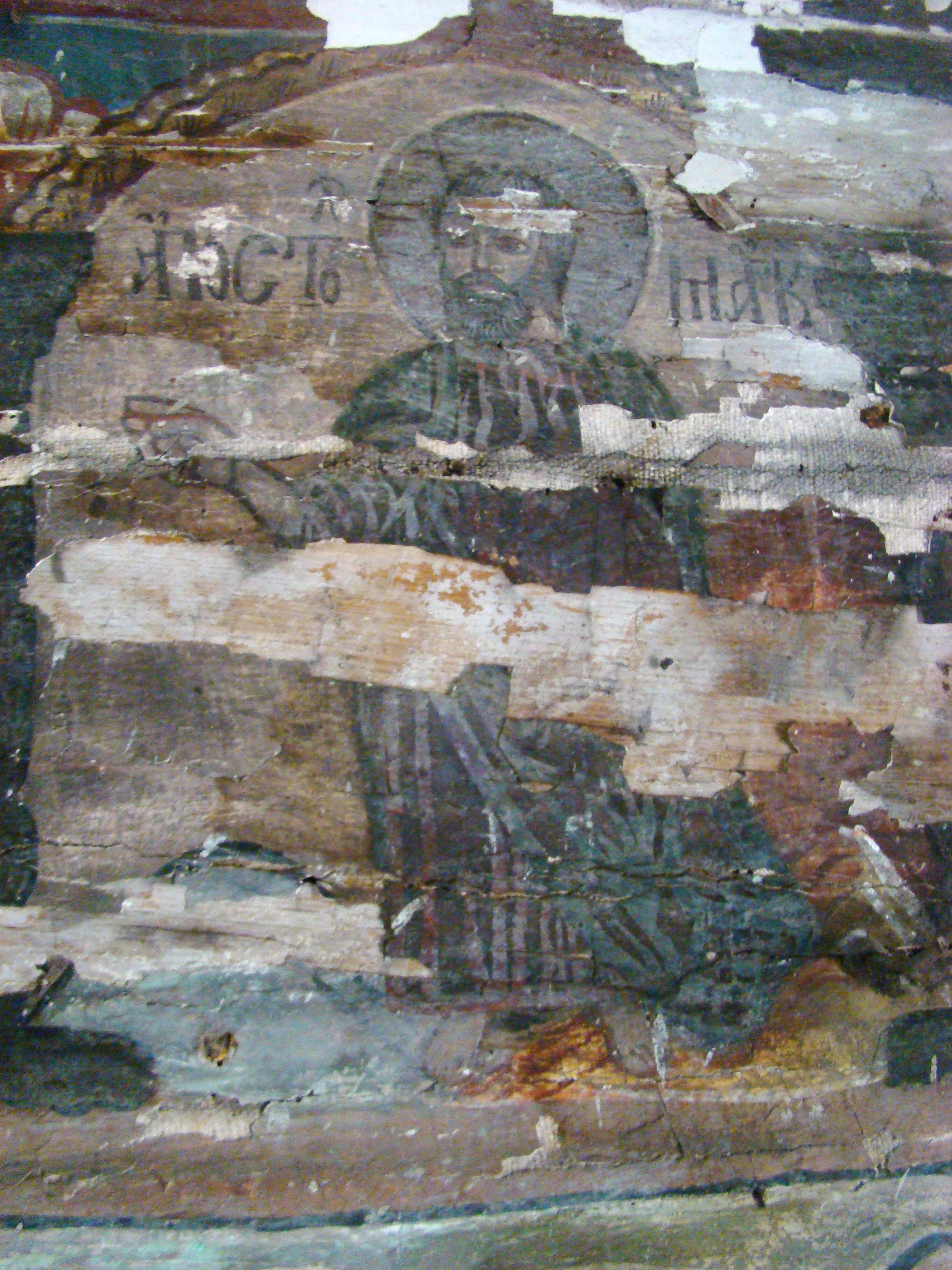
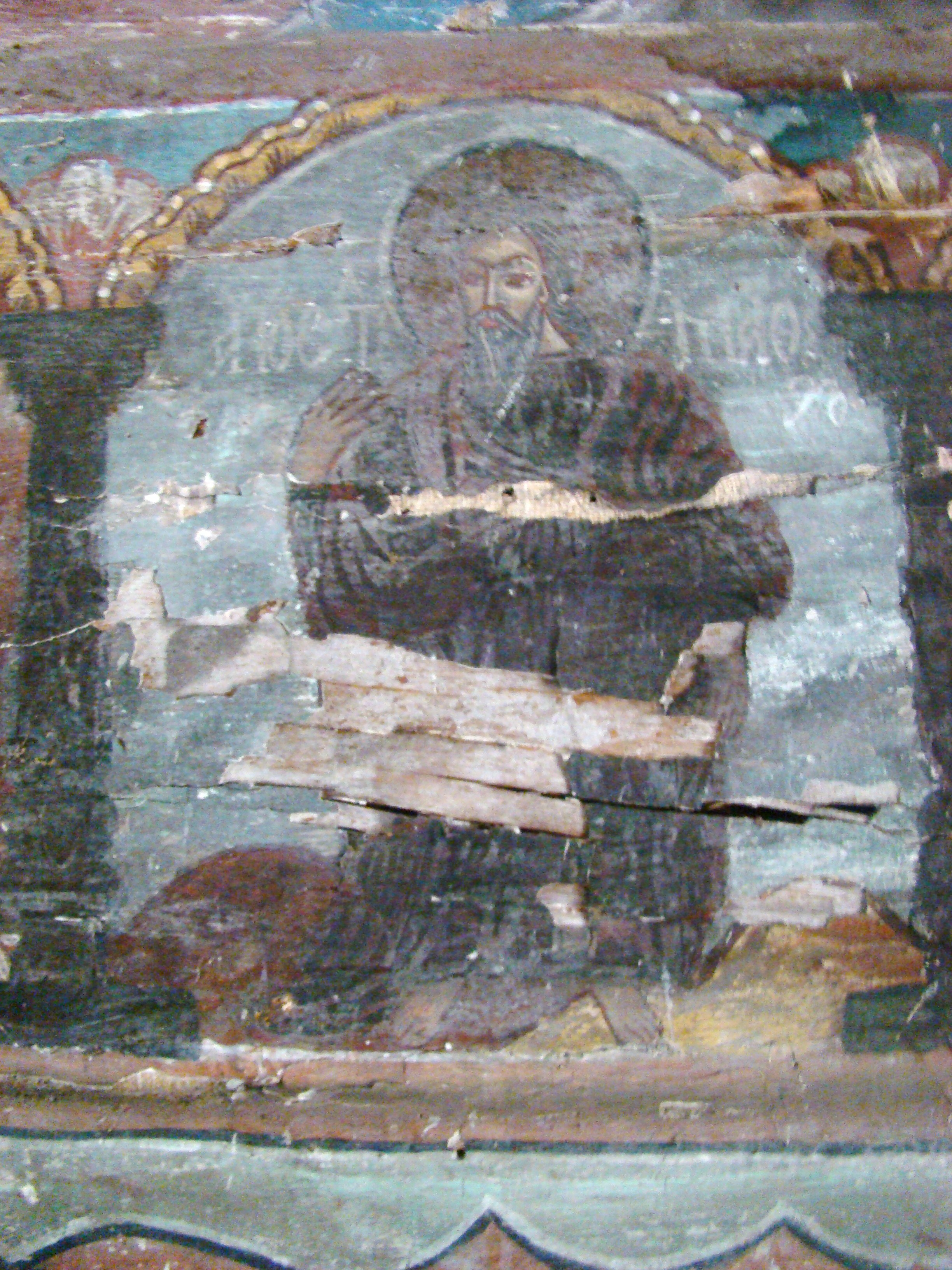
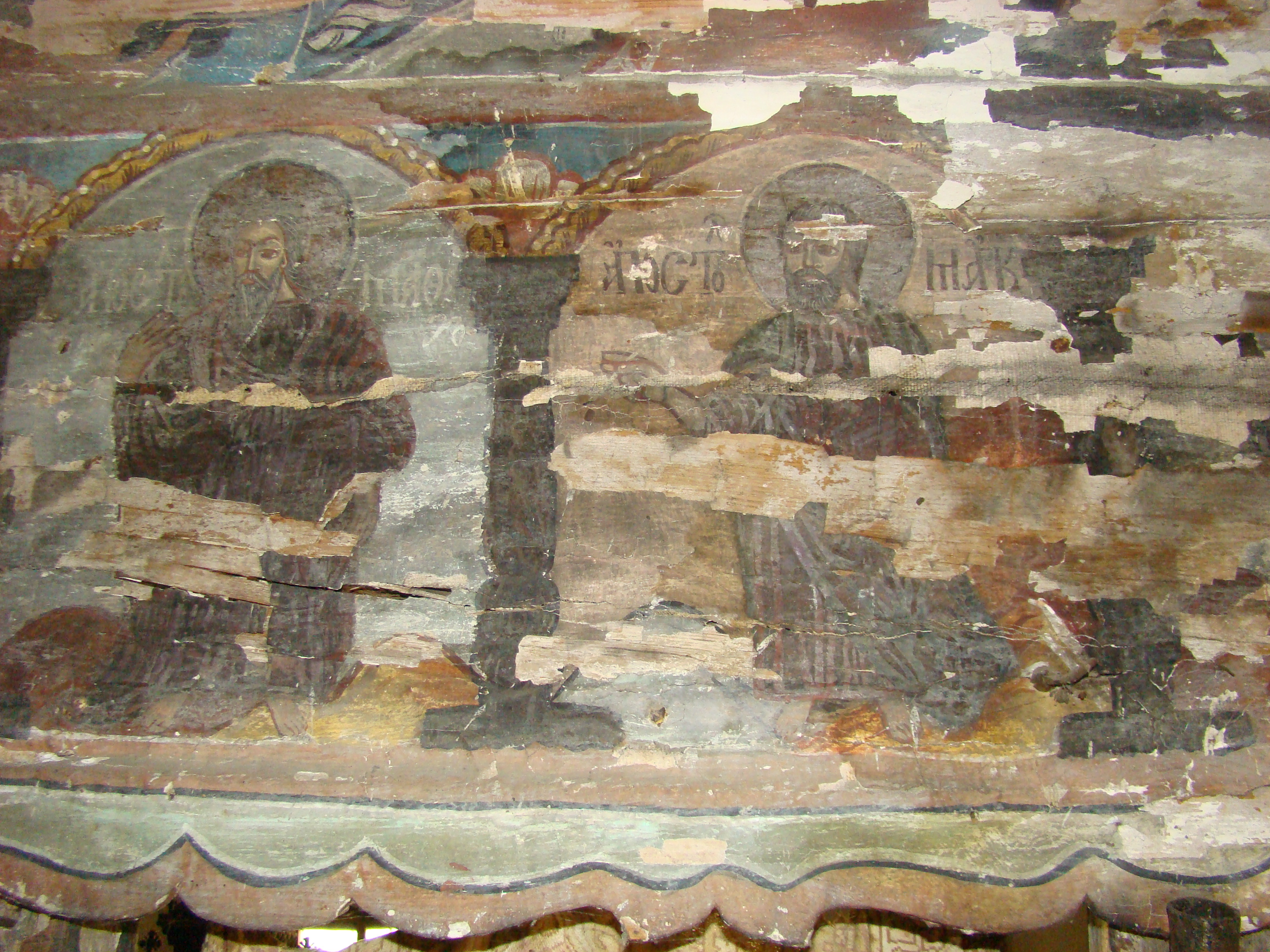
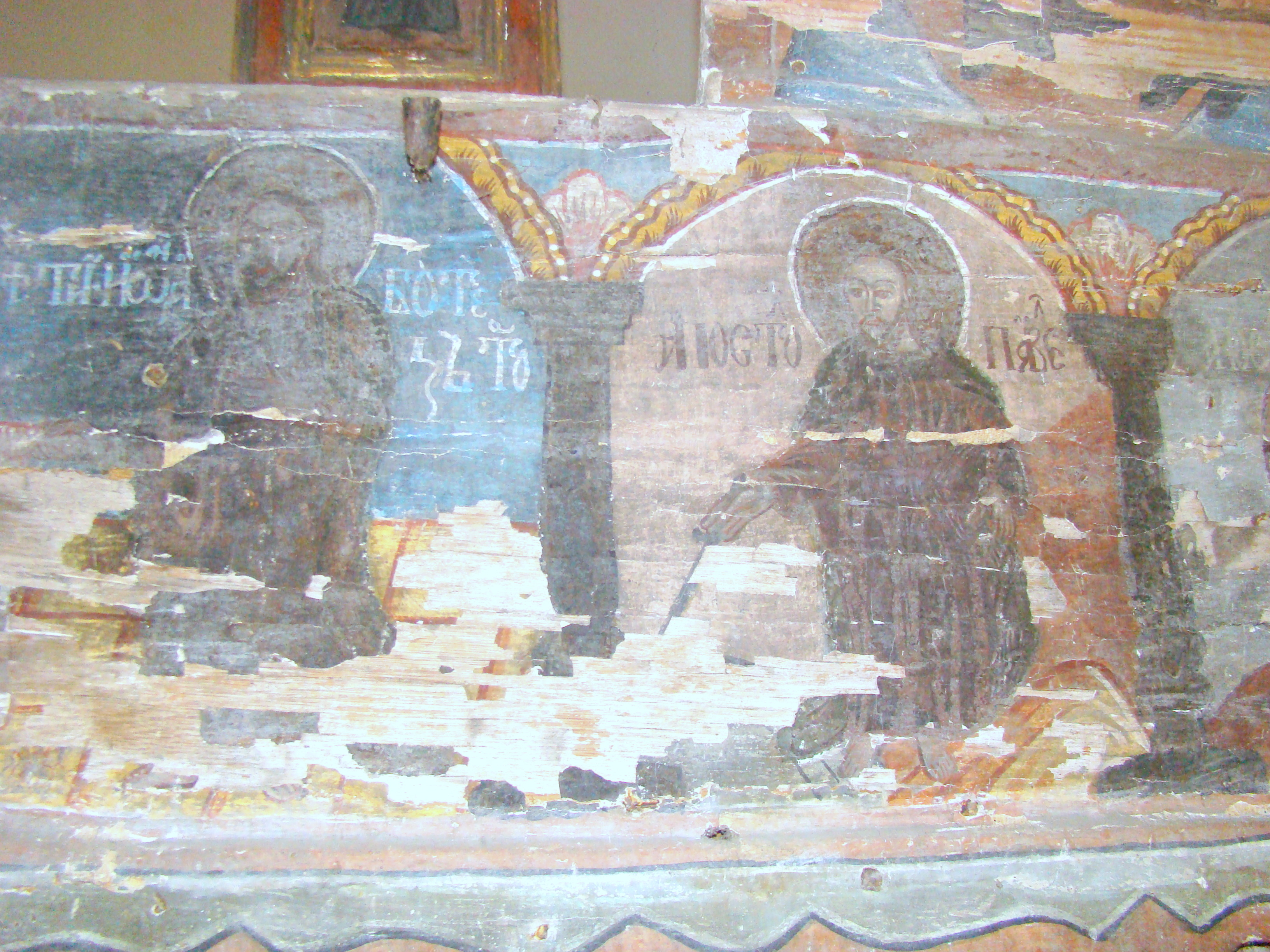
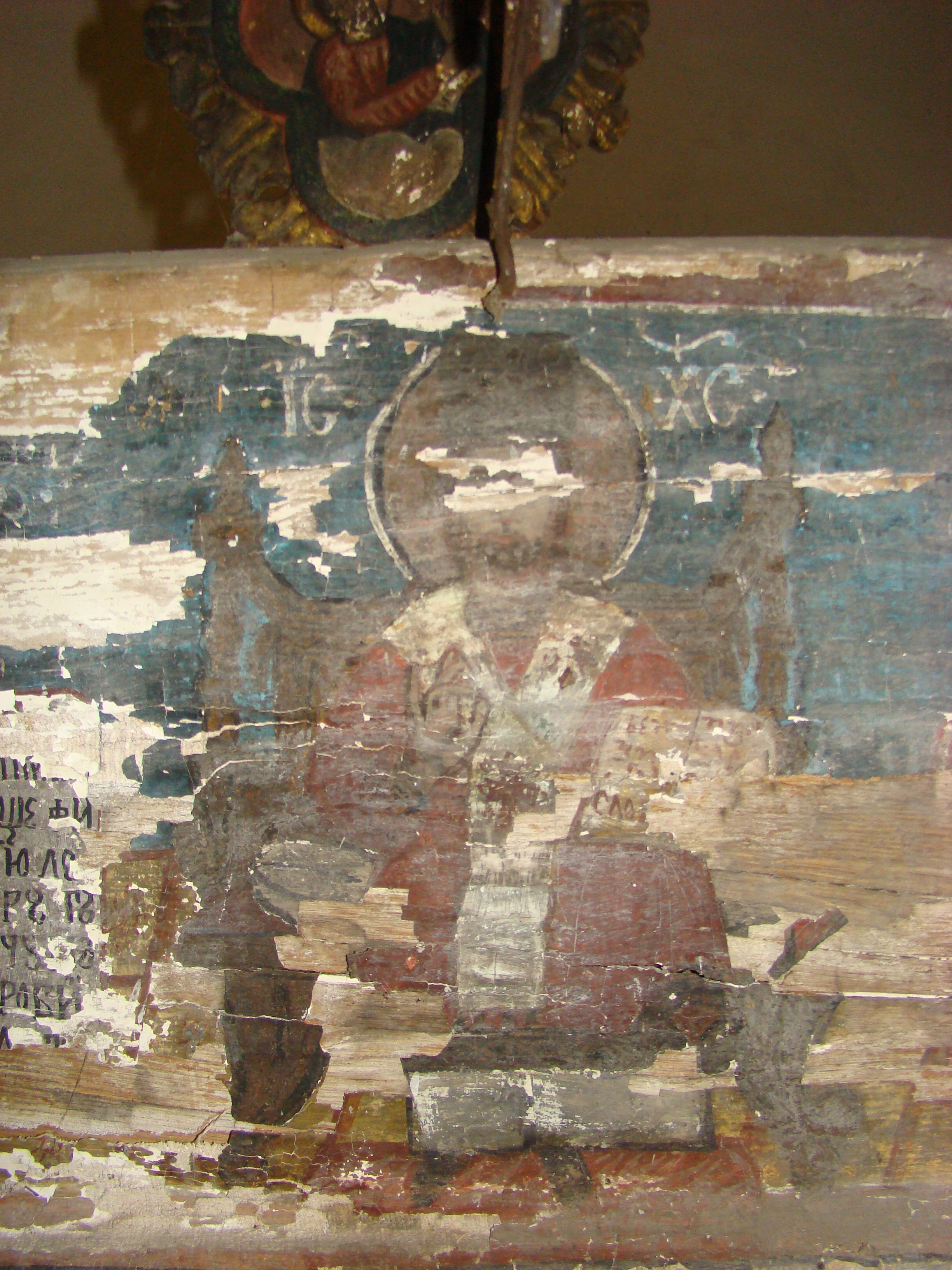
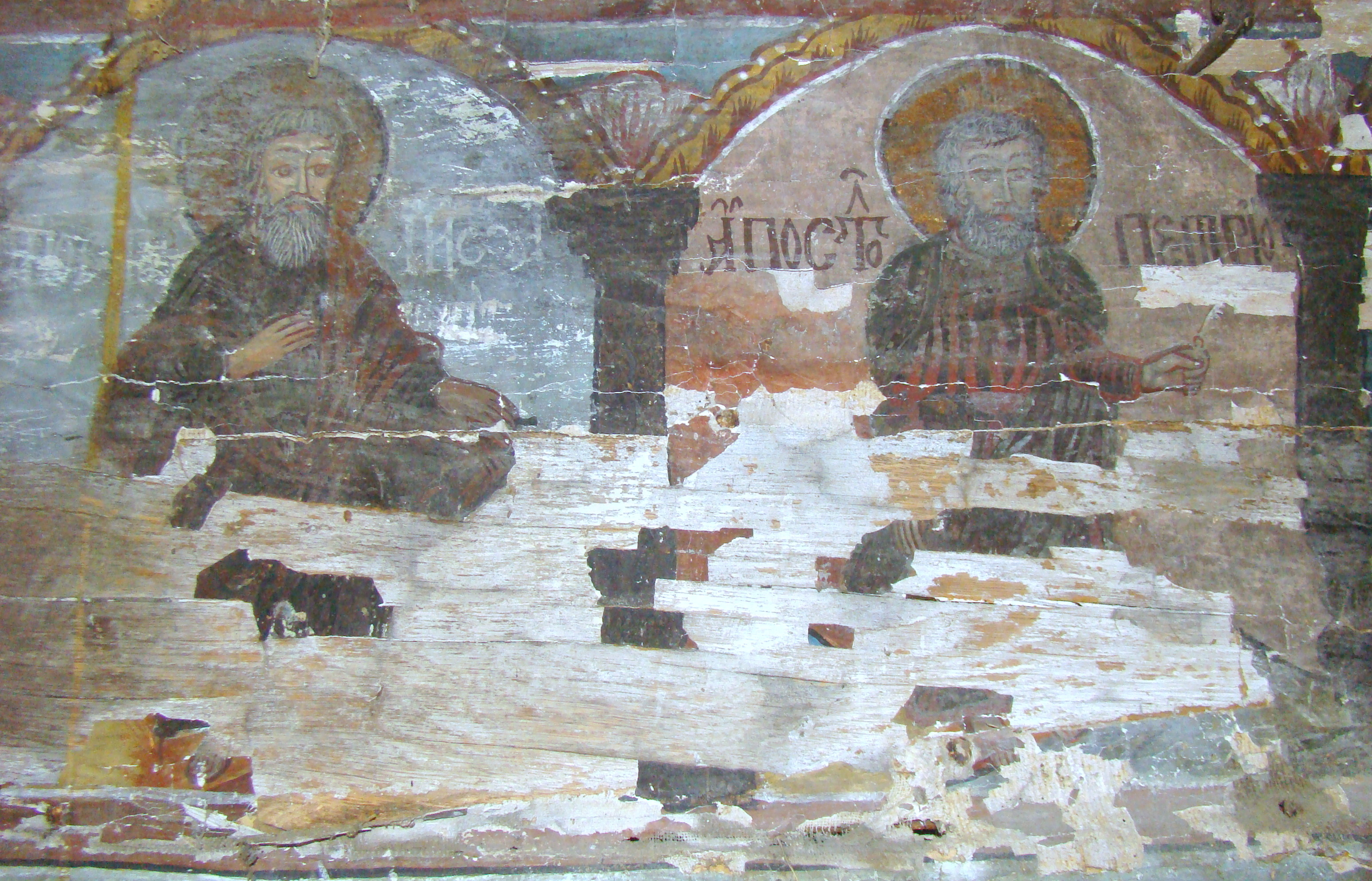
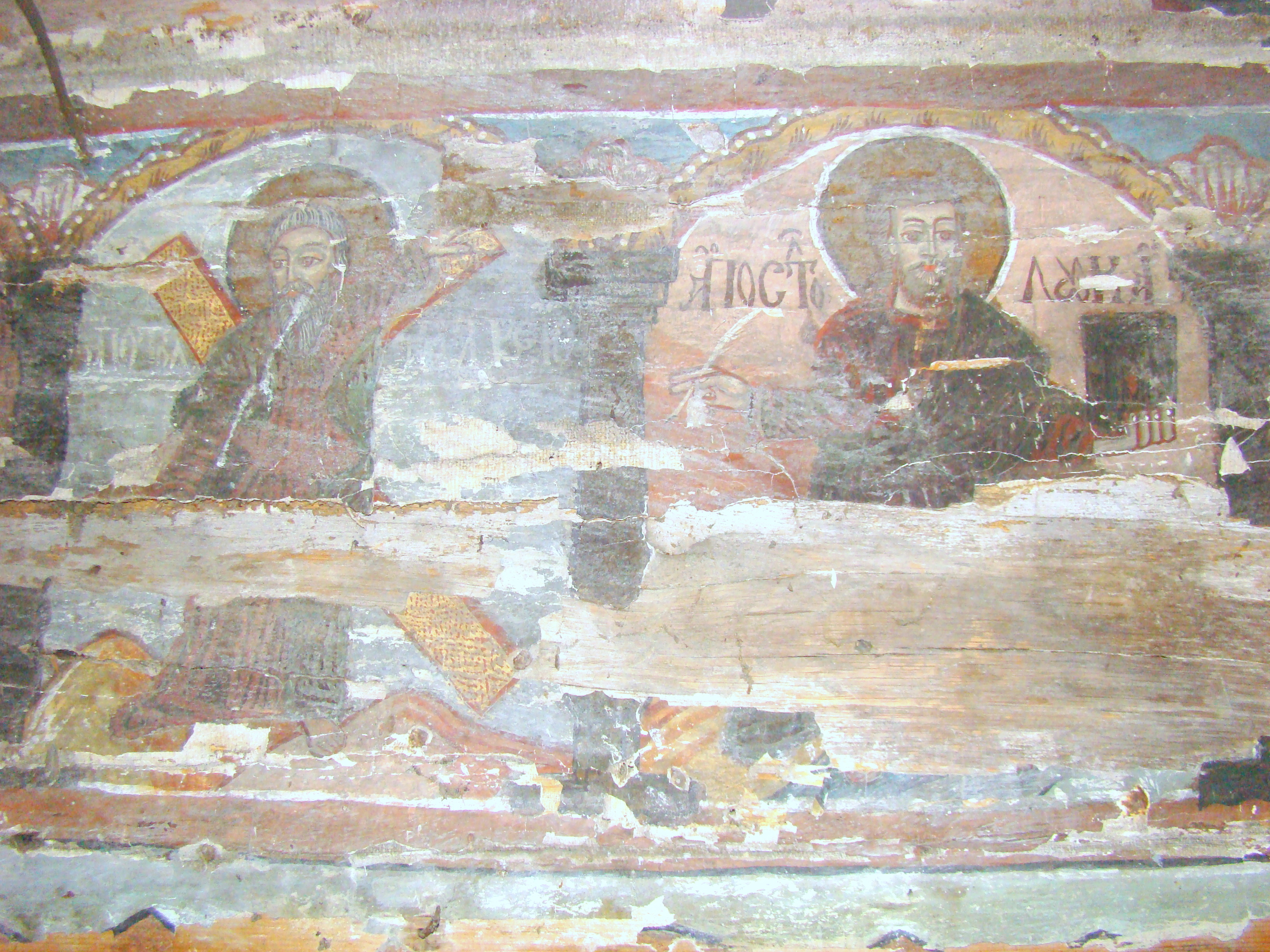
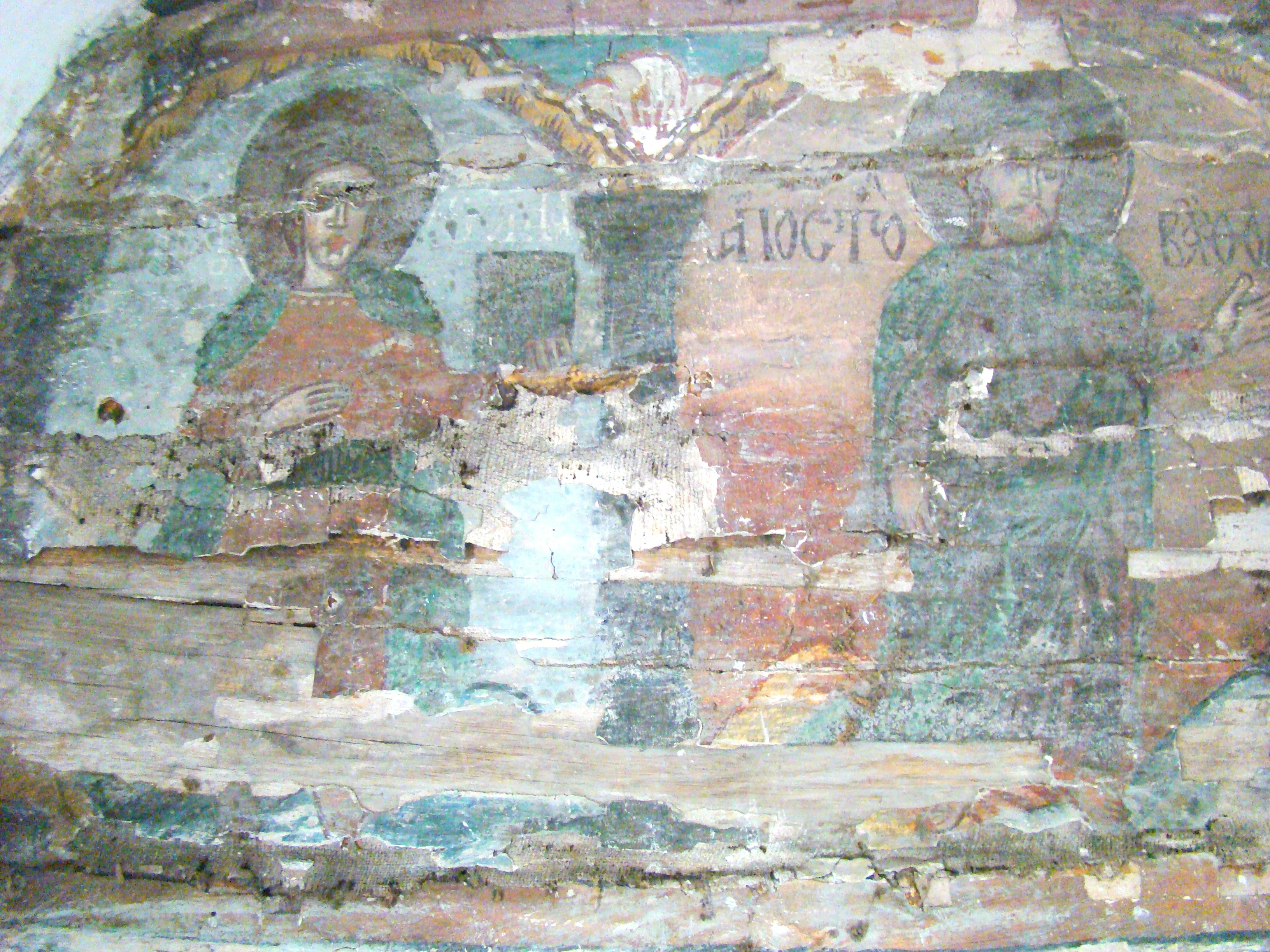
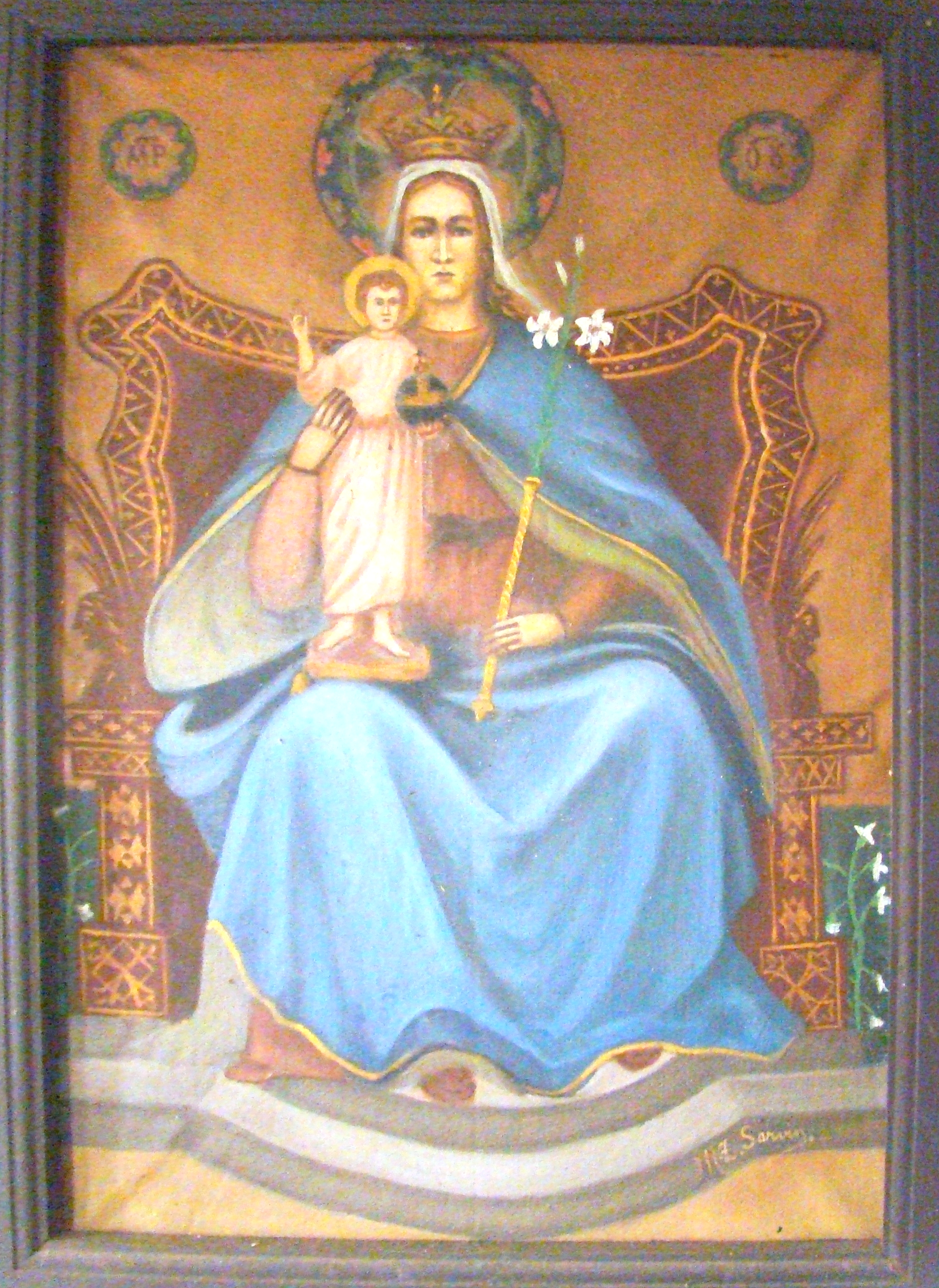
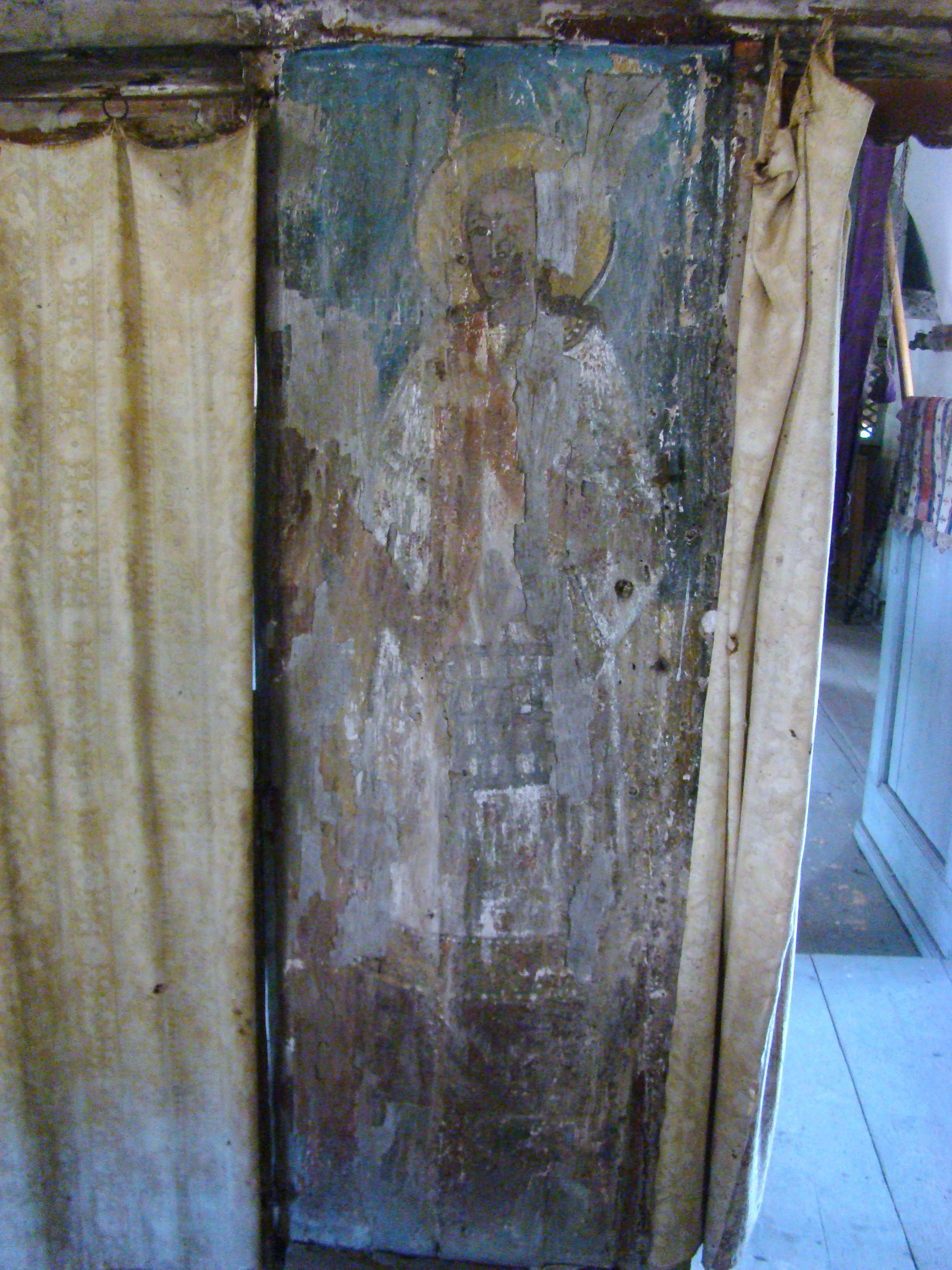
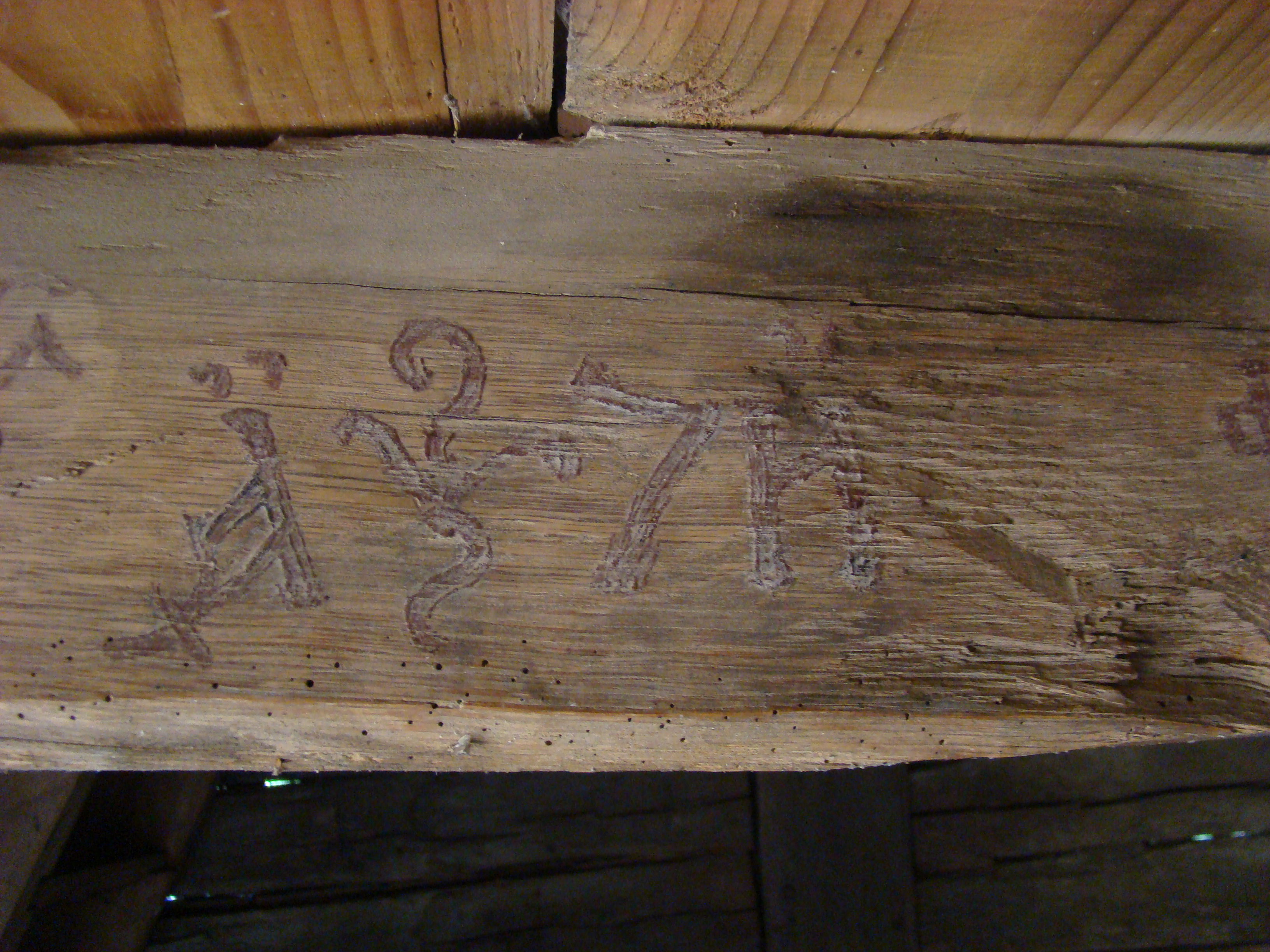
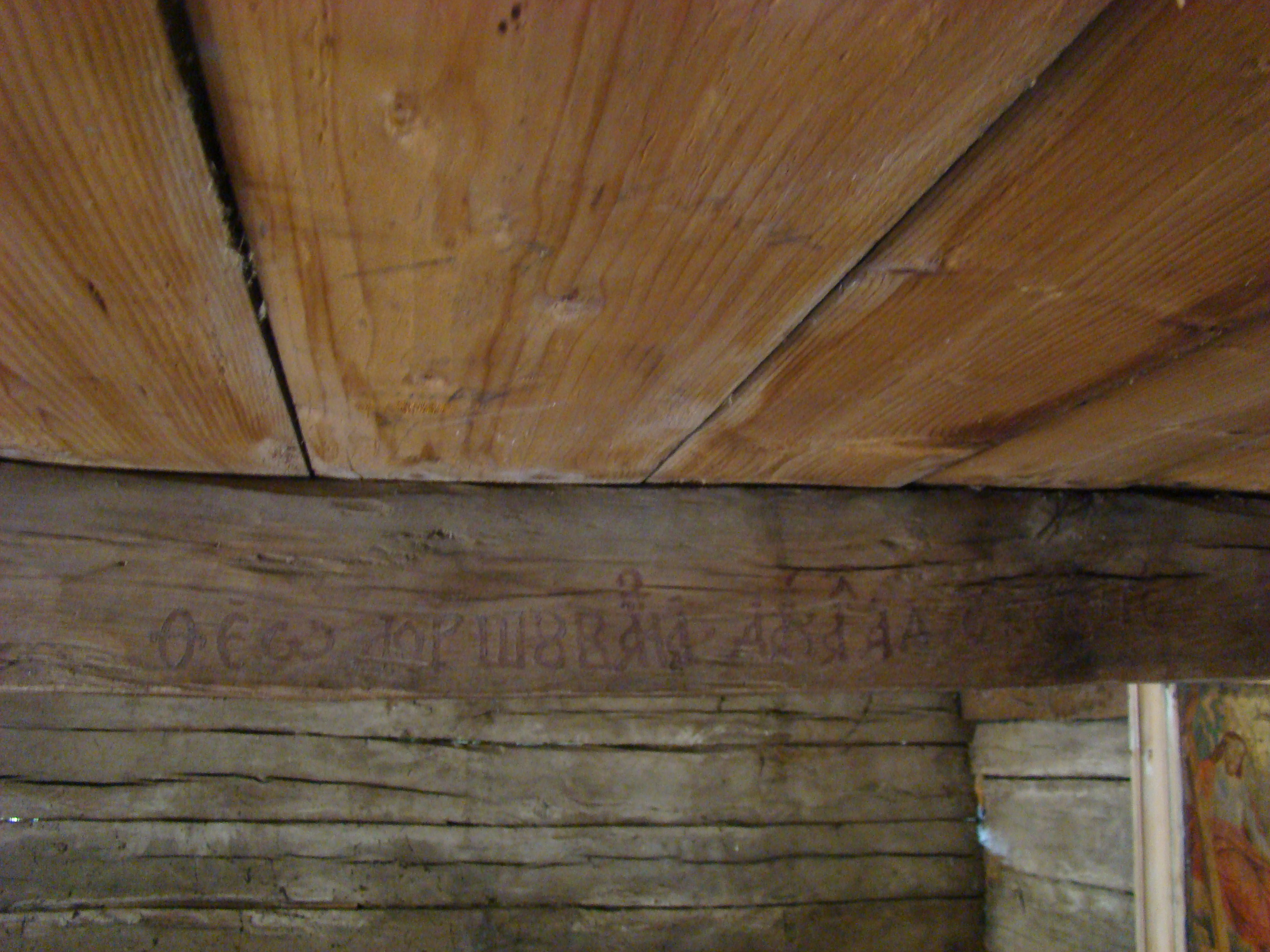
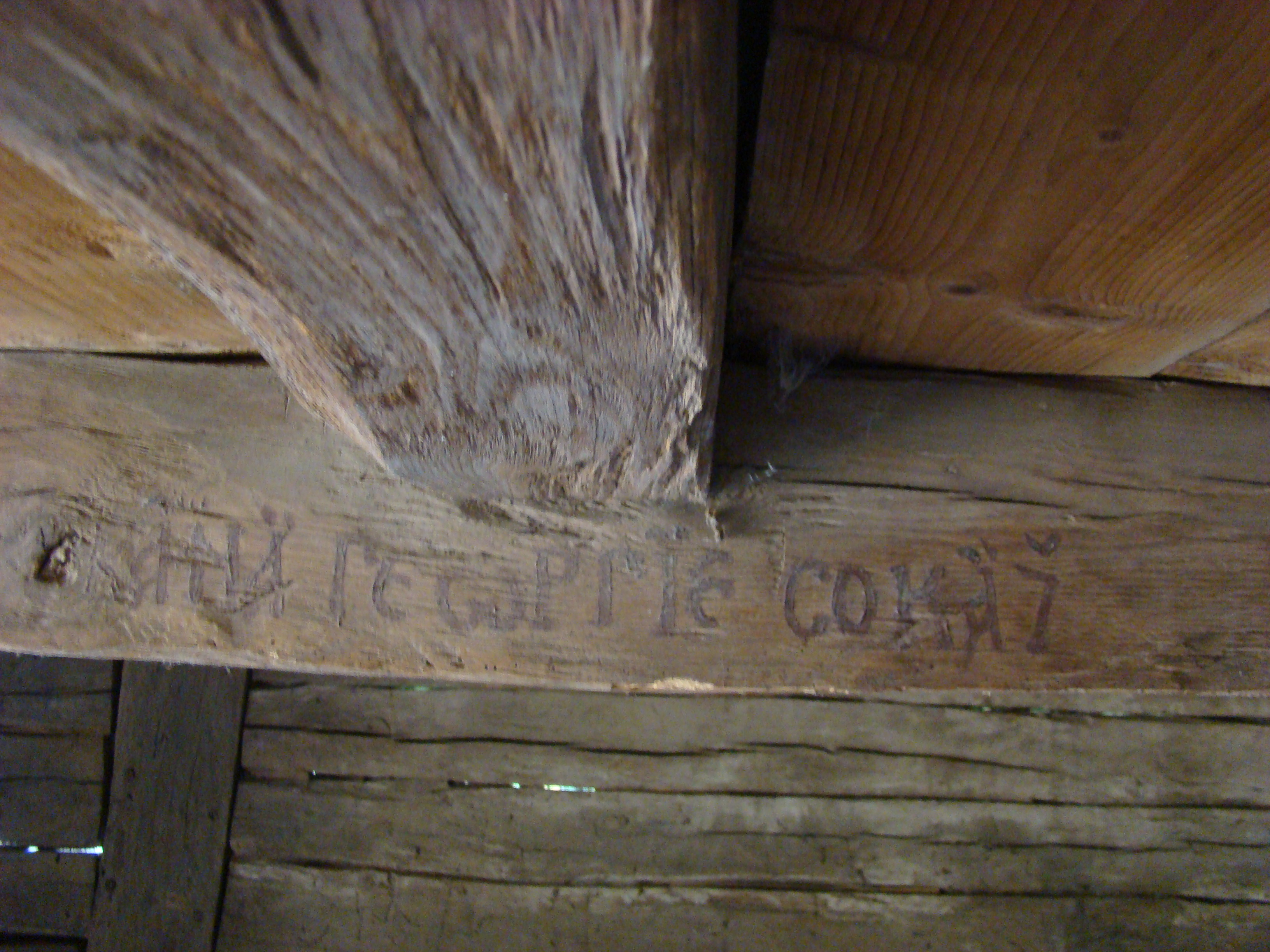
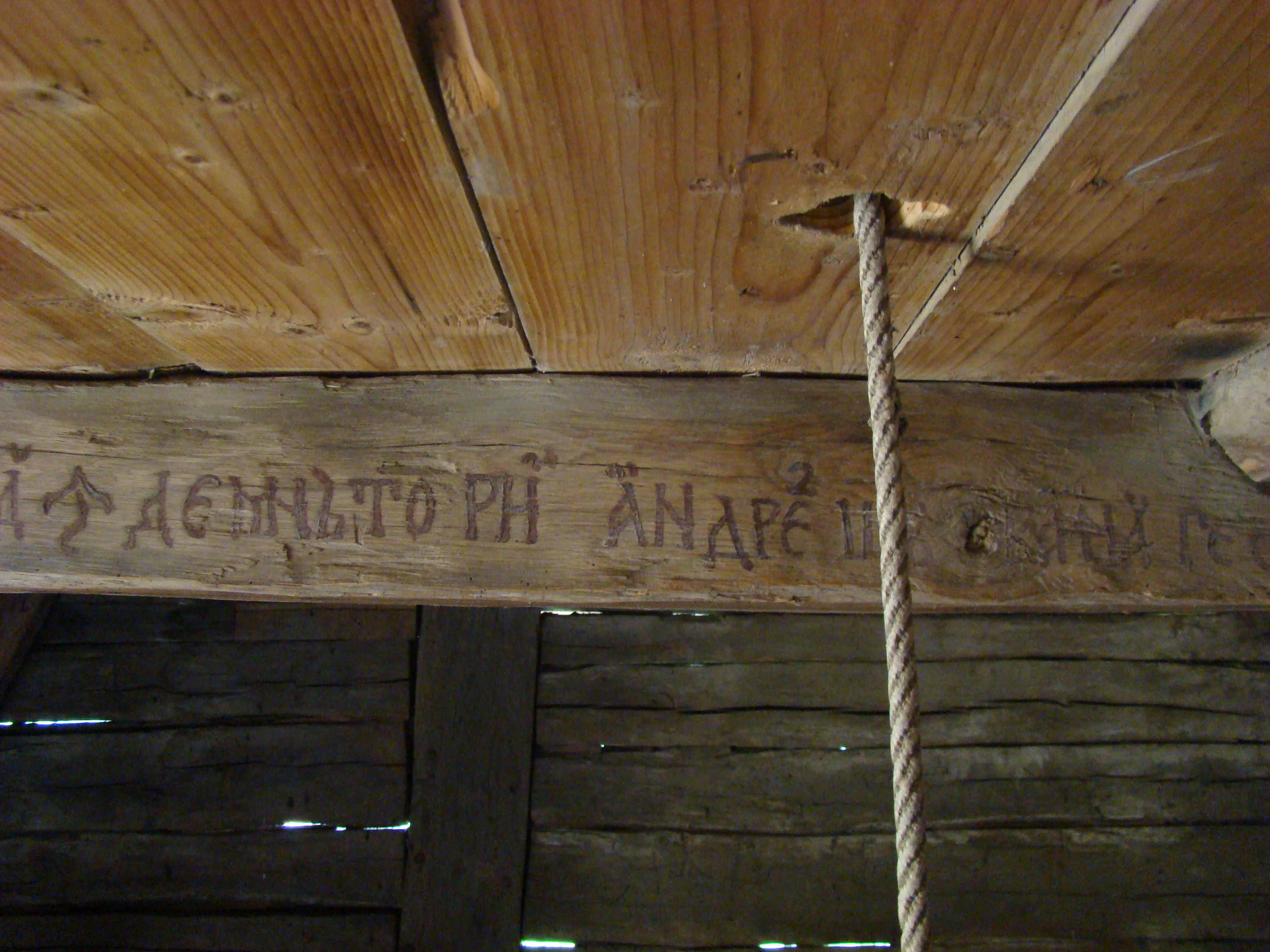
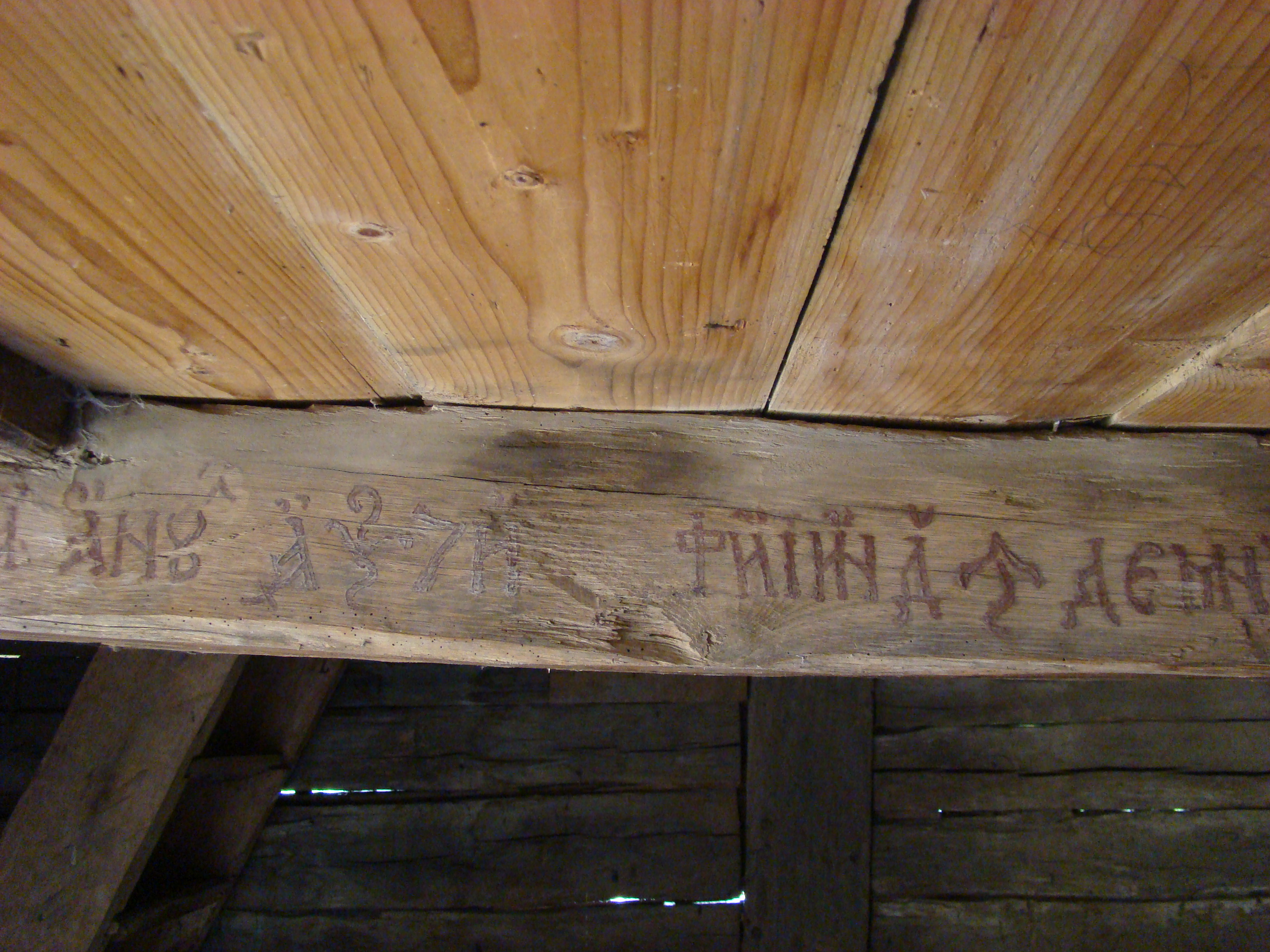
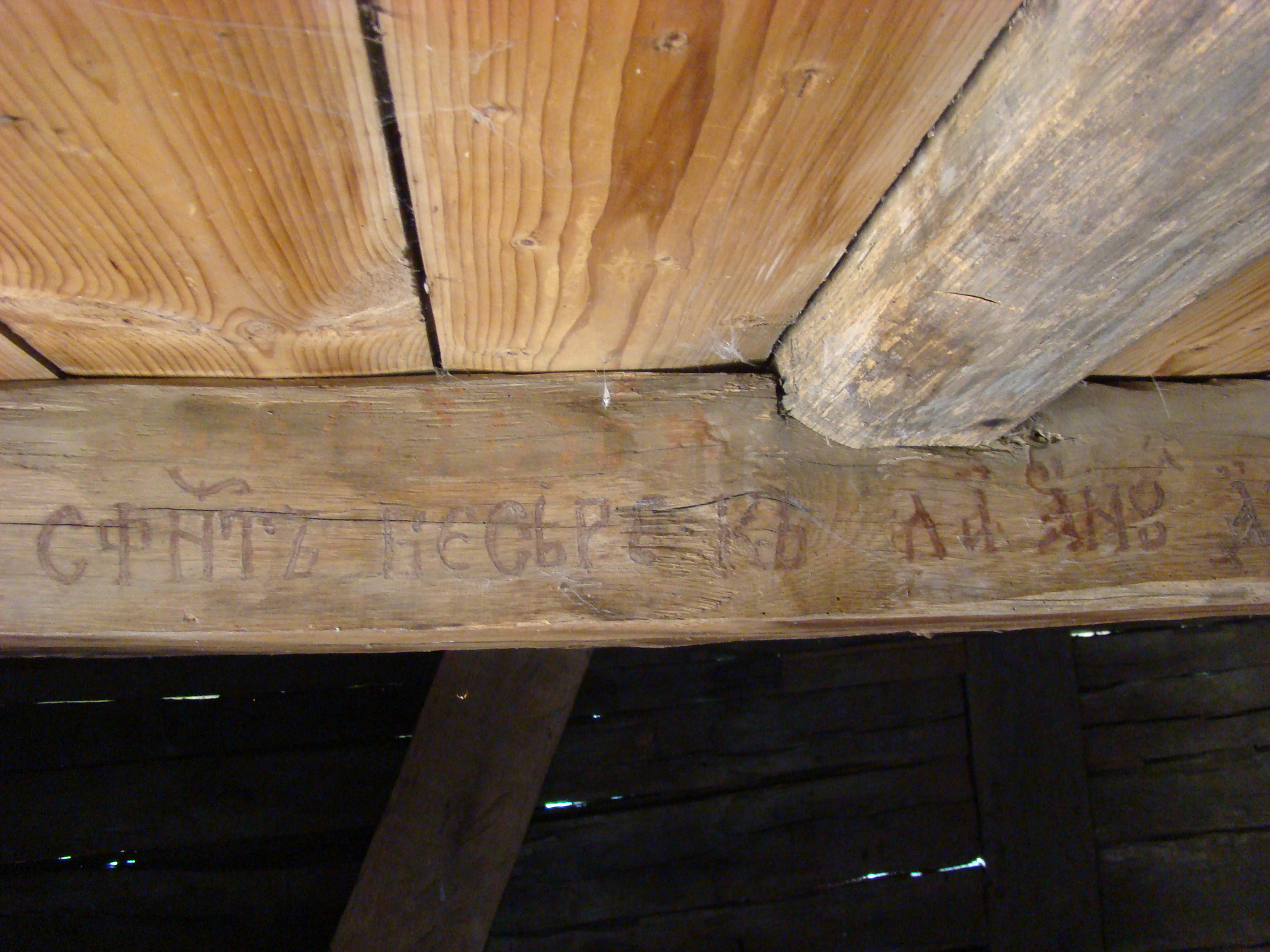
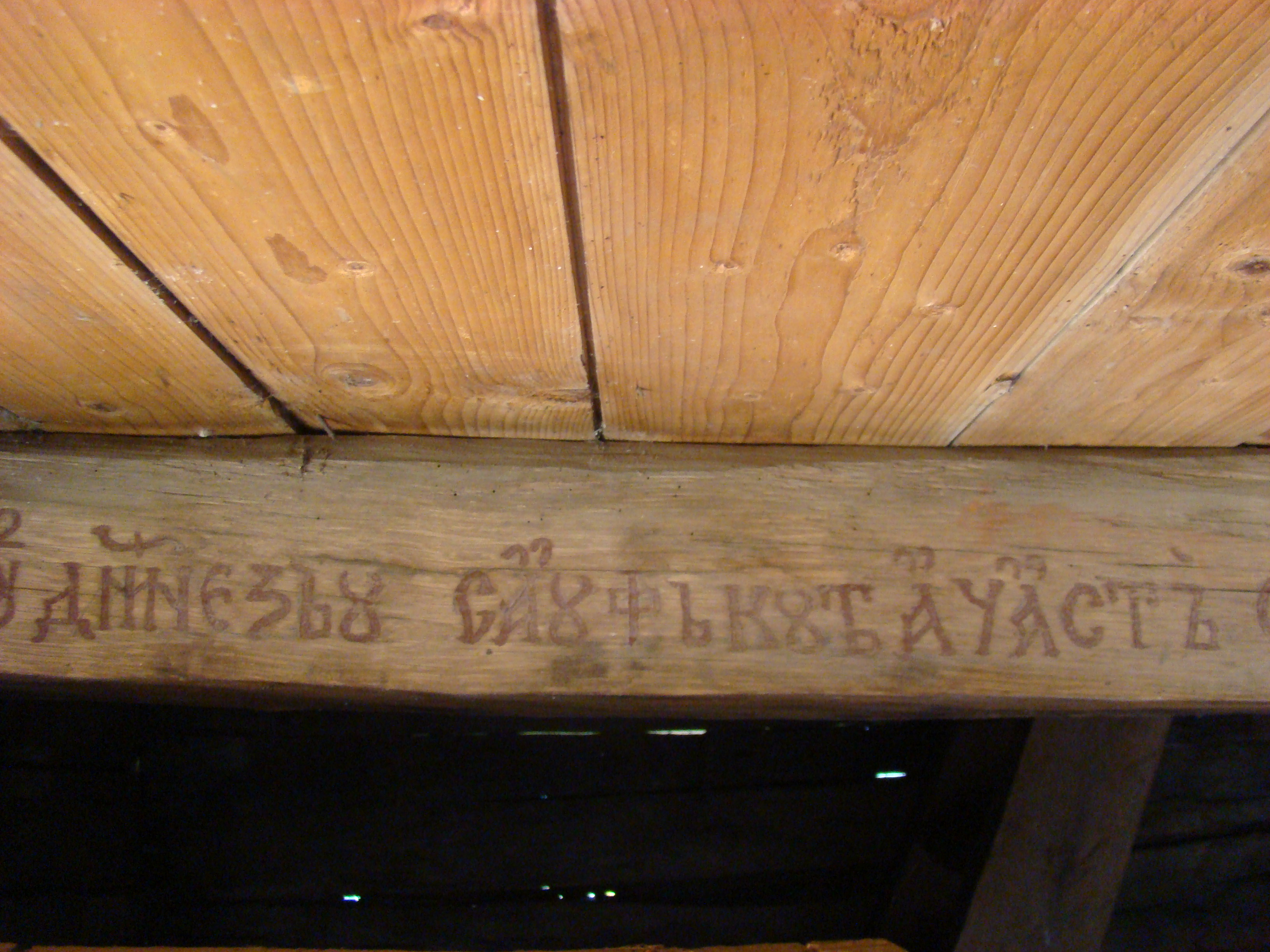
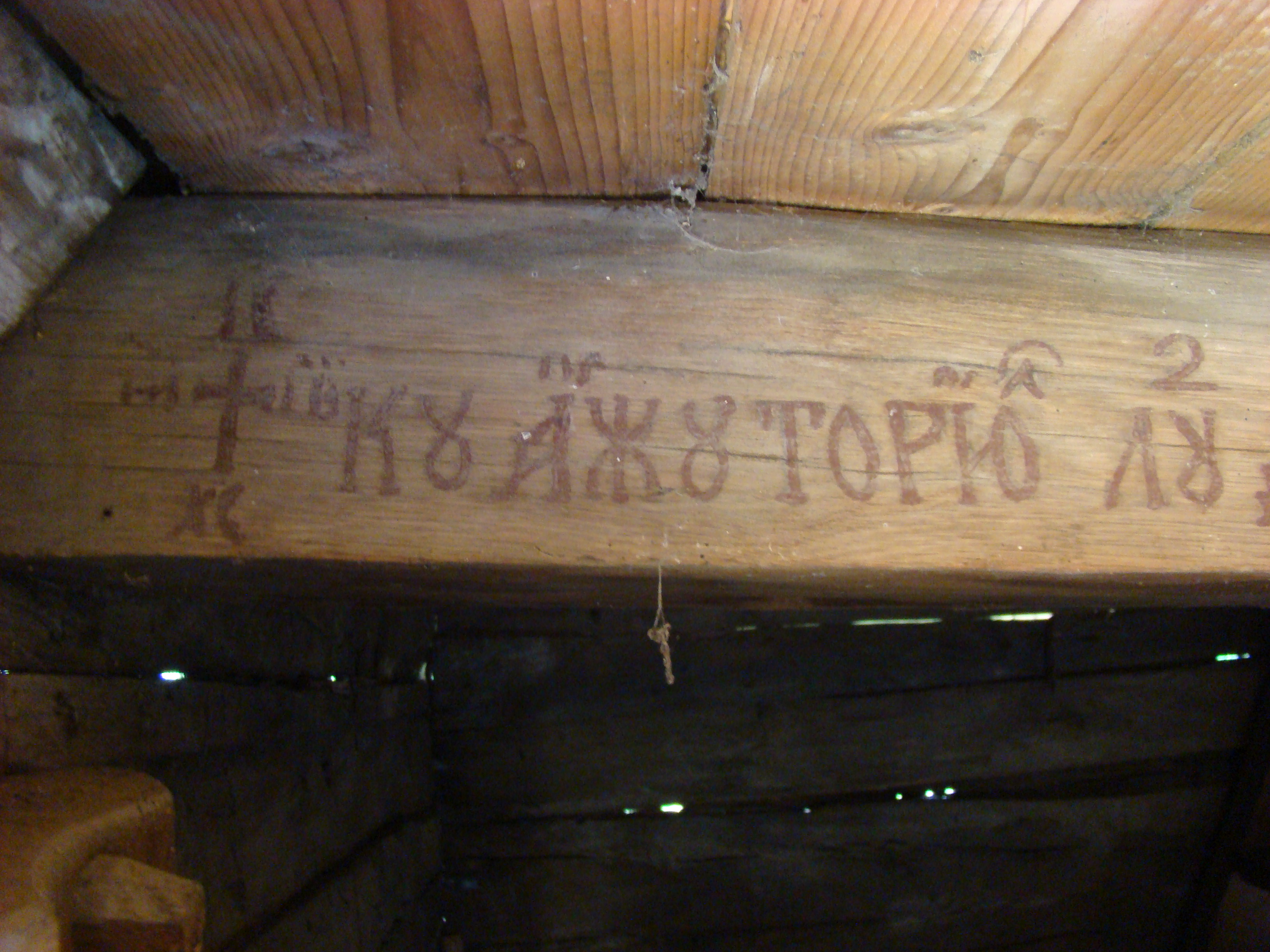
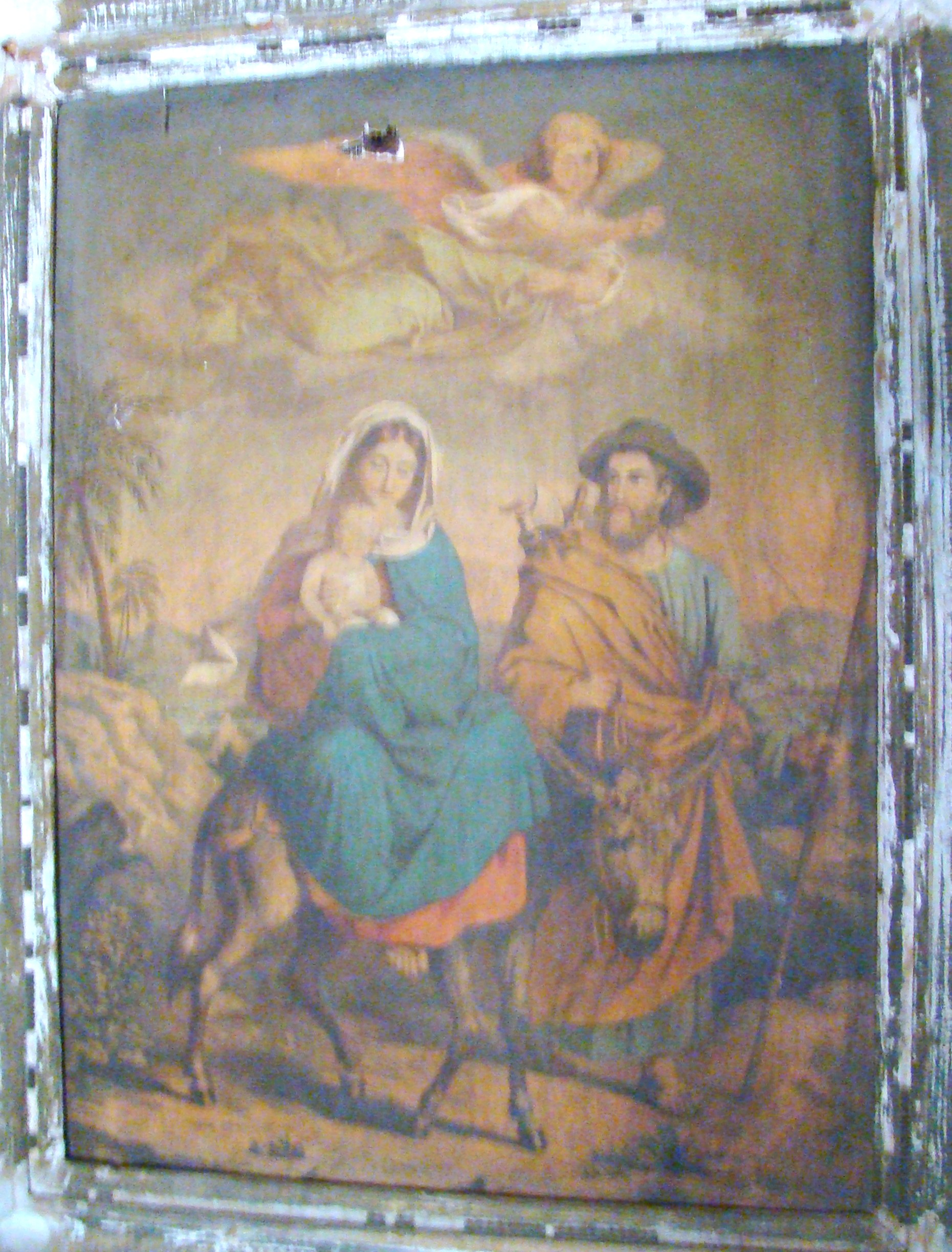
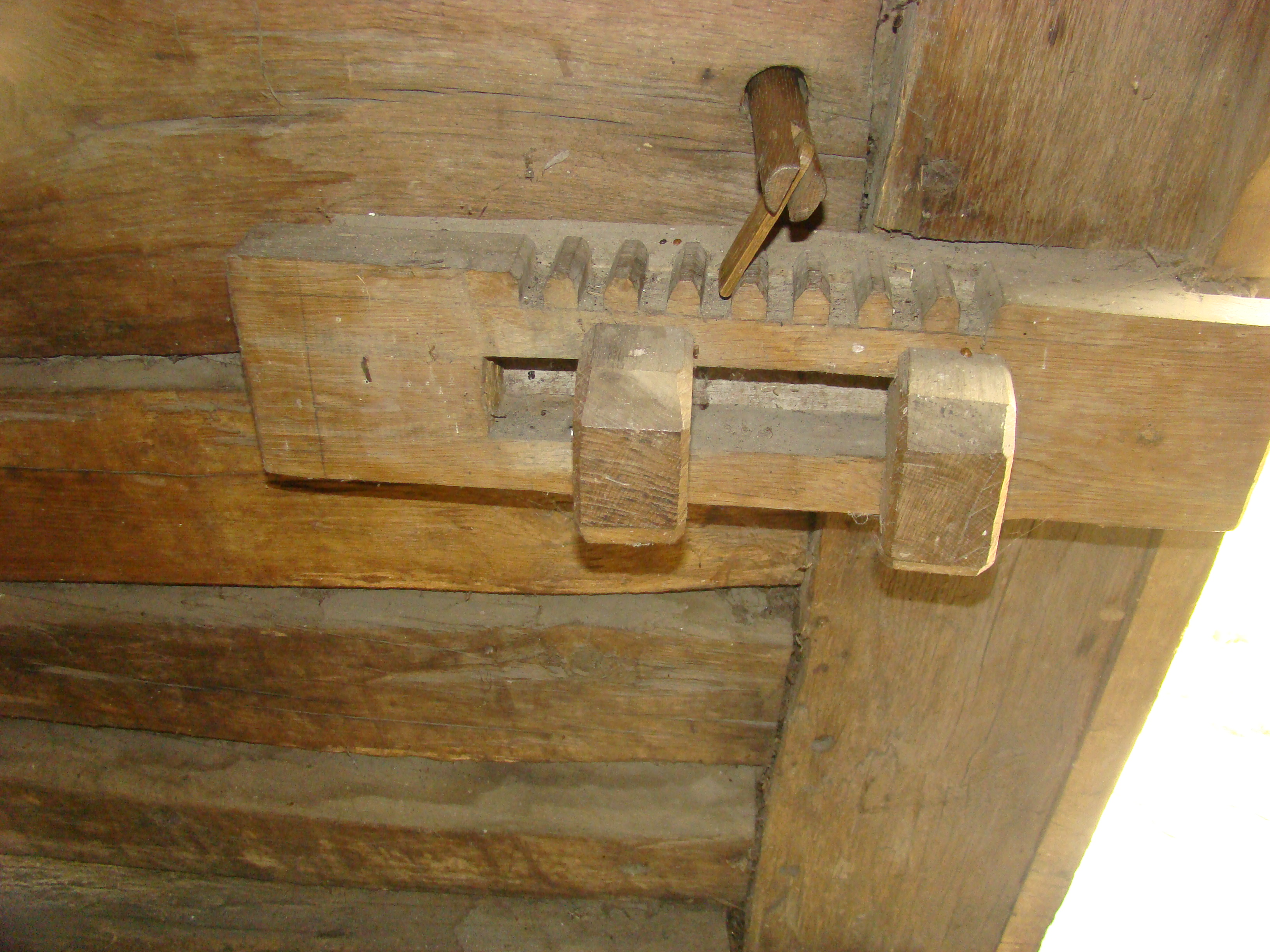